# Cassini-Huygens
Vous lisez un « article de qualité » labellisé en 2007.
Cet article concerne la mission Cassini-Huygens en général. Pour l'orbiteur en particulier, voir Cassini (sonde spatiale). Pour l'atterrisseur, voir Huygens (sonde spatiale).

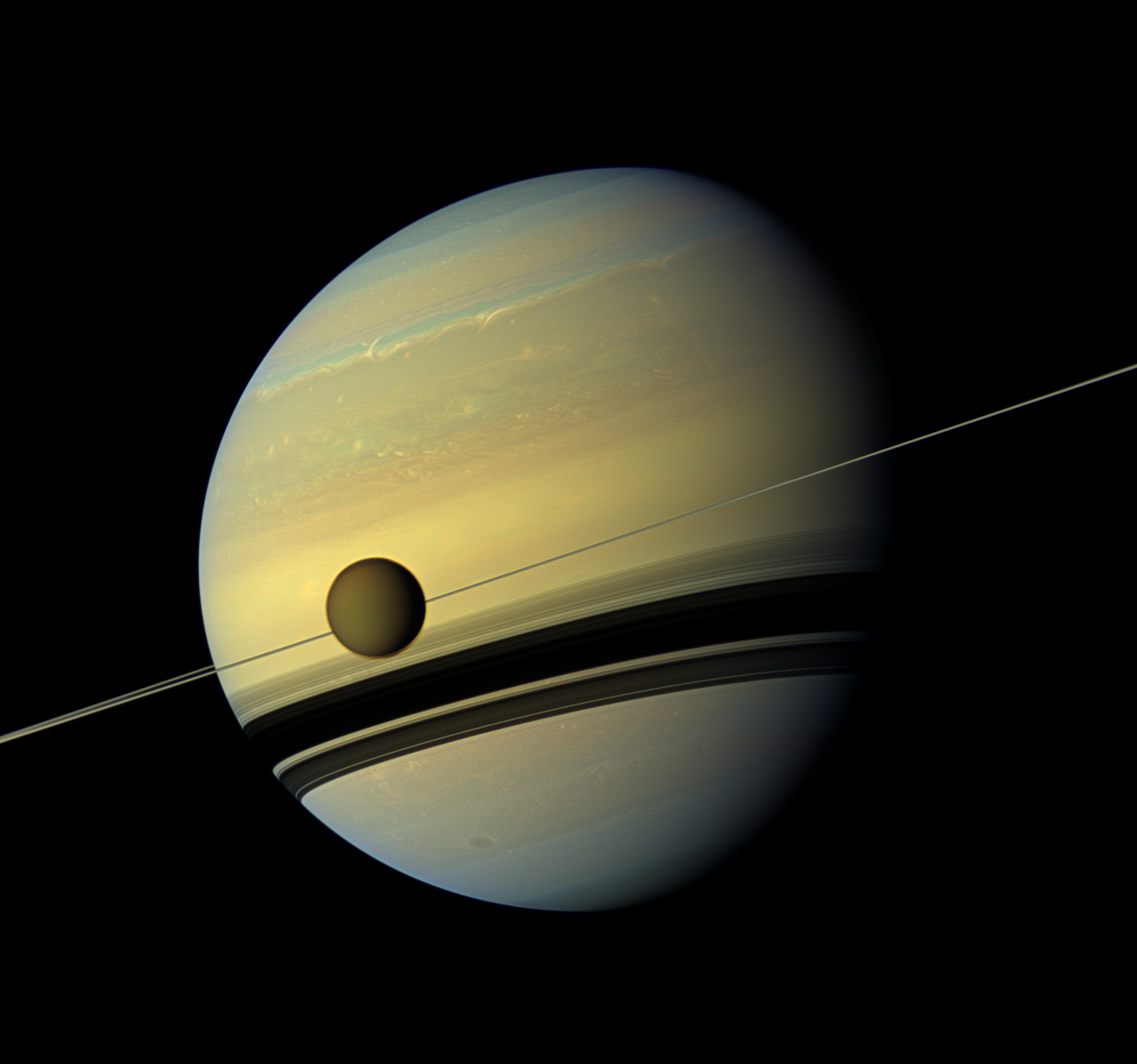
Titan, Saturne et ses anneaux photographiés par la sonde Cassini.

Cassini-Huygens est une mission d'exploration spatiale du système saturnien au moyen d'une sonde spatiale développée par l'agence spatiale américaine, la NASA, avec des participations importantes de l'Agence spatiale européenne (15 % du coût) et de l'Agence spatiale italienne. Lancé le 15 octobre 1997, l'engin se place en orbite autour de Saturne en 2004. En 2005, l'atterrisseur européen Huygens, après s'être détaché fin 2004 de la sonde mère, se pose à la surface du satellite Titan et peut transmettre des informations collectées durant la descente et après son atterrissage. L'orbiteur Cassini tourne ensuite autour de Saturne et poursuit l'étude scientifique de la planète géante gazeuse, en profitant de ses passages à faible distance de ses satellites pour collecter des données détaillées sur ceux-ci. La mission, d'une durée initialement prévue de quatre ans, est prolongée à deux reprises : de 2008 à 2010 par la mission équinoxe (Equinox Mission), puis de 2010 à 2017 par la mission solstice (Solstice Mission). Afin de protéger les lunes de la planète, la sonde spatiale finit son voyage en plongeant dans l'atmosphère de Saturne le 15 septembre 2017.
En 1982, les communautés scientifiques américaine et européenne étudient de manière indépendante l'envoi d'une mission d'étude de Saturne. Après avoir travaillé sur des projets séparés, la NASA et l'Agence spatiale européenne lancent à la fin des années 1980 le développement d'une mission conjointe : la NASA développe l'orbiteur et l'ESA l'atterrisseur, qui doit se poser sur Titan. Le projet frôle à plusieurs reprises l'annulation, à la suite des difficultés budgétaires de la NASA. Des mouvements écologistes tentent d'interdire le lancement de la sonde spatiale, à cause du plutonium embarqué pour alimenter en énergie la sonde spatiale. Finalement, la sonde spatiale est lancée le 15 octobre 1997 par le lanceur lourd Titan IV-B.
Mission particulièrement ambitieuse et coûteuse (3,26 milliards de dollars américains), Cassini-Huygens est rattachée à ce titre au programme Flagship de la NASA. Par sa masse totale de 5,7 tonnes (dont 3,267 tonnes de carburant et 320 kilogrammes pour l'atterrisseur Huygens), il s'agit du plus gros engin spatial lancé vers les planètes externes. L'orbiteur embarque douze instruments scientifiques, dont un radar, tandis que Huygens en emporte six. Cassini est stabilisé sur trois axes et son énergie provient de trois générateurs thermoélectriques à radioisotope (RTG) utilisant du plutonium.
La mission Cassini-Huygens remplit tous ses objectifs scientifiques en fournissant une moisson de données sur Saturne, sa magnétosphère, ses anneaux, Titan et les autres satellites de la planète géante. Les caméras de l'orbiteur fournissent également certaines des plus belles images du Système solaire. Cassini permet notamment d'affiner notre connaissance de Titan (lacs de méthane liquide, dunes, composition de l'atmosphère…), de découvrir les geysers d'Encelade, indices d'un océan souterrain hébergeant peut-être une forme de vie, d'obtenir les premières images détaillées de Phœbé, d'analyser en détail la structure des anneaux de Saturne, d'observer les formations étonnantes de l'atmosphère de la planète géante au niveau de son pôle nord et de découvrir une dizaine de nouveaux satellites naturels de petite taille (moins de 10 kilomètres), ce qui porte à plus de 200 le nombre total de satellites saturniens connus à ce jour (2019). Les données collectées sur les anneaux de Saturne au cours des dernières orbites permettent de dater leur apparition : ceux-ci sont créés il y a moins de 100 millions d'années et ils doivent disparaître dans moins de 100 millions d'années.

## Contexte

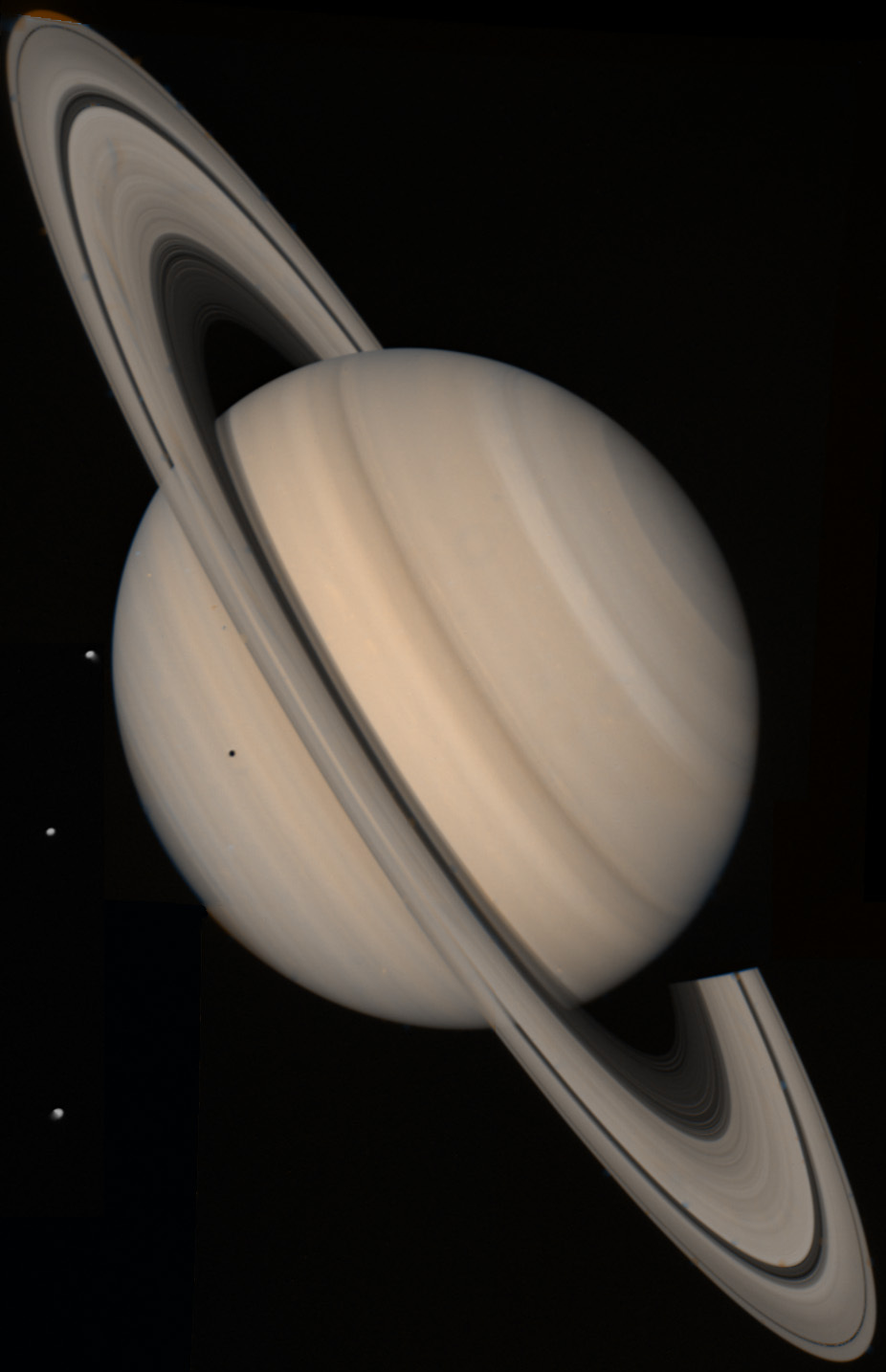
Saturne en vraies couleurs et ses lunes Téthys, Dioné et Rhéa, photographiées par Voyager 2.

### Les précurseurs:Pioneer 11et les sondesVoyager
Les premiers projets américains d'exploration de Saturne et de son système (anneaux et lunes), par une sonde spatiale qui se place en orbite autour de la planète géante, remontent au début des années 1970. À cette époque,  Pioneer 11 est en route pour le premier survol de Saturne et les sondes du programme Voyager, qui doivent suivre sa trace, sont en cours de développement. En 1973, le centre de recherche Ames, de la NASA, planche sur une mission vers Saturne réutilisant les technologies développées pour Pioneer Venus et la future sonde Galileo. En 1975, le Bureau des sciences spatiales du Conseil national de la recherche des États-Unis recommande l'envoi d'une sonde consacrée à l'étude de Saturne, ses anneaux et ses lunes, notamment Titan. Les observations, depuis la Terre, de cette lune, la deuxième du système solaire par la taille après Ganymède, permettent de détecter la présence d'une atmosphère dans laquelle se trouvent des traces de méthane et sans doute d'hydrocarbures complexes, qui la font ressembler à la Terre primitive. Le centre de recherche Ames commande une étude pour un engin d'exploration de Titan. Plusieurs types d'engins spatiaux sont envisagés, car on sait peu de choses des caractéristiques de l'atmosphère, et en particulier de sa densité. En 1976, le centre JPL de la NASA envisage, dans le cadre de son programme Purple Pigeons, l'envoi simultané d'un engin qui doit se poser en douceur à la surface de Titan et d'une sonde qui doit se mettre en orbite autour de Saturne, préfiguration de la mission Cassini-Huygens. Cet ensemble doit être lancé depuis la navette spatiale américaine, avec un étage Centaur chargé de lui donner l'impulsion lui permettant d'atteindre la planète Saturne. Pour la conception de l'atterrisseur, on part de l'hypothèse que l'atmosphère de Titan a une densité comprise entre 20 et 100 % de l'atmosphère terrestre et on envisage un atterrissage à la surface de lacs d'hydrocarbures. Les résultats des survols du système de Saturne par Voyager 1 en 1980 puis Voyager 2 en 1981 augmentent l'intérêt d'une mission destinée à l'exploration de la planète géante. En ce qui concerne Titan, un des principaux objectifs du programme Voyager, les informations recueillies sont limitées car la surface du satellite est entièrement masquée par une épaisse couche de nuages. Seul un radar ou un atterrisseur peut percer cet obstacle. Par ailleurs, le survol du système saturnien par les sondes Voyager se fait à grande vitesse (30 kilomètres par seconde). Dans ces conditions, le recueil des données est limité par la durée du survol, une quinzaine de jours, ainsi que par la trajectoire suivie. La NASA étudie dans ce contexte le lancement d'une sonde spatiale dérivée de Galileo et emportant deux engins chargés d'étudier les atmosphères de Saturne et Titan.

### Genèse du projet (1980-1988)

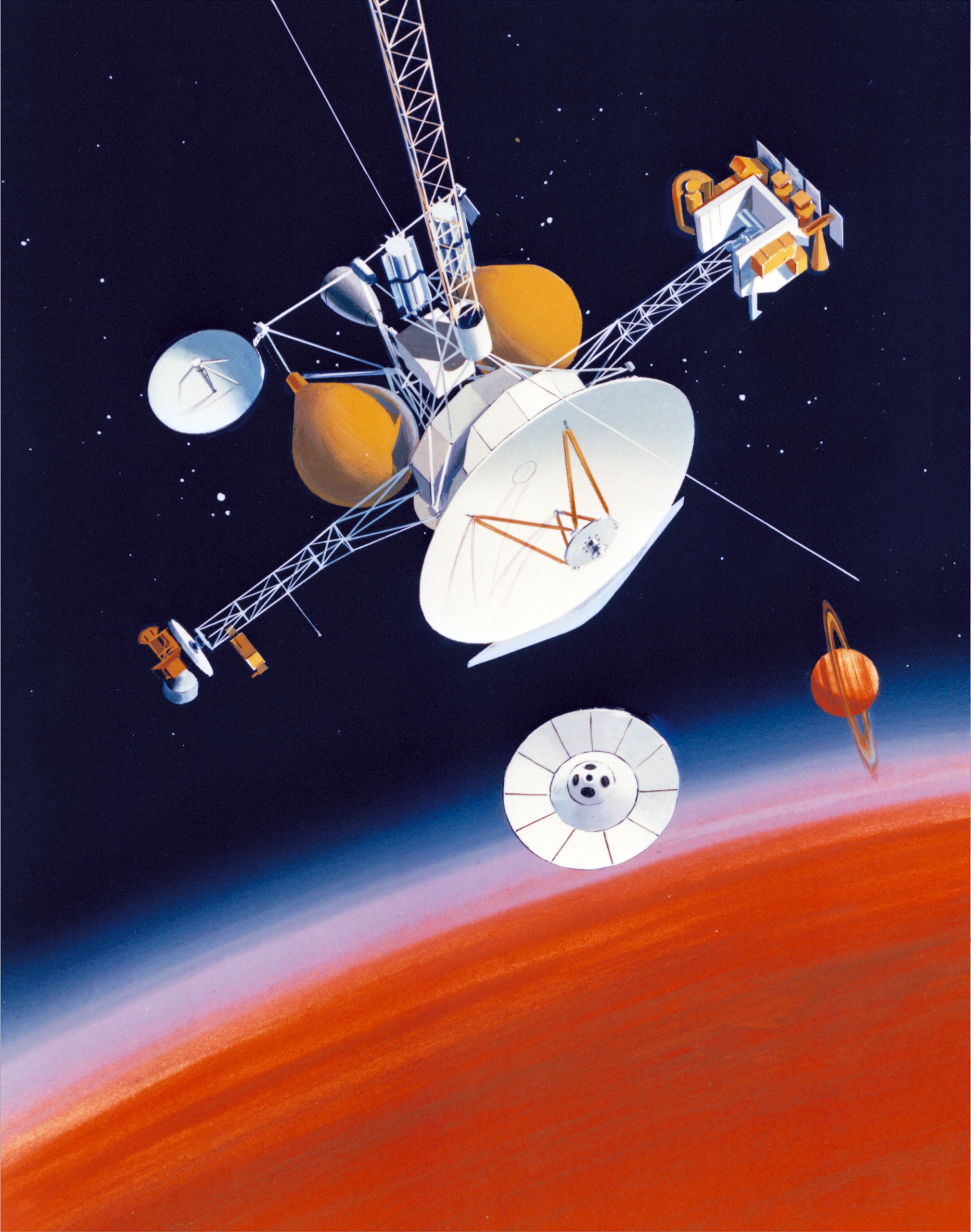
Vue d'artiste de la sonde Saturn Orbiter/Titan Probe (SOTP) étudiée en 1988.

Au début des années 1980, le rapport du Comité d'exploration du Système solaire de la NASA (Solar System Exploration Committee), qui fixe les objectifs de la NASA pour la décennie à venir, recommande le développement de quatre missions : Venus Radar Mapper, Mars Geoscience/Climatology Orbiter, Comet Rendezvous Asteroid Flyby (CRAF) et un orbiteur chargé d'étudier Saturne. À la même époque, Daniel Gautier, de l'Observatoire de Meudon, et Wing-Huan Ip, de l'Institut Max-Planck (Allemagne), suggèrent de développer un partenariat entre l'Europe et les États-Unis pour l'exploration de Saturne, en reprenant le modèle de la mission germano-américaine Galileo. Avec 27 autres chercheurs européens, les deux hommes proposent en 1982 un projet qu'ils baptisent Cassini, en réponse à un appel à candidatures de l'Agence spatiale européenne. L'Europe doit développer l'orbiteur, tandis que la NASA est chargée de la mise au point de l'atterrisseur, car elle seule dispose de l'expertise nécessaire. Des contacts sont pris avec les chercheurs américains, par l'intermédiaire de Tobias Owen de l'université d'Hawaï. Cette même année 1982, la Fondation européenne de la science et l'Académie nationale des sciences américaine créent ensemble un groupe de travail pour définir des projets communs d'exploration du Système solaire. Ce groupe recommande le développement d'une mission d'exploration du système de Saturne comportant à la fois un orbiteur et un atterrisseur, reprenant ainsi la proposition Cassini. L'orbiteur doit réutiliser la plate-forme très sophistiquée en cours de développement pour la sonde Galileo, qui permet d'emporter un atterrisseur et la collecte de nombreuses informations scientifiques. Il est prévu que l'ESA développe l'atterrisseur, tandis que la NASA fournit l'orbiteur. Dans ses études, la NASA choisit toutefois, pour des raisons de coût, de développer une plate-forme plus simple, baptisée Mariner Mark II, dérivée des engins du programme Mariner. Celle-ci doit d'abord être mise en œuvre par la mission CRAF, puis par la mission lancée vers Saturne. La prise de décision est toutefois repoussée à la fin de la décennie. De 1984 à 1985, la NASA et l'ESA mènent des études techniques de faisabilité sur le projet. En 1986, le rapport décennal d'exploration du Système solaire, publié par les instances académiques américaines (Académie nationale des sciences), place en tête des priorités l'exploration de Saturne et de son système. L'ESA poursuit en 1986 des études sur le projet, alors qu'en 1987, l'astronaute Sally Ride défend l'idée d'un projet commun entre la NASA et l'ESA, dans un rapport rendu sur le sujet.

### Lancement du projet (1988-1989)
L'Agence spatiale européenne est la première à franchir le pas, en sélectionnant le 25 novembre 1988, dans le cadre de son programme scientifique Horizon 2000, l'atterrisseur Huygens, chargé de se poser sur Titan, parmi quatre propositions. La NASA inclut la même année, dans son budget, un projet groupant l'orbiteur Cassini et la sonde spatiale CRAF, qui utilisent la même plate-forme, mais n'obtient un feu vert financier qu'en novembre 1989, avec un budget inférieur à sa demande. Selon les premiers plans, la mission doit être lancée initialement en 1994, par la navette spatiale américaine. Mais à la suite de l'accident de la navette spatiale Challenger, qui interdit d'emporter l'étage Centaur, il faut se rabattre sur le lanceur militaire Titan IV. Trois fenêtres de lancement, en décembre 1995, avril 1996 et 1997 sont identifiées, et celle de 1996 est retenue. Il est prévu que la sonde spatiale ait recours à l'assistance gravitationnelle de Vénus, de la Terre et de Jupiter, qu'elle effectue un survol à faible distance de l'astéroïde (66) Maïa, et qu'elle arrive dans le système de Saturne en 2002. La charge utile est sélectionnée simultanément en septembre 1990, par les deux agences spatiales. Il est prévu que les opérations de l'orbiteur Cassini soient contrôlées par le centre JPL de la NASA, tandis que Huygens doit être piloté depuis le centre de l'ESA, situé à Darmstadt. Le bus Mariner Mark II, utilisé par l'orbiteur Cassini, doit comporter un module orientable, permettant de pointer les instruments de télédétection, et un deuxième module en rotation constante, pour les instruments de mesure des champs et des particules.

## Conception et construction de la sonde spatiale (1990-1997)

### Arbitrages budgétaires
| Phase                     | Prestation                | Coût                                 | Agence |
| ------------------------- | ------------------------- | ------------------------------------ | ------ |
| Développement (1988-1997) | Cassini avec instruments  | 1,422 milliard de dollars américains | NASA   |
| Développement (1988-1997) | Huygens avec instruments  | 500 millions de dollars américains   | ESA    |
| Développement (1988-1997) | Antenne Cassini           | 160 millions de dollars américains   | ASI    |
| Lancement (1997)          | Lanceur Titan IV          | 422 millions de dollars américains   | NASA   |
| Opérations (1997-2017)    | Opérations                | 710 millions de dollars américains   | NASA   |
| Opérations (1997-2017)    | Réseau télécommunications | 54 millions de dollars américains    | NASA   |

Une première modification des plans initiaux est apportée en 1991 : le lancement est avancé à 1995. La sonde spatiale, durant son transit, doit effectuer à deux reprises une manœuvre d'assistance gravitationnelle (Vénus puis la Terre) et survoler l'astéroïde (302) Clarissa. Mais ces plans sont rapidement bouleversés par les restrictions budgétaires que subit la NASA, qui repoussent le lancement à 1997. Quelques mois plus tard, le développement de la mission jumelle CRAF menée conjointement par la NASA et l'agence spatiale allemande est annulé, pour permettre au projet Cassini de survivre. Mais le développement de la plate-forme commune Mariner Mark II, qui ne se justifie plus dans ce nouveau contexte, ne survit pas à cette annulation. En 1992, pour faire face à l'escalade des coûts du projet, le développement d'un module orientable est abandonné et l'antenne directionnelle est rendue fixe. Ces mesures permettent d'économiser 250 millions de dollars américains, au prix d'une sérieuse dégradation des capacités opérationnelles de la sonde spatiale. Celle-ci ne peut plus, à la fois, recueillir des données scientifiques et les transmettre en temps réel vers la Terre. Dans la nouvelle configuration, le transfert de données, comme l'utilisation de certains instruments, nécessitent la réorientation de la sonde spatiale tout entière. La vitesse angulaire de l'orbiteur étant 18 fois plus faible que celle envisagée pour les modules orientables, ces changements réduisent l'agilité de la sonde spatiale et donc la souplesse opérationnelle de Cassini. Pour étaler les coûts, la NASA décide de lancer l'engin spatial avec des logiciels incomplets, dont le développement doit se poursuivre durant le voyage vers Saturne. Dans ces conditions, il n'est plus prévu d'effectuer de survol d'astéroïde durant le transit. Pour réduire encore les coûts, un accord est conclu entre la NASA et l'Agence spatiale italienne (ASI) pour que cette dernière prenne en charge le développement d'une partie du système de télécommunications, du radar et du spectromètre en lumière visible et infrarouge de l'orbiteur. En 1994, la NASA, de nouveau placée sous la pression budgétaire, envisage l'annulation du projet. L'administrateur de la NASA, Daniel Goldin, vient de lancer son programme de missions interplanétaires à bas coût, avec le slogan Faster, cheaper, better (« Plus vite, moins cher, mieux »), qu'il oppose à l'approche des missions complexes, coûteuses et à développement lent, dont Cassini lui semble un parfait représentant. L'Agence spatiale européenne, qui a déjà investi 300 millions de dollars dans Huygens, envoie une lettre, par l'intermédiaire de son directeur Jean-Marie Luton, au vice-président des États-Unis Al Gore, pour l'alerter sur les risques que comportent l'annulation de Cassini-Huygens pour les projets scientifiques conjoints entre l'Europe et les États-Unis, en soulignant une fois de plus le manque de fiabilité du partenaire américain. Cette pression exercée par l'Agence spatiale européenne contribue à repousser l'annulation cette année-là, ainsi qu'une nouvelle tentative du Congrès américain en 1995. D'autres mesures d'économie sont prises : l'antenne supplémentaire qui doit être utilisée par l'orbiteur pour relayer les émissions radio de Huygens est abandonnée, et les pièces détachées du programme Voyager fournissent la caméra grand angle. A contrario, comme la production du type de plutonium utilisé par les générateurs thermoélectriques à radioisotope (RTG) est abandonnée faute d'application civile, il faut relancer à grands frais la chaîne de fabrication pour fournir le combustible nécessaire à la mission.
Finalement, le budget total de la mission est évalué à 3,27 milliards de dollars américains. La contribution de la NASA est de 2,6 milliards de dollars, tandis que l'ESA participe à hauteur de 500 millions et l'ASI pour 160 millions. Pour la NASA, les principaux postes de dépense sont le développement de la sonde Cassini et ses instruments ainsi que la fabrication du plutonium, le lanceur Titan IV et les opérations de lancement (1,422 milliard de dollars), les opérations en orbite (710 millions) et les opérations de télécommunications prises en charge par le réseau d'antennes de la NASA Deep Space Network (54 millions) :
La sonde spatiale Cassini-Huygens porte le nom de deux astronomes ayant joué un rôle majeur dans l'étude du système de Saturne. Giovanni Domenico Cassini, astronome italien né à Perinaldo dans l'ancienne république de Gênes, a étudié les anneaux de Saturne, dont une division porte son nom, et a découvert certaines des principales lunes de la planète géante (Japet, Rhéa, Téthys et Dioné). Christian Huygens est un astronome néerlandais du même siècle et a découvert Titan.

### Polémique sur les générateurs thermoélectriques à radioisotope

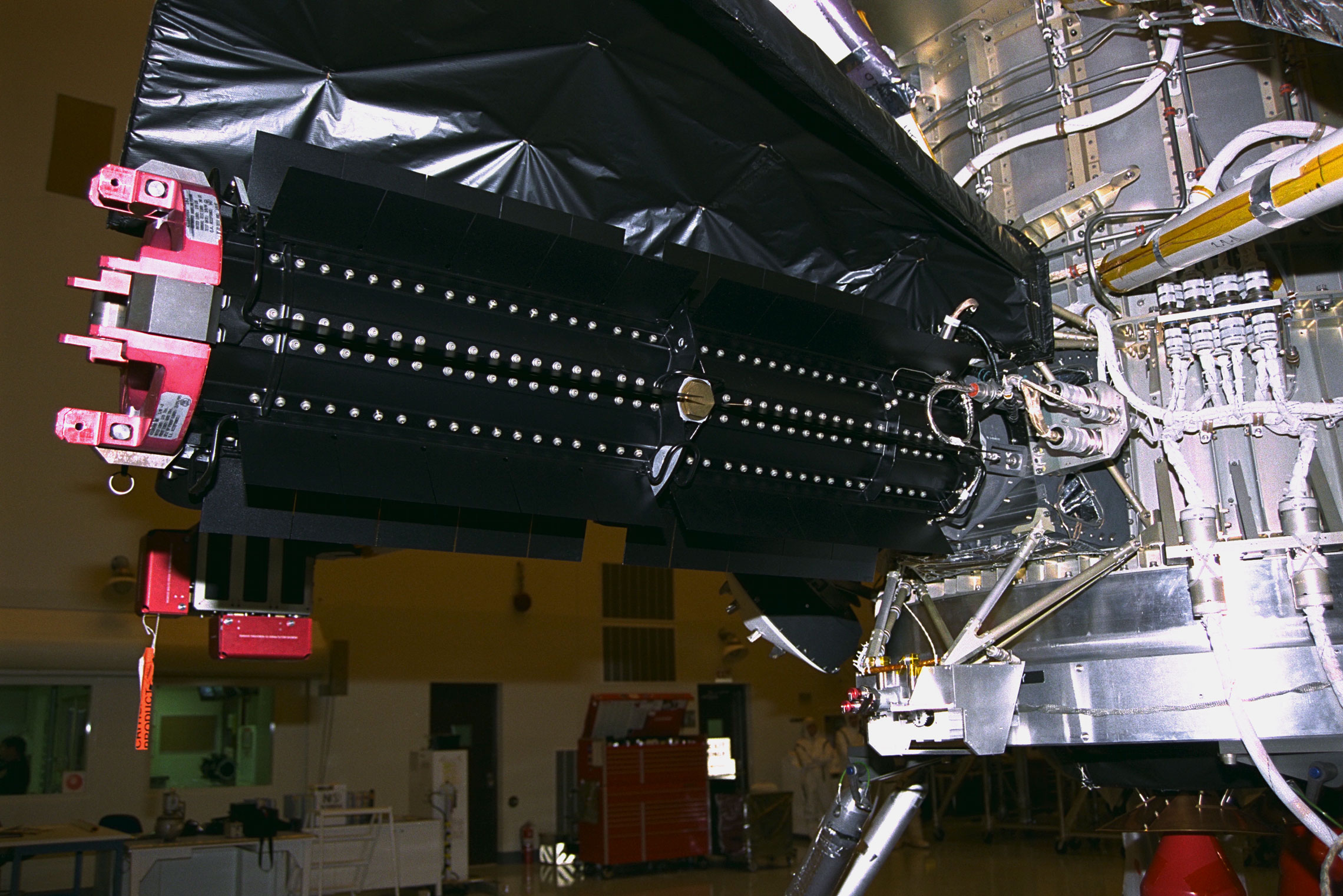
Le générateur thermoélectrique à radioisotope (RTG), la source d'énergie de la sonde Cassini.

Comme la sonde évolue très loin du Soleil, il n'est pas envisageable d'utiliser des panneaux solaires pour fournir l'énergie nécessaire à la sonde. C'est pourquoi elle embarque trois générateurs GPHS-RTG. Ces modèles de générateur thermoélectrique à radioisotope (RTG) produisent de l'électricité directement à partir de la chaleur produite par la désintégration naturelle du plutonium 238. Les générateurs RTG ont une durée de vie qui dépasse de beaucoup les 11 ans de la mission. La sonde Cassini-Huygens embarque 32,8 kilogrammes de plutonium (essentiellement du 238Pu, très radioactif), ce qui provoque une controverse avec des écologistes, des physiciens et d'anciens membres de la NASA. Concernant les risques de contamination, les estimations officielles sont les suivantes : la probabilité d'une fuite de plutonium durant les 210 premières secondes est de 1 sur 1 400, celle d'une fuite durant la montée du lanceur de 1 sur 476, celle d'une contamination terrestre ultérieure inférieure à 1 sur un million, présentant un risque de 120 morts sur 50 ans si un tel événement se produit. De nombreux observateurs donnent d'autres estimations. Par exemple, le physicien Michio Kaku prévoit 200 000 morts si le plutonium contamine une zone urbanisée, à cause de la dispersion atmosphérique, même si la trajectoire de lancement est prévue de manière à passer loin des grandes métropoles et si le RTG est conçu de manière à diminuer les risques de dispersion du plutonium en cas de défaillance du lanceur. De même, un risque supplémentaire provient du second passage à proximité de la Terre le 18 août 1999. La NASA publie des informations se voulant exhaustives et rassurantes quant aux risques liés au générateur RTG.

## Objectifs de la mission
À l'époque où la mission Cassini-Huygens est développée, trois sondes spatiales — Pioneer 11, Voyager 1 et Voyager 2 — ont déjà étudié Saturne. Elles fournissent beaucoup d'informations et permettent de découvrir l'importance scientifique de Titan. Mais leur bref survol ne fournit qu'un aperçu de la complexité du monde saturnien. Une étude en profondeur reste à faire. Aussi les objectifs fixés à la mission Cassini-Huygens sont nombreux. Ils portent à la fois sur chacun des types de corps célestes présents dans le système saturnien — Saturne, ses anneaux, Titan, les lunes glacées de Saturne et la magnétosphère de la planète géante — et sur les interactions entre ces différents composants.

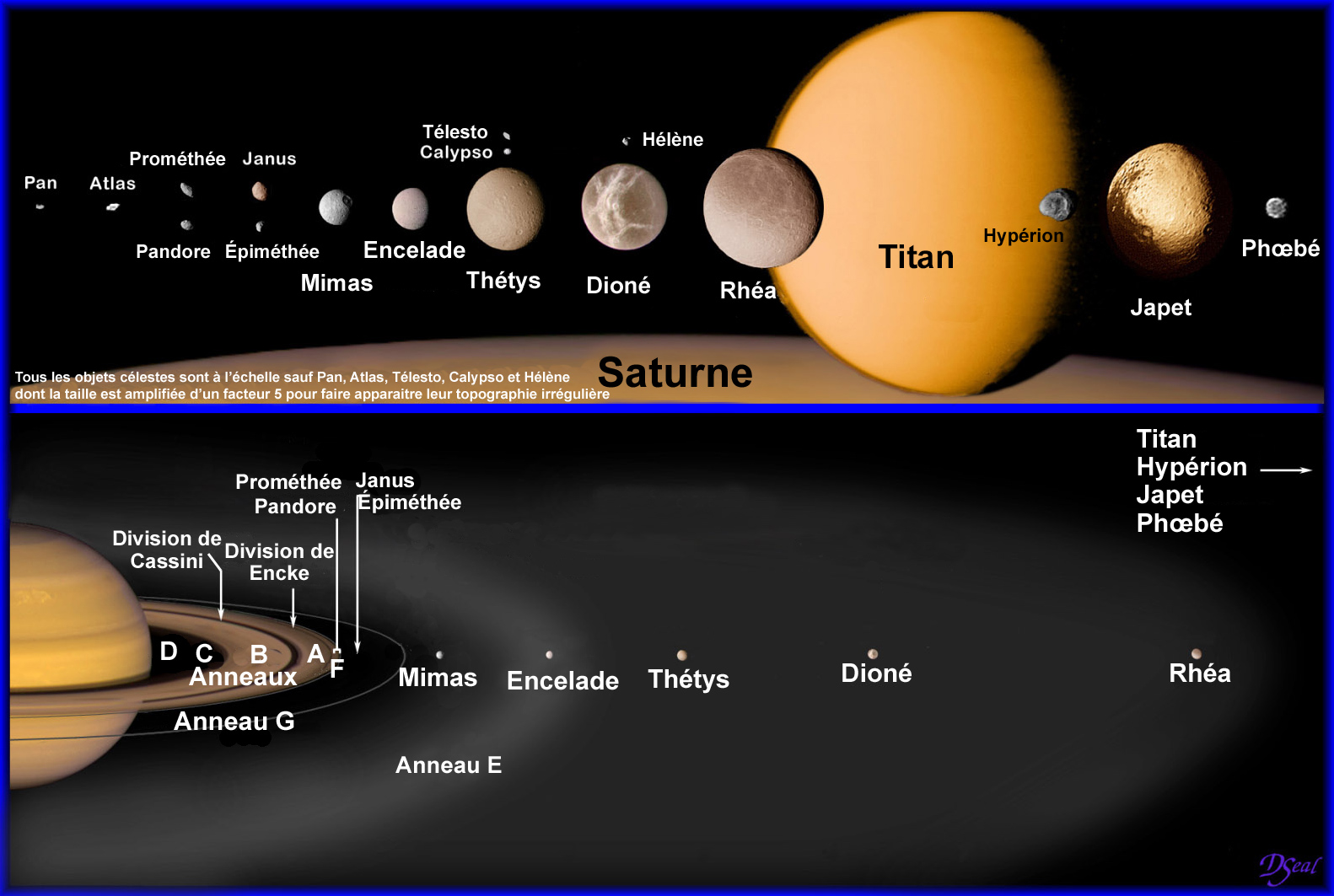
Le système de Saturne : dans la partie supérieure, les lunes à l'échelle (Titan domine largement), en bas, position des anneaux et des lunes les plus proches de la planète.

| Chronologie détaillée | Chronologie détaillée                                  |
| Date                  | Événement                                              |
| --------------------- | ------------------------------------------------------ |
| 26 avril 1998         | Assistance gravitationnelle de Vénus                   |
| 3 décembre 1998       | Importante correction de trajectoire (delta-V 452 m/s) |
| 24 juin 1999          | Assistance gravitationnelle de Vénus                   |
| 18 août 1999          | Assistance gravitationnelle de la Terre (1 171 km)     |
| 30 décembre 2000      | Survol de Jupiter                                      |

| Chronologie détaillée | Chronologie détaillée                                                                                                   |
| Date                  | Événement |
| --------------------- | --- |
| 11 juin 2004          | La sonde pénètre dans le système de Saturne et survole la lune Phœbé                                                    |
| 1er juillet 2004      | Manœuvre d'insertion en orbite autour de Saturne (delta-V 636 m/s)                                                      |
| 23 août 2004          | Modification de l'orbite (delta-V 398 m/s)                                                                              |
| 26 octobre 2004       | Premier survol rapproché de Titan                                                                                       |
| 25 décembre 2004      | Huygens se sépare de l'orbiteur Cassini                                                                                 |
| 31 décembre 2004      | Survol de Japet |
| 14 janvier 2005       | Huygens se pose sur Titan                                                                                               |
| 9 mars 2005           | Survol d'Encelade (504 km)                                                                                              |
| 26 septembre 2005     | Survol d'Hypérion (1 010 km)                                                                                            |
| 11 octobre 2005       | Survol de Dioné |
| 26 novembre 2005      | Survol de Rhéa (500 km)                                                                                                 |
| 15 janvier 2006       | Première occultation de l'atmosphère de Titan                                                                           |
| 22 juillet 2006       | Avec l'aide de Titan, Cassini quitte le plan équatorial de Saturne                                                      |
| 9 septembre 2006      | Survol de Méthone |
| 17 septembre 2006     | Passage à l'opposé du Soleil derrière les anneaux et Saturne offrant un point de vue remarquable sur les anneaux C et D |
| 30 janvier 2007       | L'inclinaison de l'orbite de Cassini culmine à 59°                                                                      |
| 10 septembre 2007     | Survol de Japet (1 640 km)                                                                                              |
| 12 mars 2008          | Survol de Japet (50 km)                                                                                                 |

| Chronologie détaillée      | Chronologie détaillée                                                             |
| Date                       | Événement                                                                         |
| -------------------------- | --------------------------------------------------------------------------------- |
| juin à août 2008           | Cassini atteint les hautes latitudes fournissant une vue inégalée sur les anneaux |
| 11 août au 31 octobre 2008 | Série de trois survols d'Encelade                                                 |
| 11 août 2009               | Début de l'équinoxe de Saturne et campagne d'observation des anneaux de deux mois |
| 2 novembre 2009            | Cassini traverse le geyser d'Encelade à 99 km d'altitude                          |
| 2 mars 2010                | Survol de Rhéa (100 km)                                                           |
| 2 mars 2010                | Survol d'Hélène (1 800 km)                                                        |

| Chronologie détaillée          | Chronologie détaillée                                                                      |
| Date                           | Événement                                                                                  |
| ------------------------------ | ------------------------------------------------------------------------------------------ |
| 11 janvier 2011                | Survol de Rhéa (76 km)                                                                     |
| 1er octobre au 6 novembre 2011 | Trois survols d'Encelade                                                                   |
| 12 décembre 2011               | Survol de Dioné (99 km)                                                                    |
| 27 mars au 2 mai 2012          | Trois survols d'Encelade                                                                   |
| 19 juillet 2013                | Éclipse du Soleil par Saturne offrant des conditions d'observation uniques sur les anneaux |
| 29 novembre 2016               | Abaissement de l'orbite qui longe désormais l'anneau F                                     |
| 23 avril 2017                  | Abaissement de l'orbite qui passe désormais entre la surface de Saturne et les anneaux     |
| 15 septembre 2017              | L'orbiteur est détruit en plongeant dans l'atmosphère de Saturne                           |

### Titan

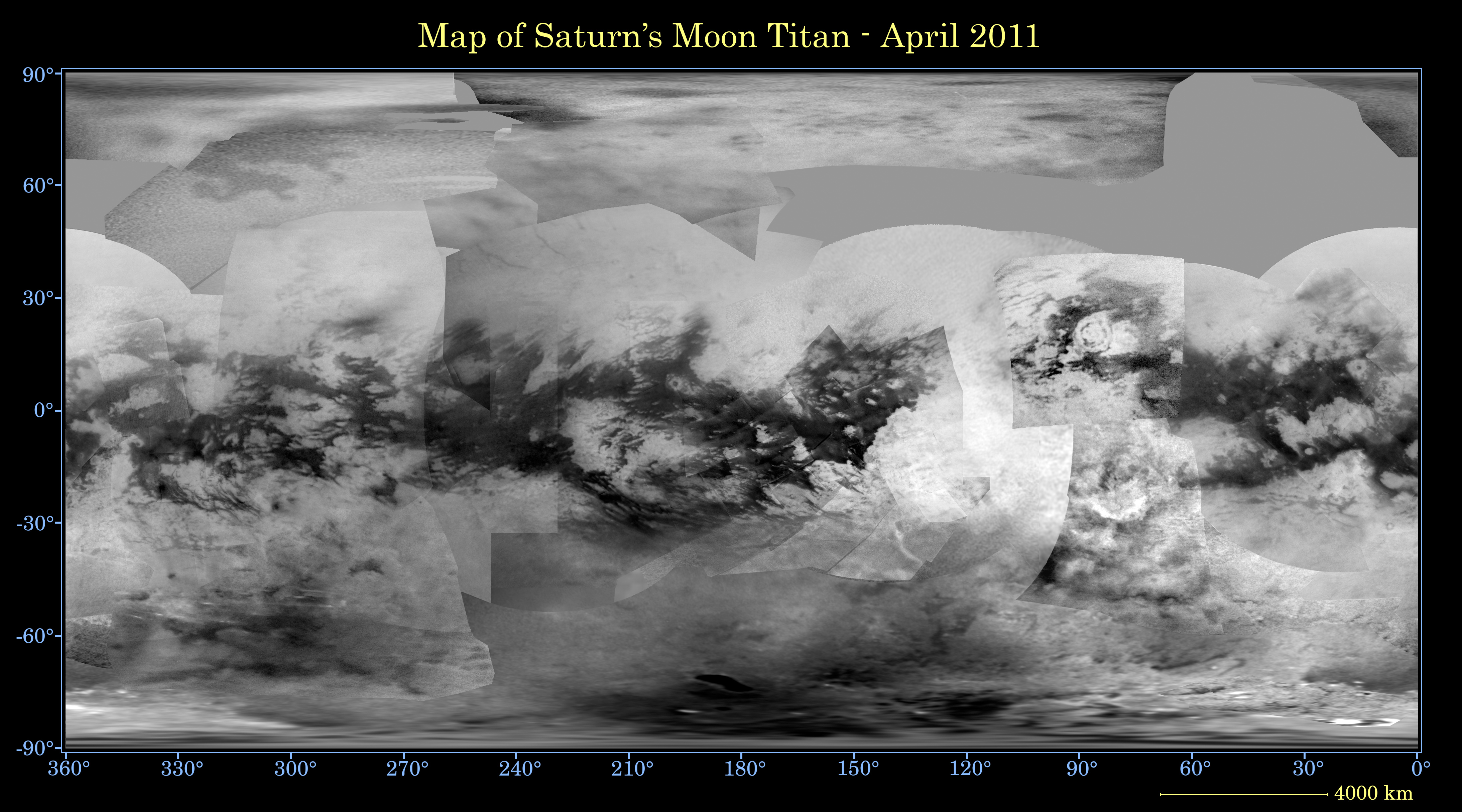
Carte de Titan.

Titan est le sujet principal de la mission. Il doit être étudié à la fois par l'atterrisseur Huygens et l'orbiteur Cassini. Les objectifs scientifiques le concernant sont, :
- déterminer la composition de l'atmosphère de Titan y compris les gaz nobles et les isotopes des composants les plus fréquents ;
- déterminer les scénarios de formation et d'évolution de Titan et de son atmosphère les plus probables ;
- déterminer la distribution verticale et horizontale des gaz présents à l'état de trace ;
- déterminer l'impact de la lumière du Soleil sur la chimie de stratosphère ;
- rechercher les molécules organiques complexes ;
- déterminer les sources d'énergie utilisées par la chimie atmosphérique ;
- modéliser la photochimie de la stratosphère ;
- étudier la formation et la composition des aérosols ;
- mesurer les vents et les températures globales ;
- étudier la physique des nuages, la circulation atmosphérique générale et l'impact des saisons sur l'atmosphère ;
- rechercher les décharges des éclairs ;
- étudier l'atmosphère supérieure de Titan, son ionisation et son rôle dans la production des particules neutres et ionisées de la magnétosphère ;
- déterminer les caractéristiques physiques, la topographie et la composition de la surface de Titan. Caractériser sa structure interne.

### Magnétosphère de Saturne
Parmi les objectifs secondaires de la mission, certains concernent la magnétosphère de Saturne :
- déterminer la configuration du champ magnétique de Saturne et sa relation avec la modulation de l'onde radio kilométrique de Saturne ;
- déterminer les systèmes de courant, la composition, les sources et les puits des particules chargées de la magnétosphère ;
- étudier les interactions ondes-particules et la dynamique de la magnétosphère côté jour et de la queue magnétique de Saturne ainsi que ses interactions avec le vent solaire, les lunes et les anneaux ;
- étudier l'effet des interactions de l'atmosphère de Titan avec le vent solaire et le plasma de la magnétosphère ;
- étudier les interactions de l'atmosphère de Titan et de l'exosphère avec le plasma environnant.

### Anneaux de Saturne

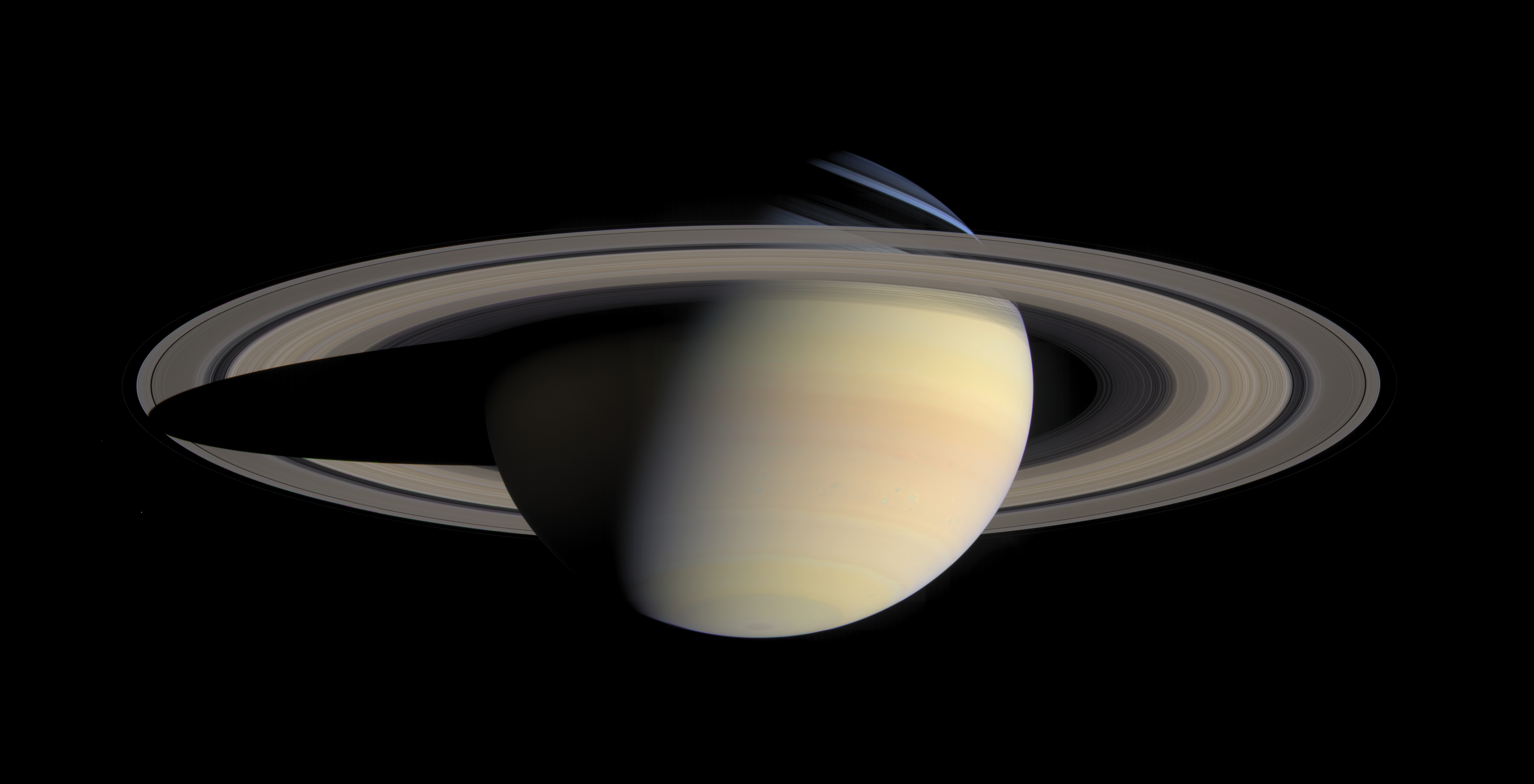
Saturne et ses anneaux photographiés en 2004 par la sonde Cassini.

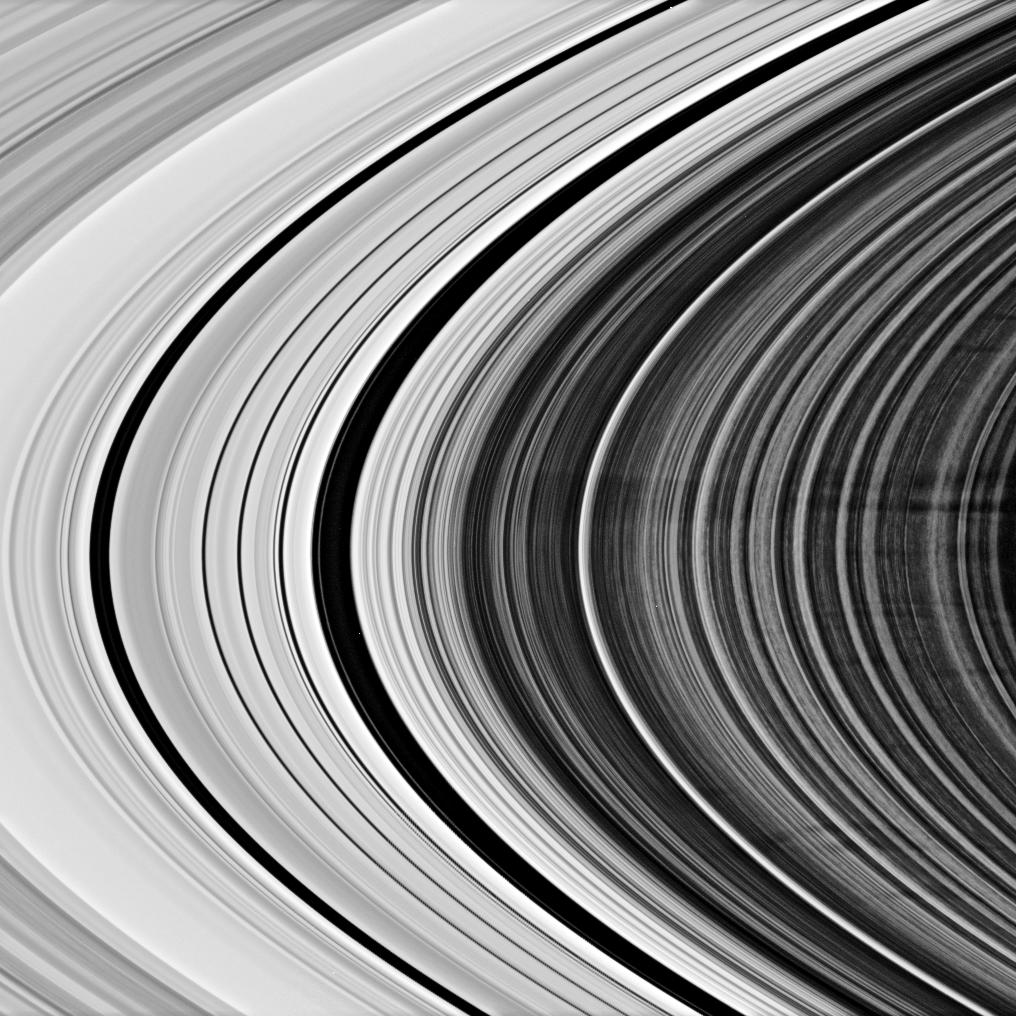
Les rayures de l'anneau B.

Depuis la découverte des anneaux de Saturne, ceux-ci constituent un des objets les plus étudiés du système solaire. La mission Cassini-Huygens doit également contribuer à faire progresser notre connaissance de cette formation :
- étudier la configuration des anneaux et les processus dynamiques (gravitation, viscosité, érosion, électromagnétisme) responsables de leur structure ;
- cartographier la composition et la distribution par taille des matériaux composant les anneaux ;
- déterminer les relations entre les anneaux et les lunes de Saturne ;
- déterminer la concentration de la poussière et des météorites au voisinage des anneaux ;
- étudier les interactions entre les anneaux, la magnétosphère, l'ionosphère et l'atmosphère de Saturne.

### Lunes de Saturne
Concernant les lunes saturniennes, il s’agit de :
- déterminer les caractéristiques générales des lunes et leur histoire géologique ;
- déterminer les mécanismes internes et externes à l'origine des modifications de la croûte et de la surface ;
- étudier la composition et la distribution des matériaux en surface, en particulier des matériaux sombres, riches en matière organique, et les volatiles condensés ayant une température de fusion peu élevée ;
- mesurer les caractéristiques ayant un rôle dans la structure interne et la composition des lunes ;
- étudier les interactions avec la magnétosphère, les anneaux et les injections de gaz dans la magnétosphère.

### Saturne
Enfin, concernant Saturne, les objectifs de la mission sont :
- mesurer les températures, les propriétés des nuages et la composition de l'atmosphère de Saturne ;
- réaliser des mesures globales des vents, et étudier les propriétés synoptiques des nuages et les processus en jeu ;
- déterminer la structure interne et la vitesse de rotation de l'atmosphère profonde ;
- étudier les variations diurnes et le contrôle magnétique de l'ionosphère de Saturne ;
- obtenir les contraintes découlant des observations (composition des gaz, proportion des isotopes, flux thermique…) qui jouent un rôle dans les scénarios de formation et d'évolution de Saturne ;
- étudier l'origine et la structure des éclairs de Saturne.

## Caractéristiques techniques de l'orbiteur Cassini

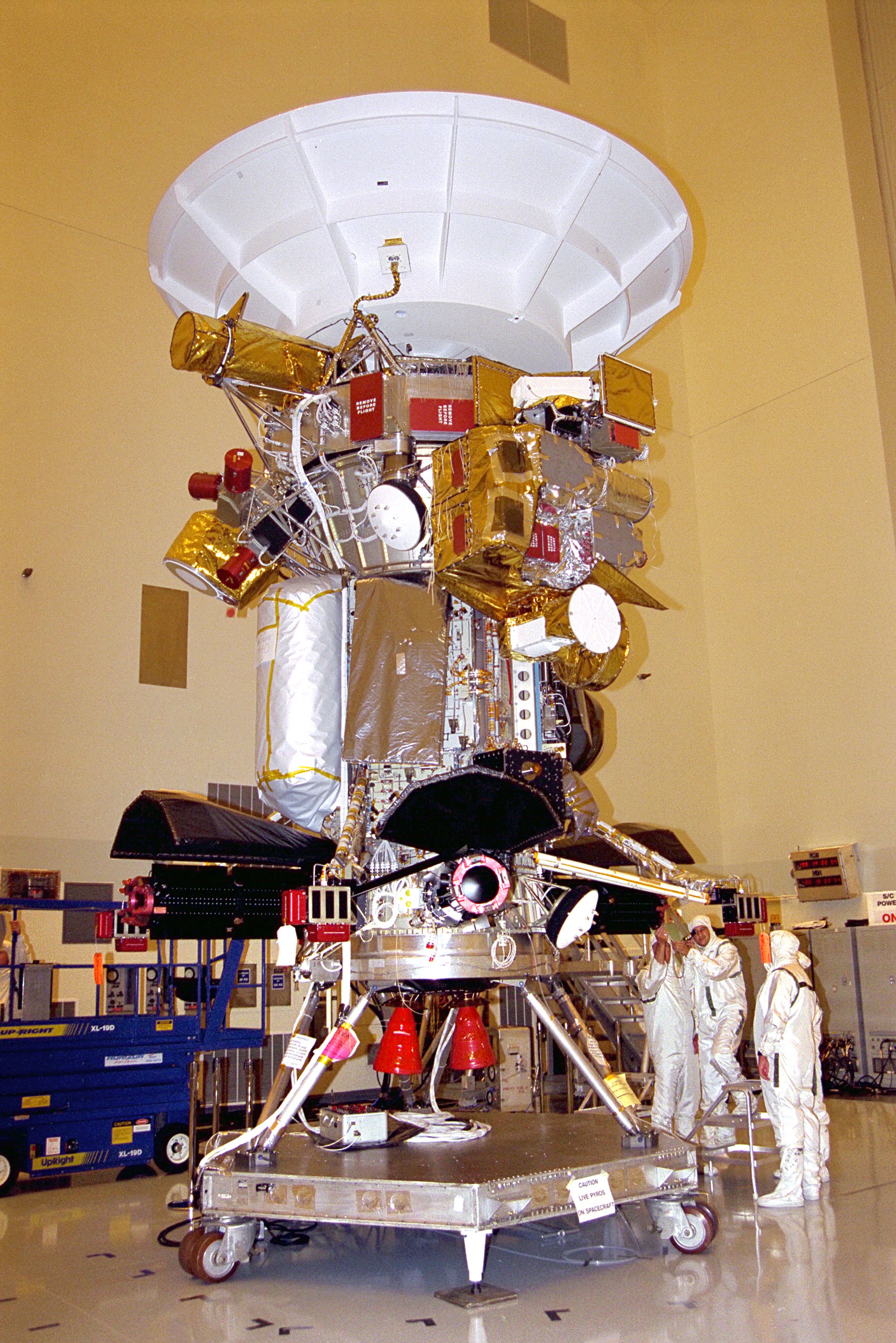
Cassini en cours d'assemblage.

Pour remplir la mission Cassini-Huygens, la NASA et l'Agence spatiale européenne ont développé la sonde spatiale la plus lourde jamais lancée dans le Système solaire. Avec une masse de 5 712 kg au lancement elle pèse le double de la sonde Galileo qui tourna autour de Jupiter (1995-2003). Cet engin comprend l'orbiteur Cassini et l'atterrisseur Huygens. L'orbiteur Cassini est une sonde spatiale chargée de l'étude du système planétaire de Saturne, et est équipée au total de 12 instruments scientifiques. Cet orbiteur transporte l'atterrisseur Huygens. Largué à proximité de Titan, le plus gros satellite de Saturne, l'atterrisseur doit traverser son atmosphère en l'étudiant avant de se poser sur son sol.
L'orbiteur Cassini est développé par le centre spatial JPL de la NASA, avec une participation de l'ESA pour le module PSE (Probe Support Equipment) servant de relais avec Huygens, et de l'ASI pour l'antenne de communication à haut gain. La sonde spatiale mesure plus de 6,7 mètres de haut pour 4 mètres de large. La sonde spatiale est constituée d'un empilement de quatre compartiments. De haut en bas, on trouve l'antenne parabolique de 4 mètres de diamètre, le module d'équipement supérieur, le module de propulsion et le module d'équipement inférieur. À cet ensemble sont attachés, sur les côtés, une palette regroupant les instruments scientifiques de télédétection comme les caméras, une palette regroupant les instruments scientifiques destinés à l'étude des champs et des particules, et l'atterrisseur Huygens. Une bôme de 11 mètres, supportant les capteurs du magnétomètre, et trois antennes permettant l'étude du plasma, sont déployées en orbite, perpendiculairement à l'axe de la sonde spatiale.
La masse à vide de Cassini est de 2 125 kilogrammes, à laquelle s'ajoutent 3 267 kilogrammes de carburant, ainsi que la sonde Huygens, pesant 320 kilogrammes. Le carburant est utilisé pour les corrections de trajectoire durant le transit vers Saturne, et les modifications d'orbite durant sa mission dans le système saturnien, afin d'optimiser les survols au-dessus des lunes. La majorité de la masse de carburant est utilisée pour insérer la sonde spatiale en orbite autour de Saturne.

### Propulsion
La propulsion principale est assurée par deux moteurs-fusées à ergols liquides ayant une poussée fixe et non orientable d'environ 445 newtons. Ces propulseurs re-démarrables brûlent un mélange de monométhylhydrazine (MMH) et de peroxyde d'azote qui sont mis sous pression avec de l'hélium.

### Système de contrôle d'attitude
La sonde est stabilisée sur 3 axes durant toutes les phases de la mission. Le système de contrôle d'attitude est chargé de maintenir l'orientation de la sonde spatiale. Pratiquement tous les équipements de l'orbiteur étant fixes, il revient à ce système d'assurer le pointage de ceux-ci vers leurs cibles. Ceci inclut, notamment, le pointage des antennes vers la Terre pour les sessions de télécommunications, l'utilisation de l'antenne à haut gain en tant qu'émetteur-récepteur radar ou pour les séances de radio-science, l'orientation de l'axe optique des instruments de télédétection vers l'objet visé et le maintien de l'orientation lorsque les propulseurs principaux sont mis en marche. Le contrôle de l'orientation est effectué principalement à l'aide de viseurs d'étoiles, capteurs de Soleil et centrale à inertie, qui sont tous présents à deux exemplaires pour pouvoir faire face à une panne. Les modifications d'orientation sont effectuées à l'aide de quatre roues de réaction, dont une de secours, et quatre groupes de quatre petits propulseurs monergols brûlant de l'hydrazine.

### Énergie
Trois générateurs thermoélectriques à radioisotope fournissent l'énergie électrique en convertissant la chaleur produite par la radioactivité du plutonium en électricité. Ce système rend le satellite indépendant de l'éclairage solaire qui est cent fois plus faible au niveau de l'orbite de Saturne qu'en orbite terrestre. Les trois RTG fournissent ensemble 885 watts en début de mission et 630 watts à l'issue de la mission nominale en 2008. L'électricité est distribuée sous la forme d'un courant continu à 30 volts.

### Télécommunications
Pour les télécommunications avec la Terre, Cassini utilise trois antennes différentes : une antenne parabolique à haut gain fixe de quatre mètres de diamètre et deux antennes à faible gain. L'antenne parabolique d'une masse de 100 kilogrammes est réalisée en nid d'abeilles d'aluminium et conçue pour faire face à des contraintes thermiques importantes : en orbite autour de Saturne elle doit fonctionner à une température de −200 °C après avoir été portée à 180 °C au début de la mission lorsqu'elle circule au niveau de l'orbite de Vénus où elle est utilisée comme pare-soleil. Le signal met entre 68 et 84 minutes à parvenir jusqu'à la Terre en fonction de la position de Saturne et de la Terre sur leur orbite. Les télécommunications se font en bande X (8,4 GHz en émission, 7,2 GHz en réception) avec une puissance d'émission de 20 watts. Au niveau de Saturne l'utilisation de l'antenne à haut gain permet d'atteindre un débit descendant de 116 kilobits par seconde si la réception sur Terre se fait avec une antenne parabolique de 60 mètres de diamètre (mais seulement 36 kilobits avec une antenne de 34 mètres),.

### Instrumentation scientifique
| Schéma de la sonde Cassini donnant l'emplacement des instruments scientifiques et des principaux équipements \| \| \| |              |
| 1. Magnétomètre MAG, 2. Spectromètre visible et infrarouge VIMS, 3. Analyseur plasma et ondes radios RPWS, 4. Caméras ISS, 5. Spectromètre infrarouge CIRS, 6. Spectrographe ultraviolet UVIS, 7. Imageur magnétosphère MIMI, 8. Spectromètre plasma CAPS, 9. Spectromètre de masse ion et atomes neutres INMS, 10. Radar. Le détecteur de poussière cosmique et le boîtier de radio science ne sont pas visibles sur ces vues. |              |
| Instruments de la sonde Cassini. | Équipements. |

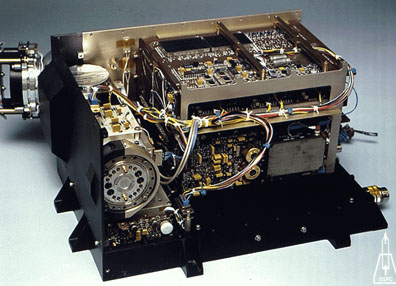
Le spectromètre de masse INMS.

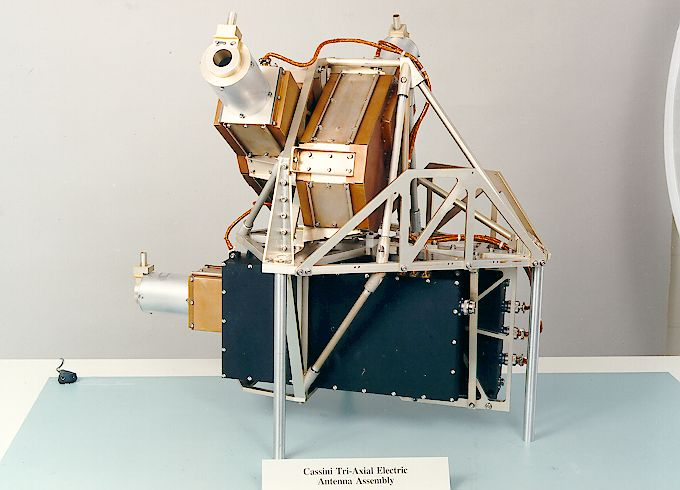
L'analyseur de plasma RPWS.

L'orbiteur Cassini embarque douze instruments. Quatre d'entre eux sont des instruments de télédétection, c'est-à-dire d'observation à distance. Ceux-ci sont fixés sur une platine non mobile, et leurs axes optiques sont co-alignés. Pour viser un point donné, toute la sonde doit être réorientée. Ces instruments sont :
- ISS (Imaging Science Subsystem), constitué de deux caméras, l'une disposant d'une longueur focale de 200 millimètres, et la deuxième de 2 000 millimètres pour les plans rapprochés. Le détecteur est un capteur CCD de 1 mégapixel. Chaque caméra couvre le spectre électromagnétique de 200 à 1 100 nanomètres, correspondant au visible, proche ultraviolet et proche infrarouge. La caméra, dotée d'un téléobjectif, permet d'obtenir des images avec une résolution spatiale de 6 mètres, à une distance de 1 000 kilomètres. Elles comportent de nombreux filtres, permettant de répondre aux différents besoins : étude du système nuageux de Saturne et de Titan, photographie des lunes glacées de la planète géante, détermination de la structure des anneaux de Saturne, recherche de lunes non identifiées. Ces caméras sont également utilisées pour la navigation optique de la sonde spatiale[26] ;
- UVIS (Ultraviolet Imaging Spectrograph), spectrographe permettant l'analyse en ultraviolet des atmosphères et des anneaux, afin d'en étudier les structures, la chimie et la composition[27] ;
- VIMS (Visible and Infrared Mapping Spectrometer), spectromètre chargé d'identifier les compositions chimiques des surfaces, atmosphères et anneaux de Saturne et de ses lunes, par la mesure des couleurs émises ou réfléchies en lumière visible et dans le proche-infrarouge[28] ;
- CIRS (Composite Infrared Spectrometer), spectromètre infrarouge qui mesure le rayonnement infrarouge des surfaces, des atmosphères de Saturne et de ses satellites, ainsi que de ses anneaux, pour étudier leur température et leur composition[29].

Six autres instruments sont consacrés à l'étude des champs et particules, et effectuent leurs mesures in situ, c'est-à-dire dans l'environnement entourant leurs capteurs. Ils sont montés sur différents emplacements. CAPS, INMS et deux des capteurs de MIMI sont placés sur la même platine fixe. L'instrument MIMI est monté sur la même platine que les instruments de télédétection, et son axe de visée est aligné sur celui de ces instruments. Ces instruments sont :
- CAPS (Cassini Plasma Spectrometer), spectromètre qui permet l'étude du plasma (gaz fortement ionisé) à proximité ou à l'intérieur du champ magnétique de Saturne[31] ;
- CDA (Cosmic Dust Analyser), instrument d'analyse de la glace et des grains de poussière situés dans le système de Saturne, à proximité de la sonde spatiale[32] ;
- INMS (Ion and Neutral Mass Spectrometer), spectromètre de masse qui permet l'analyse des particules neutres et chargées à proximité de Titan, Saturne et de ses lunes, pour mieux connaître l'étendue de leurs atmosphères et ionosphères[33] ;
- MAG (Dual-Technique Magnetometer), magnétomètre utilisé pour étudier le champ magnétique de Saturne et ses interactions avec le vent solaire, les anneaux et les lunes de Saturne[34] ;
- RPWS (Radio and Plasma Wave Spectrometer) qui analyse les ondes plasma générées par le vent solaire, les émissions naturelles d'ondes radio et la poussière[35] ;
- MIMI (Magnetospheric Imaging Instrument), instrument chargé de cartographier la magnétosphère de Saturne et de mesurer les interactions entre la magnétosphère et le vent solaire[36]

Cassini embarque par ailleurs :
- un radar, pour cartographier la surface de Titan, qui a la capacité de percer le voile nuageux. Il est aussi utilisé pour mesurer les hauteurs des éléments de la surface[37] ;
- RS (Radio Science Subsystem), expérience de radio science qui utilise l'oscillateur de l'émetteur radio pour analyser l'atmosphère de Titan et de Saturne, la structure et la composition des anneaux et pour mesurer le champ de gravité de Saturne et de ses lunes, par analyse de l'effet Doppler[38].

## AtterrisseurHuygens

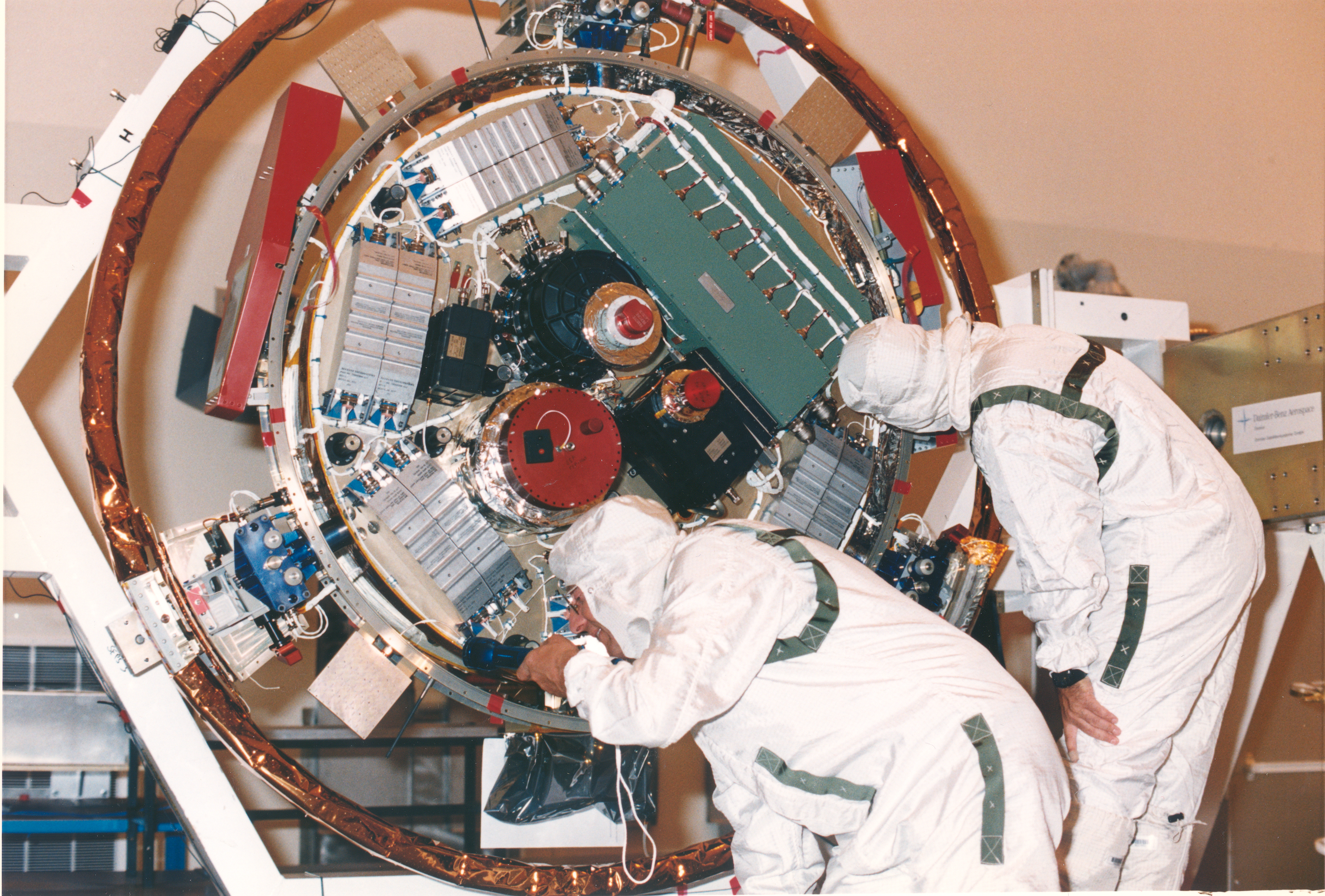
Instruments et équipements à l'intérieur de l'atterrisseur.

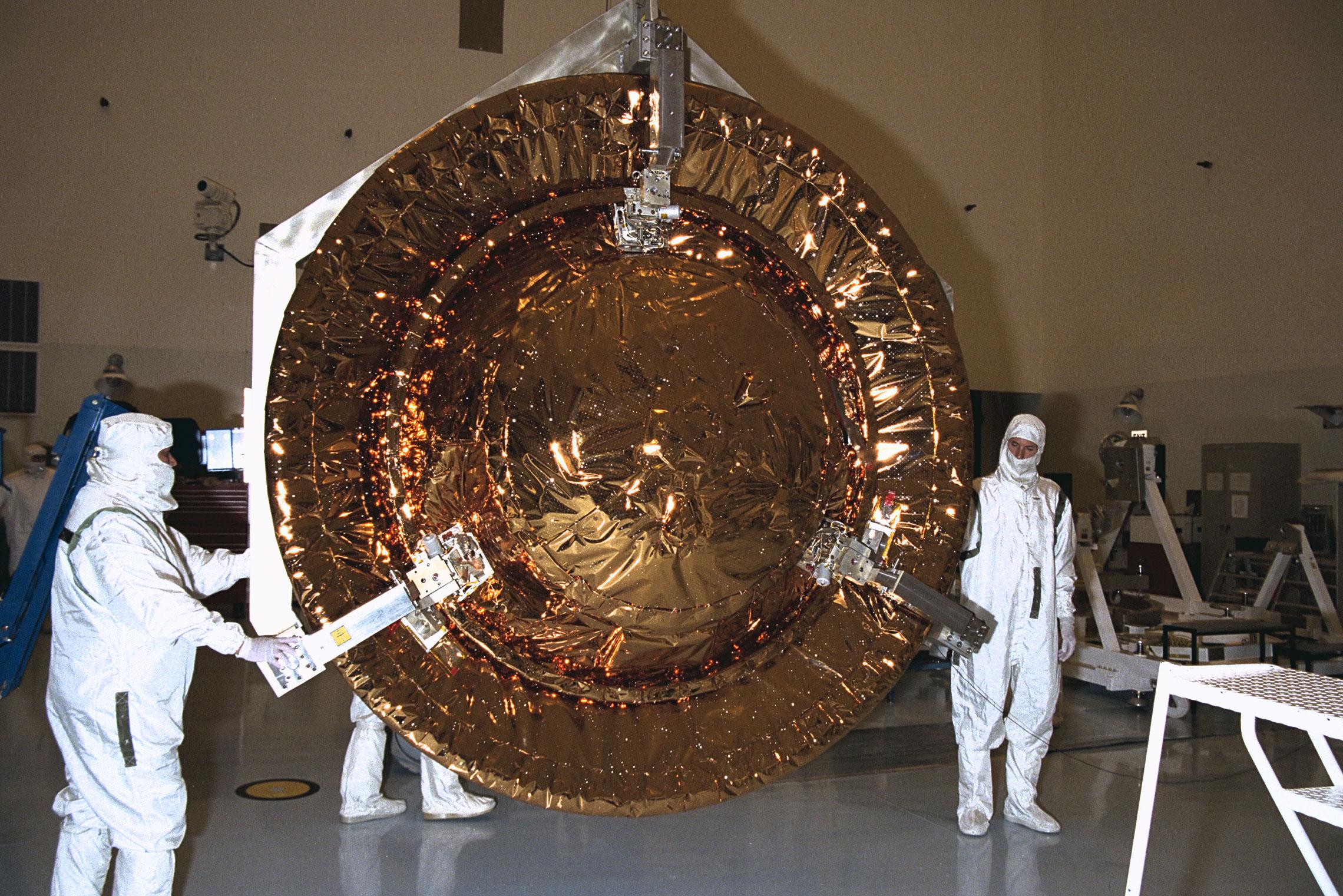
Bouclier arrière de la sonde Huygens.

La sonde spatiale Cassini transporte un petit engin spatial de 318 kilogrammes, Huygens, développé par l'Agence spatiale européenne. Une fois la sonde spatiale en orbite autour de Saturne, Huygens est largué et descend dans l'atmosphère de Titan, en analysant ses caractéristiques, puis se pose en douceur sur sa surface, et complète alors le recueil des données. La durée de vie de Huygens est limitée, à la fois par sa source d'énergie non renouvelable (batteries) et la nécessité de passer par un relais, constitué par l'orbiteur Cassini, dont la trajectoire ne lui permet d'assurer ce rôle que durant quelques heures. L'engin spatial porte le nom de l'astronome Christian Huygens, qui a découvert le satellite Titan le 25 mars 1655.
Huygens est composé de deux sous-ensembles : le module de rentrée atmosphérique (Entry Assembly ou ENA), et le module de descente (Descent Module ou DM). Le premier assure le transport du second, depuis la séparation avec Cassini jusqu'à Titan, le protège à l'aide d'un bouclier thermique de l'énorme élévation de température lors de la rentrée dans l'atmosphère de Titan, et ralentit la sonde à l'aide de ses parachutes, avant de libérer le module de descente. Ce dernier est constitué d'une coquille en aluminium ayant la forme d'un cylindre peu épais, aux contours arrondis, et contient toute l'instrumentation scientifique, ainsi que ses propres parachutes pour la phase finale de la descente, ainsi que le système de contrôle d'orientation de la sonde.
L'instrumentation de Huygens, située dans le module de descente, comprend les instruments suivants :
- HASI (Huygens Atmospheric Structure Instrument) est un ensemble d'instruments chargé d'étudier les propriétés physiques et électriques de l'atmosphère de Titan et la détection d'éventuels éclairs d'orage[42].
- DWE (Doppler Wind Experiment) est un système de mesure de l'effet Doppler, pour l'étude des vents dans l'atmosphère de Titan, et la reconstitution de la trajectoire suivie par Huygens durant sa descente[43].
- DISR (Descent Imager/Spectral Radiometer) est un imageur - spectromètre, pour la mesure de la composition chimique de l'atmosphère, l'étude de la structure des nuages, et la réalisation de photographies de la surface[44].
- ACP (Aerosol Collector and Pyrolyser) est un système de pyrolyse, qui doit permettre l'étude de la composition chimique des aérosols de l'atmosphère de Titan[45].
- GCMS (Gas Chromatograph and Mass Spectrometer) est composé d'un chromatographe et d'un spectromètre, pour l'analyse des constituants atmosphériques, leur répartition en fonction de l'altitude et leur mode de formation[46].
- SSP (Surface Science Package) est un ensemble de senseurs pour la caractérisation de l'état et de la composition du site d'atterrissage de Huygens[47].

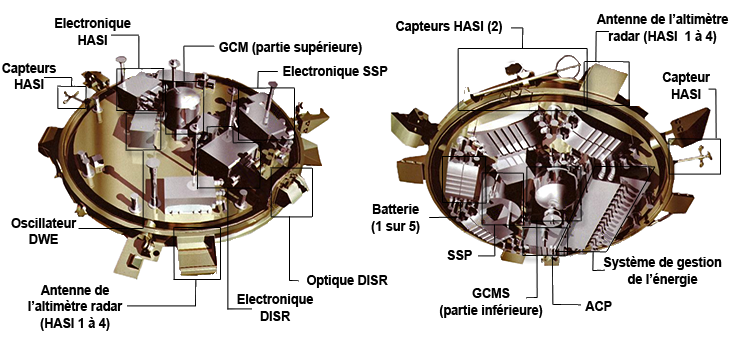
Structure interne de la sonde spatiale Huygens.

## Lancement et transit vers Saturne

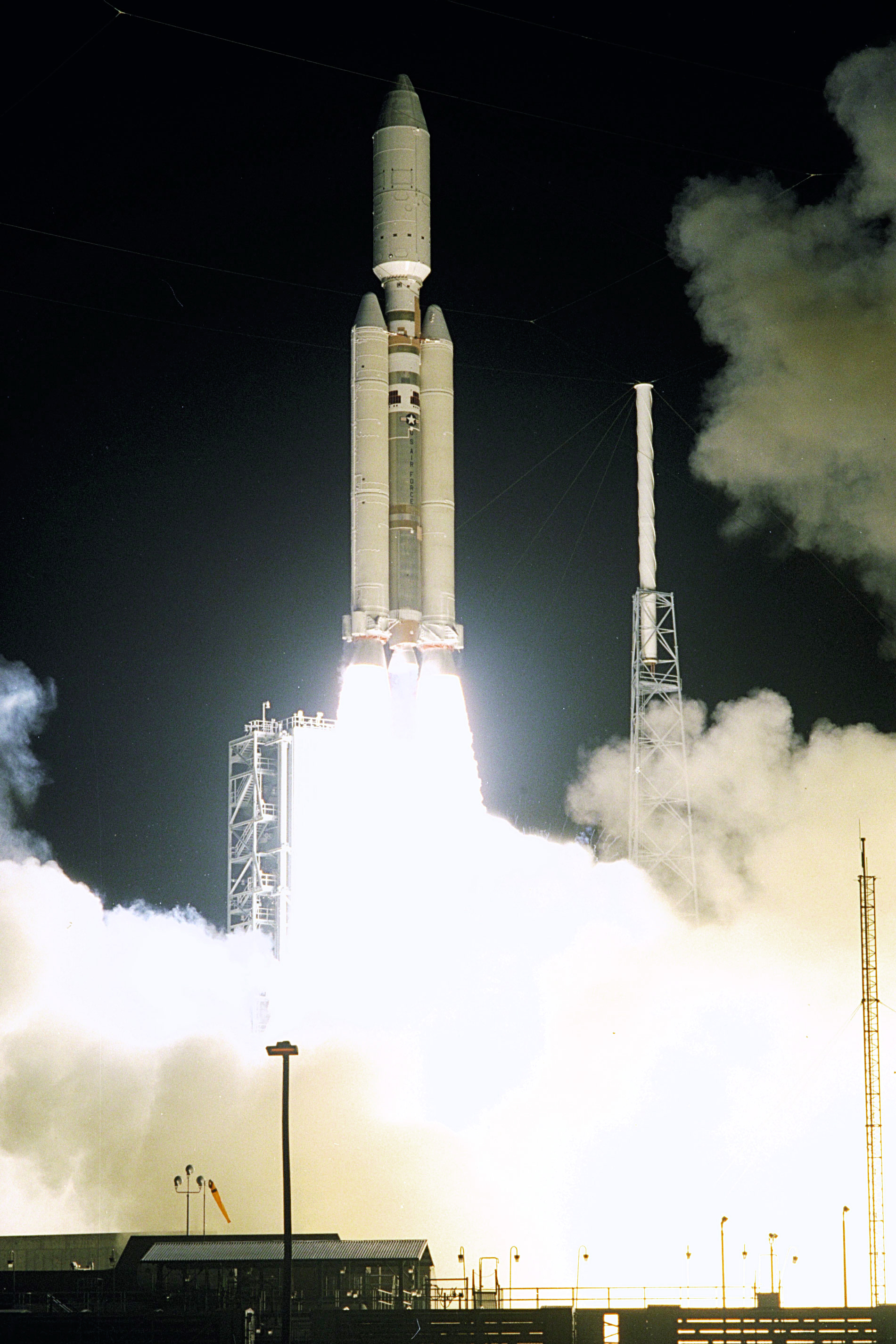
Lancement de la sonde Cassini-Huygens le 15 octobre 1997 à Cap Canaveral par le lanceur Titan-IVB/Centaur.

### Lancement
Le lanceur Titan-IVB/Centaur choisi pour lancer la sonde spatiale est le plus puissant des lanceurs existants. La version Titan IV B n'a jusque-là volé qu'une seule fois, en avril 1997, pour placer en orbite un satellite militaire américain. L'utilisation d'un étage Centaur sur cette version est complètement inédite. D'un coût particulièrement élevé (422 millions de dollars américains à l'époque), ce lanceur ne sera plus jamais utilisé pour lancer une sonde spatiale. Huygens et Cassini arrivent à la base de lancement de Cap Canaveral en avril et mai 1997, pour un dernier test avant d'être assemblés avec leur lanceur.
Il est impératif de lancer Cassini-Huygens durant la fenêtre de lancement allant du 6 octobre au 15 novembre 1997, car c'est la dernière à permettre à la sonde spatiale de bénéficier d'une assistance gravitationnelle de Jupiter. Les solutions de tir suivantes font arriver la sonde spatiale dans le système de Saturne en 2009, au lieu de 2004. Un mois avant l'ouverture de la fenêtre, une installation de climatisation défectueuse endommage la protection thermique de la sonde Huygens. Il faut démonter la sonde spatiale, déjà installée sur son lanceur en place sur sa rampe de lancement, remplacer le revêtement endommagé, et replacer la sonde sous la coiffe. Toutes ces tâches ne peuvent être achevées que le 13 octobre. Après un dernier incident, dû à un problème d'ordinateur, qui repousse de deux jours le lancement, le lanceur s'élance depuis le pas de tir no 40 de Cap Canaveral, le 15 octobre 1997 à 8 h 43 Temps Universel (4 h 43 en heure locale). L'étage Centaur place la sonde spatiale sur une orbite d'attente puis, 19 minutes plus tard, est rallumé durant 7 minutes et 15 secondes, pour placer Cassini-Huygens sur une orbite héliocentrique. Le tir est presque parfait, et ne nécessite qu'une correction minime de 2,7 m/s, effectuée le 9 novembre 1997.

### Assistance gravitationnelle des planètes internes (1997-1999)
Malgré la puissance de son lanceur, la vitesse atteinte par Cassini-Huygens n'est pas suffisante pour parvenir jusqu'à Saturne. Pour y parvenir, il aurait été nécessaire que le lanceur Titan puisse accélérer la sonde spatiale à une vitesse de 15,1 km/s dans le référentiel héliocentrique (vitesse d'éloignement du Soleil), or compte tenu de la masse de celle-ci, le lanceur n'a pu lui communiquer qu'une vitesse de 12,4 km/s. Les concepteurs de la mission ont donc prévu d'obtenir la vitesse manquante en utilisant l'assistance gravitationnelle de Vénus (deux fois), et de la Terre. Une dernière assistance gravitationnelle de Jupiter est utilisée pour raccourcir la durée du voyage. La sonde spatiale se dirige d'abord vers Vénus. Comme elle se rapproche du Soleil, la parabole de l'antenne à haut gain est interposée entre l'astre et le corps de l'engin spatial, pour limiter l'échauffement. Le 27 avril 1998, Cassini frôle la planète en passant à 287 km de la surface, ce qui lui permet d'infléchir sa trajectoire de 70°, d'accélérer de 3,7 km/s (dans le référentiel héliocentrique), et la place sur une orbite dont l'aphélie se situe au-delà de Mars. Le 3 décembre 1998, la propulsion principale est utilisée pour effectuer une importante correction de vitesse (et donc de trajectoire) de 452 m/s, qui ramène la sonde spatiale pour la deuxième fois au-dessus de Vénus, le 24 juin 1999, à 603 kilomètres d'altitude. Avec l'accélération obtenue (3,1 km/s dans le référentiel héliocentrique), la sonde spatiale survole la Terre seulement 56 jours plus tard, à une altitude de 1 166 kilomètres, le 18 août 1999. L'assistance gravitationnelle liée à ce survol procure à son tour une accélération supplémentaire de 4,1 km/s, et porte la vitesse de la sonde spatiale à 19,1 km/s, ce qui lui permet désormais d'atteindre Saturne. Faute de budget, tous les survols de Vénus sont effectués sans aucune collecte de données scientifiques. Les instruments sont utilisés pour des opérations de calibrage, durant le survol de la Terre et le passage près de la Lune. Le 1er décembre 1999, l'orientation de la sonde spatiale est modifiée, de manière que l'antenne à haut gain soit pointée vers la Terre : compte tenu de l'éloignement du Soleil, il n'est plus nécessaire qu'elle s'interpose entre le Soleil et le corps de la sonde spatiale. Le 23 janvier 2000, la sonde spatiale passe à 1,5 million de kilomètres de l'astéroïde (2685) Masursky. Ce sera le seul astéroïde survolé par Cassini durant son transit vers Saturne, et l'éloignement est tel que Masursky n'apparaît que comme un simple point sur la photo prise avec le téléobjectif de Cassini,.

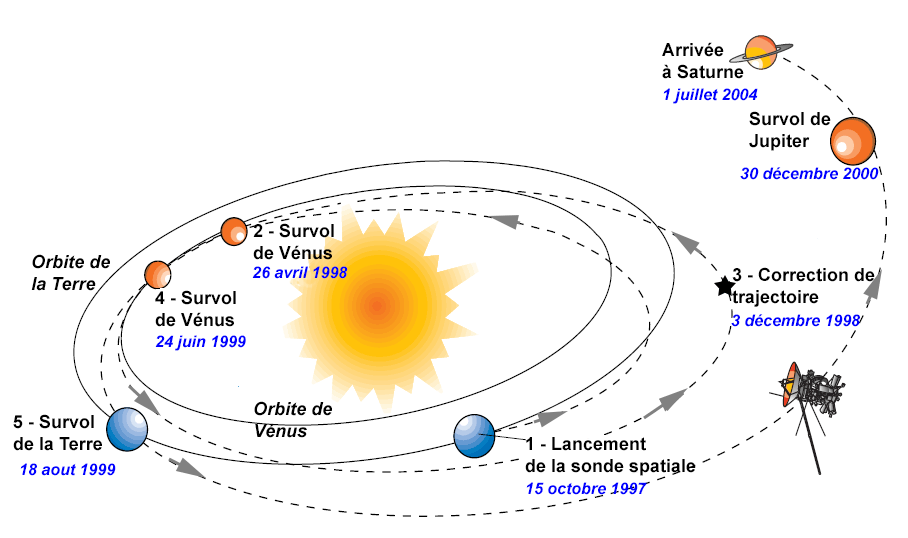
Transit de Cassini-Huygens vers Saturne : la sonde spatiale, particulièrement lourde donc difficile à accélérer par son lanceur, a recours à quatre reprises à l'assistance gravitationnelle des planètes (Terre, Vénus à deux reprises et Jupiter) pour obtenir une vitesse suffisante pour atteindre Saturne.

### Anomalie du système de télécommunication de Huygens
En février 2000, des tests de performance réalistes simulant les liaisons radio entre Huygens et Cassini, mises en œuvre durant la descente vers le sol de Titan, détectent que, dans ces conditions, 90 % des données émises par Huygens sont perdues. Une investigation menée par une commission comportant des représentants de l'ESA, de la NASA et des industriels concernés — Alenia Spazio en tant que concepteur du système de télécommunications et Alcatel ex-Aerospatiale en tant qu'intégrateur — permet de déterminer que les changements intervenus dans la conception de Cassini ont induit un certain flou dans le cahier des charges du système de télécommunications de Huygens. Il en résulte que les données sont transmises par Huygens dans une plage de fréquences située pratiquement à l'extérieur des capacités du récepteur de Cassini, après application de l'effet Doppler induit par les mouvements relatifs des deux engins spatiaux. Pour contourner cette anomalie, une modification majeure de la trajectoire de l'orbiteur et du scénario de séparation des deux engins est décidée en juillet 2001. Pour limiter l'effet Doppler, la distance entre l'orbiteur et l'atterrisseur au moment de l'arrivée de ce dernier sur Titan est portée de 1 200 à 65 000 kilomètres, ce qui diminue fortement la vitesse relative d'un engin par rapport à l'autre. Mais pour obtenir ce résultat, il est nécessaire de réduire la première orbite autour de Saturne de 148 à 116 jours, ce qui diminue d'un quart à un tiers la quantité d'ergols disponible pour la suite de la mission. Celle-ci s'en trouve potentiellement raccourcie de huit à dix mois.

### Survol de Jupiter (décembre 2000)

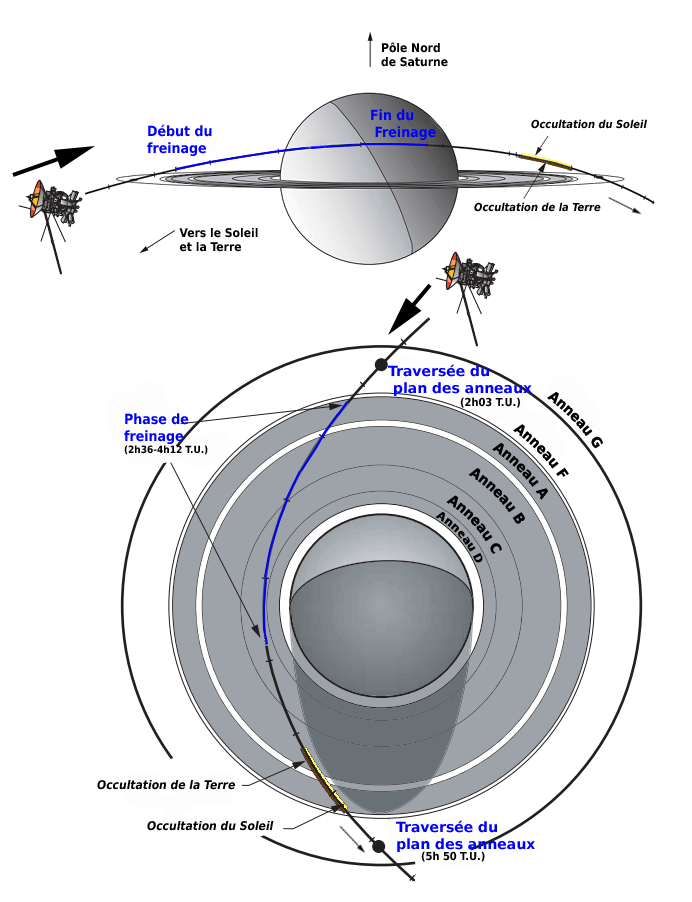
Trajectoire de l'arrivée de Cassini dans le système de Saturne.

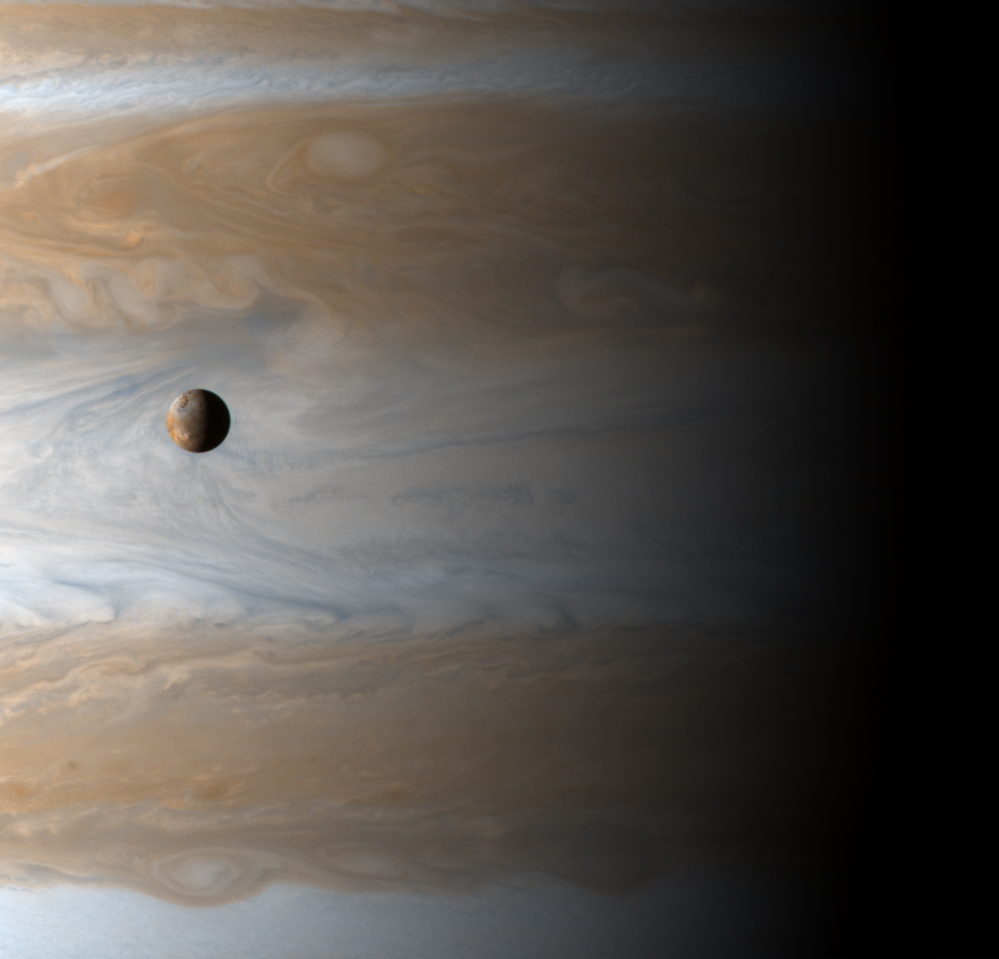
La lune Io photographiée devant la planète Jupiter par la caméra de Cassini.

Les premières données scientifiques de la mission sont recueillies lors du survol de la planète Jupiter. Celui-ci a pu être programmé grâce à une conjonction exceptionnelle des deux planètes géantes, qui ne se reproduit que tous les 19,88 ans. Le survol est planifié principalement pour permettre à la sonde spatiale de bénéficier de l'assistance gravitationnelle de la planète géante, et de regagner ainsi 2,1 km/s, faisant passer sa vitesse à 11,6 km/s à la sortie du système de Jupiter. Le gain obtenu permet de réduire de deux ans la durée du transit vers Saturne. La sonde passe à relativement grande distance de Jupiter — 9,72 millions de kilomètres — pour que l'accélération obtenue ne soit pas trop importante, ce qui aurait nécessité une plus grande quantité de carburant pour freiner la sonde spatiale et la placer en orbite autour de Saturne. Le volet scientifique de ce survol comprend l'étude de la magnétosphère de Jupiter, ainsi que des particules et des champs électrique et magnétique de manière conjointe avec la sonde Galileo, en orbite autour de Jupiter depuis 1996. Cassini prend également des photos de la planète (celle-ci remplit le champ de la caméra à partir d'une distance de 23,3 millions de kilomètres), pour permettre l'étude de son atmosphère. La sonde spatiale débute officiellement sa campagne d'observation le 1er octobre 2000, en effectuant une première photo de la planète géante, alors que celle-ci se trouve encore à 84,4 millions de kilomètres. Mais le 15 décembre 2000, une des roues de réaction utilisée pour le contrôle d'orientation de la sonde spatiale montre des signes de frottement anormaux. Le logiciel embarqué, qui supervise le fonctionnement de la sonde spatiale, désactive de manière automatique les roues de réaction, et confie le contrôle d'orientation aux petits propulseurs RCS brûlant de l'hydrazine. L'incident n'est détecté par les ingénieurs de la NASA que deux jours plus tard. Les instruments nécessitant des corrections permanentes de l'orientation, tels que les caméras, sont arrêtés pour limiter la consommation de carburant. Seuls restent en fonctionnement les instruments de mesure in situ. Le 18 août 2000, Cassini passe à 4,42 millions de kilomètres d'Himalia, une des lunes de Jupiter, mais les mesures prises pour réduire la consommation d'ergols limitent les informations recueillies. Les ingénieurs de la NASA parviennent à déterminer que le problème de friction est dû à une mauvaise lubrification lorsque la roue de réaction tourne à faible vitesse sur de longues périodes, mais que celui-ci disparaît lorsque la roue tourne avec une vitesse importante. Le fonctionnement de la sonde et de ses instruments retourne à la normale le 28 décembre, soit deux jours avant que Cassini passe au plus près de Jupiter, mais les observations des lunes et des anneaux, qui ont été programmées principalement durant les investigations des ingénieurs de la NASA, n'ont pu être réalisées. Le 30 décembre 2000, Cassini passe au plus près de la planète géante, à une distante de 9,72 millions de kilomètres. La sonde spatiale réalise une série continue de photos de l'atmosphère de Jupiter sur une période exceptionnellement longue, qui permet d'observer le comportement dynamique de celle-ci. La campagne d'observation de Jupiter s'achève le 22 mars 2001,,.

### Insertion en orbite autour de Saturne (1erjuillet 2004)
Sur Terre, depuis le départ de Cassini, de nombreuses observations du système de Saturne ont été effectuées, à l'aide du télescope spatial Hubble, du radiotélescope d'Arecibo et des télescopes optiques terrestres les plus puissants, équipés d'optique adaptative. Les résultats ont permis de découvrir de nombreux satellites irréguliers de Saturne. La présence de mers d'hydrocarbure à la surface de Titan est un sujet controversé, mais les observations effectuées ne permettent d'apporter aucune preuve décisive. Au cours du trajet entre Jupiter et Saturne, Cassini effectue plusieurs petites corrections de trajectoire. Une des roues de réaction présente, de manière sporadique, des signes de frottement anormaux, et elle est remplacée dans son rôle par la roue de réserve. L'instrument RPWS commence à capter des signaux radio produits par Saturne, alors que la sonde spatiale se trouve encore à 2,5 unités astronomiques de la planète géante.
Les observations systématiques de l'atmosphère de Saturne et de ses anneaux débutent en décembre 2003, alors que la sonde se trouve à 111 millions de kilomètres de son objectif. Les premières prises d'image de Saturne sont effectuées le 6 février 2004, et celles de Titan en avril. Tous les autres instruments scientifiques sont progressivement mis en marche. Les membres de la mission recherchent, avec les instruments de la sonde spatiale, et des télescopes basés sur Terre, la présence d'éventuels obstacles sur la trajectoire suivie par Cassini, lorsque la sonde coupe le plan des anneaux. Les photos prises par la sonde spatiale permettent de découvrir deux petits satellites de quelques kilomètres de diamètre, Méthone et Pallène, qui se trouvent sur une orbite proche de Mimas.
Cassini pénètre dans le système de Saturne en effectuant un survol de la lune Phœbé, qui orbite à 13 millions de kilomètres de la planète, et dont le diamètre est d'environ 200 kilomètres. Phœbé est le plus important des satellites irréguliers de la planète géante, caractérisés par leur éloignement de celle-ci et l'inclinaison importante, et dans certains cas rétrograde, de leur orbite. Ces satellites, compte tenu de ces spécificités, ne se sont pas formés avec Saturne, mais ont été capturés par la planète géante. Le 11 juin 2004, la sonde spatiale passe à 2 071 kilomètres de la lune, qui n'a jusque-là jamais été observée de près. Les photos de Phœbé montrent un monde irrégulier, couvert de cratères de grande dimension. Il reste trois semaines avant la manœuvre qui doit permettre d'insérer la sonde spatiale en orbite autour de Saturne. Le 1er juillet vers 2 h 00 (en Temps Universel) la sonde spatiale, qui navigue sous le plan orbital des anneaux de Saturne, le traverse à la vitesse de 22 km/s, en s'insinuant dans l'espace théoriquement libre d'obstacles situé entre le mince anneau F, qui marque la limite de Roche de la planète, et l'anneau G (cf schéma). Cette traversée s'effectue avec l'antenne parabolique pointée vers l'avant, pour protéger le corps de Cassini d'éventuelles particules. Une demi-heure plus tard, après que la sonde a pivoté de 180° pour présenter ses tuyères vers l'avant, le propulseur principal est allumé, pour réduire la vitesse de Cassini et permettre son insertion en orbite autour de Saturne. Le moteur-fusée fonctionne durant 96 minutes, consommant 830 kilogrammes d'ergols, et la vitesse chute de 622 m/s. Durant cette phase, la sonde passe à 19 880 kilomètres du sommet des nuages de la planète, soit 0,3 fois le rayon de Saturne. La sonde est le premier objet artificiel à se placer en orbite autour de Saturne : cette orbite est parcourue en 116 jours, avec un périapside se situant à 78 520 kilomètres du centre de Saturne (18 000 kilomètres au-dessus de la couche des nuages), un apoapside à 9,06 millions de kilomètres, et une inclinaison de 16.8°. Immédiatement après l'arrêt de la propulsion, Cassini utilise les instruments VIMS et UVIS pour prendre des images des anneaux, dont elle ne sera plus jamais aussi proche durant le reste de la mission. L'objectif est notamment d'obtenir des informations sur leur structure. À 5 h 50, la sonde spatiale traverse à nouveau le plan orbital des anneaux, entre les anneaux F et G. Le jour suivant, la sonde spatiale effectue son premier survol de Titan, mais celui-ci se fait à grande distance (339 000 kilomètres) et les instruments fournissent peu d'informations. L'orbite sur laquelle circule Cassini est temporaire, car elle fait passer la sonde à travers les anneaux. Aussi la propulsion principale est utilisée pour la dernière fois, le 23 août, durant 51 minutes pour accélérer la vitesse de la sonde de 398 m/s, et faire passer son périapside à 300 000 kilomètres, c'est-à-dire à l'extérieur des anneaux les plus denses, à environ les trois quarts de la distance Terre-Lune.

## Opérations durant la mission primaire (2004-2008)
La phase d'étude du système de Saturne par l'orbiteur a une durée initiale de quatre années (2004-2008).

### Premiers survols de Titan et premières découvertes (26 octobre 2004)
Le 26 octobre 2004, la sonde spatiale Cassini effectue un premier passage à faible distance (1 200 kilomètres) de Titan. Le satellite, entouré d'un voile opaque de nuages a, jusque là, révélé peu de choses sur sa nature, malgré les nombreuses observations effectuées depuis la Terre ou durant son survol par les sondes Voyager. Beaucoup d'informations sont attendues du passage de la sonde, grâce à la faible distance et la présence du radar, capable d'observer la surface à travers les nuages. Parmi les objectifs principaux de ce survol figurent la validation de la modélisation de l'atmosphère, pour la mise au point du scénario de descente de Huygens vers le sol de Titan, et la mesure de l'expansion verticale de l'atmosphère de Titan, en vue de survols ultérieurs à plus faibles altitudes. Tous les instruments étant fixes, le pointage du radar vers la surface entre en conflit avec la mise en œuvre des instruments de télédétection et certains instruments de mesure des champs et particules, qui n'ont pas les mêmes axes de visée. Aussi l'utilisation du radar est relativement brève, et ne concerne qu'une bande étroite de terres, de 120 kilomètres de large sur 2 000 de long, soit moins de 1 % de la surface de Titan, avec une résolution maximale de 300 mètres. Les informations collectées par le radar et les caméras fonctionnant en lumière visible et en infrarouge permettent de distinguer une surface jeune, c'est-à-dire pratiquement dépourvue de cratères d'impact, aux caractéristiques très variées, reflétant une géologie dynamique avec la présence de chenaux et peut-être de cryovolcans rejetant un mélange de glace d'eau et de méthane enfouis sous la surface. Selon les théories élaborées avant le survol, la présence de mers de méthane est nécessaire pour expliquer la présence d'une atmosphère comportant une proportion notable de ce gaz, à la durée de vie pourtant relativement courte. Mais aucune surface liquide de grande étendue n'est détectée. Le magnétomètre indique que Titan ne génère pas de champ magnétique. Deux jours plus tard, l'orbiteur atteint son périapside et boucle ainsi sa première orbite autour de Saturne, avant de commencer à s'éloigner de la planète géante,,,. Un deuxième survol de Titan a lieu le 16 décembre, à une altitude pratiquement identique. Cette fois le radar n'est pas utilisé et les observations portent plus particulièrement sur le comportement de l'atmosphère et sa composition. L'assistance gravitationnelle de Titan est utilisée pour ajuster précisément le prochain passage au-dessus de Titan, qui doit s'accompagner de l'atterrissage de Huygens.

### Atterrissage de Huygens sur Titan (14 janvier 2005)
Le 16 décembre, la sonde Cassini modifie sa trajectoire en utilisant ses propulseurs durant 85 secondes, de manière à pouvoir placer l'atterrisseur Huygens, dépourvu de moyens de manœuvrer, sur une trajectoire de collision avec Titan. Le 23 décembre, une dernière petite correction est effectuée, et deux jours plus tard l'atterrisseur se détache de Cassini : des ressorts lui impriment un léger surcroît de vitesse de 33 cm/s, qui l'éloigne progressivement de son vaisseau porteur. Auparavant, Huygens a été mis en rotation autour de son axe (7,5 tours par minute), pour que son orientation reste stable jusqu'à son arrivée aux abords de Titan, 22 jours plus tard. Le 28 décembre, l'orbiteur Cassini corrige sa trajectoire en utilisant ses propulseurs durant 153 secondes, pour passer au large de Titan. Le 31 décembre 2004, l'orbiteur passe à relativement faible distance (123 000 kilomètres) de l'hémisphère éclairé de Japet, ce qui lui permet d'obtenir des images de bonne qualité avec une résolution maximale de 700 mètres. Aucune photo détaillée n'avait jusque là pu être prise de cette lune, qui présente un contraste inexpliqué de couleur entre sa face avant (dans le sens de sa progression sur l'orbite) et sa face arrière. Plusieurs caractéristiques intriguent les scientifiques dans les données recueillies lors du survol : Japet possède une crête équatoriale de 20 kilomètres de large et 13 kilomètres de haut qui court tout au long de son équateur. Ses dimensions, 749 × 747 × 713 km, lui confèrent une forme ovale inexplicable pour un objet céleste de cette taille. Les analyses spectroscopiques de la surface ne fournissent pas, dans un premier temps, d'explication satisfaisante au contraste de couleur des deux faces.

#### Rentrée atmosphérique
À compter de sa séparation avec Cassini, Huygens est mise en sommeil. Alors qu'elle arrive à proximité de Titan, le 14 janvier, les équipements de la sonde sont réactivés. L'orbiteur Cassini, qui suit une route parallèle, pivote pour pointer son antenne à haut gain vers l'atterrisseur, alors que celui-ci s'apprête à pénétrer dans l'atmosphère. L'orbiteur, relativement proche, peut recevoir un volume de données plus important, et va servir de relais entre Huygens et les stations à Terre. Néanmoins, plusieurs radiotélescopes terrestres sont également à l'écoute des émissions de Huygens, pour détecter l'onde radio porteuse, qui doit signaler le déploiement réussi du parachute principal. À 9 h 6 TU Huygens pénètre dans l'atmosphère de Titan, à 1 270 kilomètres d'altitude, à une vitesse de 5 km/s. Les frottements à grande vitesse dans l'atmosphère portent le bouclier thermique de la sonde à la température de 1 700 °C, tout en la ralentissant avec une décélération qui culmine à 13 g. Trois minutes plus tard, alors que la vitesse de l'engin spatial a chuté à moins de 1,4 km/h et qu'il se trouve à 160 kilomètres d'altitude, un premier parachute pilote de 2,6 mètres de diamètre est déployé et éjecte le bouclier thermique arrière. Le parachute principal, de 8,3 mètres de diamètre, est déployé 2,5 secondes plus tard. Il s'écoule une minute, puis le bouclier thermique avant est largué et l'émetteur radio de Huygens est mis en marche. Le signal émis est capté de manière très atténuée par le radiotélescope terrestre de Green Bank, environ 67 minutes plus tard (temps mis par le signal pour cheminer à la vitesse de la lumière). Les instruments de l'atterrisseur sont mis en marche. La caméra DISR prend une première image, alors que la sonde se trouve entre 143 et 140 kilomètres, et restitue une atmosphère faiblement éclairée. Le chromatographe à gaz GCMS commence à collecter des données, tandis que le pyroliseur ACP commence ses prélèvements à 130 kilomètres. Les capteurs de la suite instrumentale Huygens Atmospheric Structure Instruments (HASI) sont déployés, et le spectromètre de masse GCMS effectue une première analyse de l'atmosphère à 140 kilomètres d'altitude, et en effectue trois autres avant l'atterrissage, à 85, 55 et 20 kilomètres. Le Surface Science Package (SSP) est également mis en route, mesurant des propriétés de l'atmosphère. Huygens commence à transmettre les données collectées en direction de Cassini, qui défile à une distance de 60 000 kilomètres,.

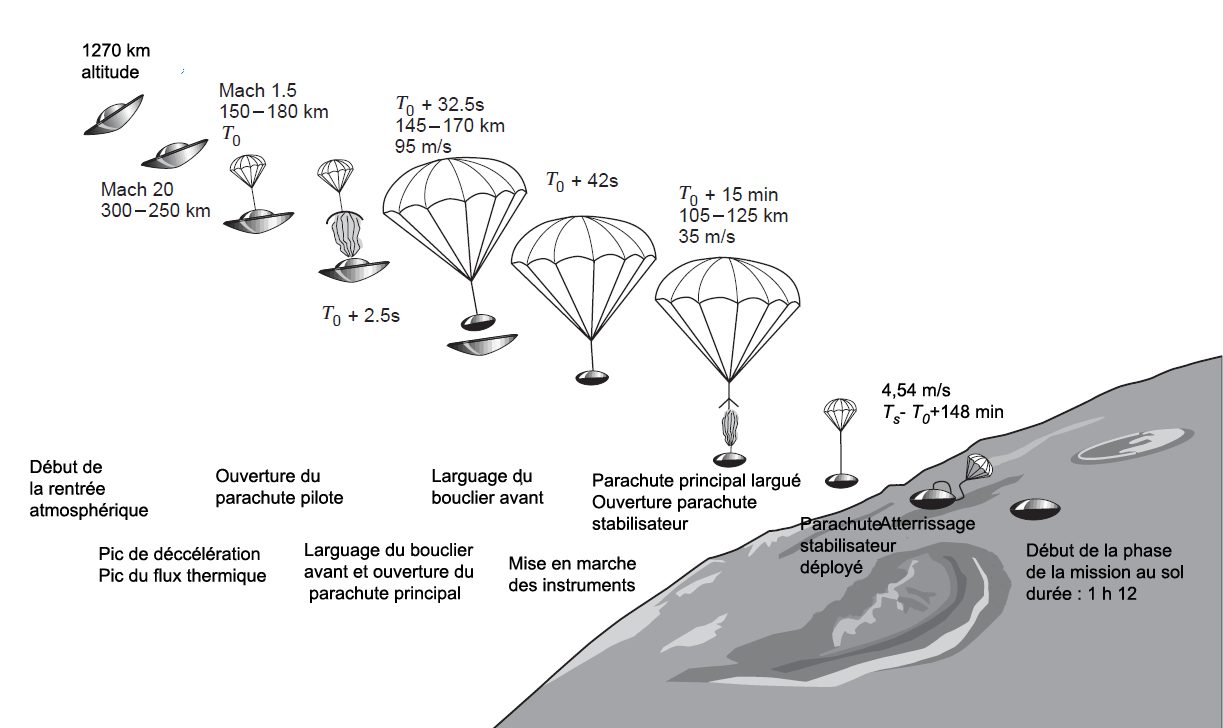
Déroulement de l'atterrissage de Huygens.

#### Observations atmosphériques

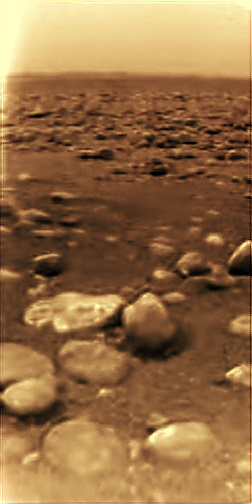
La surface de Titan photographiée par Huygens après son atterrissage.

Quinze minutes après le début de la rentrée atmosphérique, le parachute principal est largué, et un autre parachute, plus petit (trois mètres de diamètre), prend le relais. La vitesse a en effet suffisamment chuté et l'atterrisseur doit atteindre rapidement le sol, pour que ses batteries soient encore en mesure de fournir l'énergie après l'atterrissage, alors que l'orbiteur est encore au-dessus de la ligne d'horizon. À 9 h 42, alors que la sonde se trouve à 60 kilomètres d'altitude, Huygens met en marche son altimètre radar, qui doit désormais mesurer son altitude. Les images du sol qui sont prises sont beaucoup moins nettes que prévu, car l'atterrisseur traverse des couches de brume épaisse, constituée de méthane à saturation. Le premier panorama du sol dans lequel on peut distinguer de vagues formes, brillantes et sombres, est pris entre 50 et 29 kilomètres d'altitude. Vers 35 kilomètres, la sonde, qui se déplace horizontalement à 20 m/s, est secouée par de fortes turbulences. L'atmosphère s'éclaircit vers 30 kilomètres. À 11 h 23, à proximité de la surface, Huygens allume une lampe, qui doit fournir une lumière, homogène et aux caractéristiques connues, pour les prises d'images ultérieures. À 11 h 38, soit deux heures et demie après avoir entamé la rentrée atmosphérique, Huygens touche le sol, à une vitesse de 17 kilomètres par heure. La nature du terrain est inconnue, mais selon toute vraisemblance, ce pourrait être de la glace.

#### Opérations sur le sol de Titan
Le Surface Science Package commence à transmettre des informations peu après l'atterrissage de Huygens. Une heure et demie après l'atterrissage, Cassini passe sous l'horizon de Titan, empêchant toute transmission de données de la part de Huygens. L'atterrisseur est parvenu à transmettre 474 mégaoctets de données depuis le début de la descente. À la suite d'une erreur de programmation de l'atterrisseur, la moitié des 1 215 photos prises durant la descente et au sol ainsi que toutes les mesures de vent réalisées par l'instrument DWE sont perdues.

### Caractéristiques de la trajectoire de Cassini dans le système de Saturne

#### Objectifs imposés à la trajectoire
Durant son séjour dans le système de Saturne, Cassini ne peut pas se contenter de se maintenir sur son orbite car, pour répondre aux objectifs scientifiques, la sonde spatiale doit survoler différents objets (la planète, les anneaux, les lunes et la magnétosphère), en respectant des contraintes de positionnement. Il s'agit, selon les cas, de passer à faible distance de l'objet observé, de se situer sur une inclinaison par rapport au plan des anneaux, ou dans une position relative par rapport au Soleil ou à la Terre, etc. L'orbite doit donc suivre une trajectoire soigneusement calculée, nécessitant de fréquentes manœuvres, tout en économisant le peu d'ergols dont elle dispose. Les principaux objectifs imposés à la trajectoire sont les suivants :
- selon les plans d'origine, la sonde doit effectuer entre 45 et 55 survols, à faible distance et ciblés, des satellites de Saturne durant la mission primaire, qui court de 2004 à 2008. Un survol est dit ciblé lorsqu'il est conçu pour que la sonde spatiale passe à un point bien précis - défini par sa longitude, sa latitude et son altitude - au-dessus du satellite visé. La plupart des survols ciblés se font au-dessus de Titan, parce que ce satellite de Saturne est l'objectif scientifique majeur de la mission, mais également parce qu'il s'agit du seul satellite assez massif pour permettre des modifications importantes de l'orbite, grâce à l'assistance gravitationnelle ;
- l'observation de Saturne nécessite généralement que la sonde circule au-dessus de la face éclairée de la planète géante. Les occultations de la Terre par Saturne permettent d'obtenir de nombreuses informations lorsque les émissions radio de la sonde traversent les couches de l'atmosphère de Saturne pour parvenir jusqu'à notre planète ;
- les déformations du signal radio, lorsqu'il traverse la mince couche des anneaux, fournissent également de nombreuses informations sur leur composition chimique, leur épaisseur et la taille de leurs composants élémentaires ;
- il est également important de recueillir des vues des anneaux, prises à des latitudes supérieures ou égales à 55°, pour avoir une vue globale de ceux-ci. L'étude de la magnétosphère nécessite d'étudier in situ les caractéristiques du plasma, des particules chargées et neutres, des champs... à grande distance du Soleil et dans toutes les directions, en particulier dans la magnétogaine qui s'étend à l'opposé du Soleil jusqu'à 50 à 60 rayons de Saturne ;
- l'observation des aurores boréales de la planète nécessite d'effectuer des observations depuis des latitudes élevées, dans l'idéal comprises entre 75 et 80°.

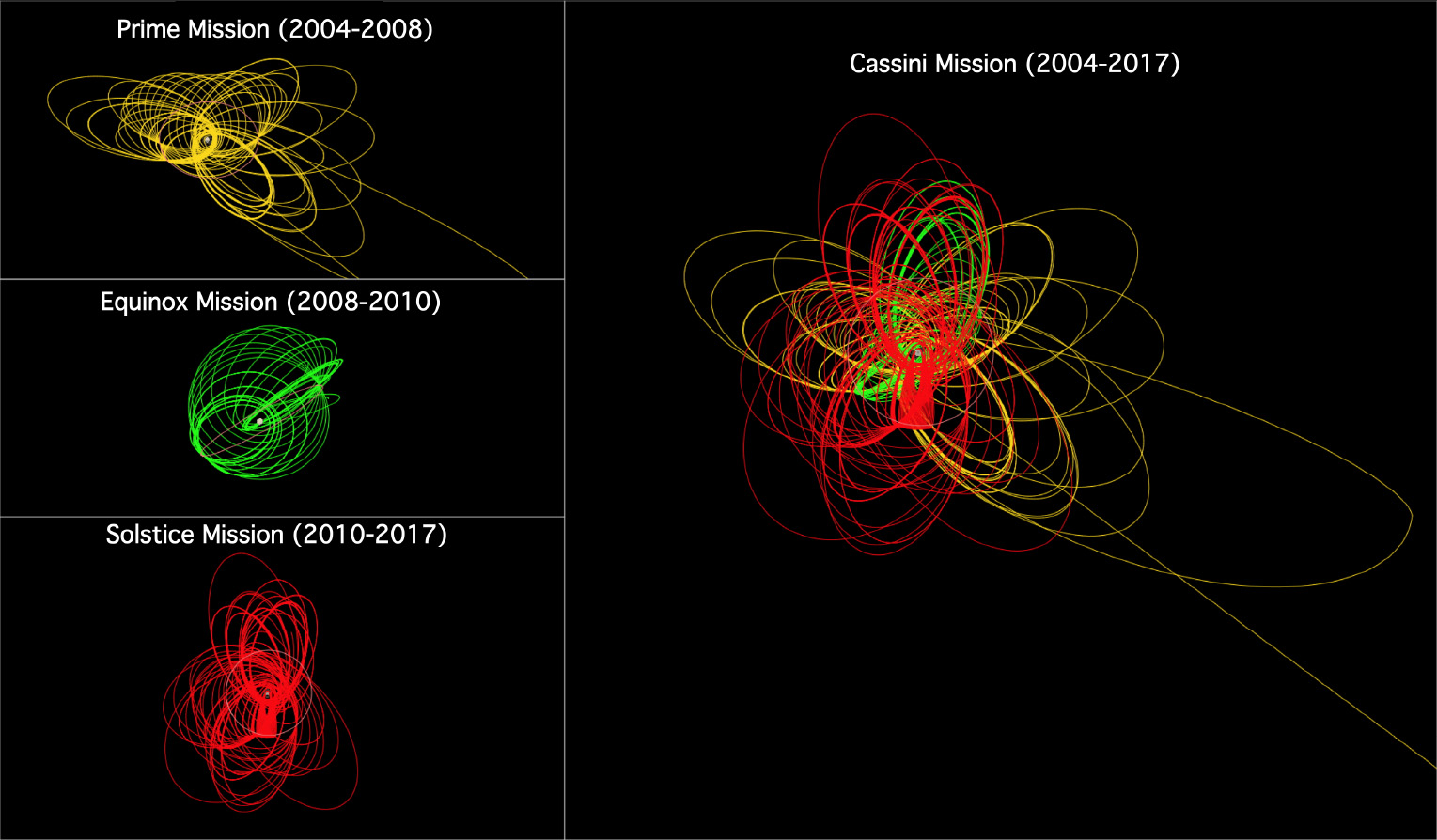
Orbites de Cassini autour de Saturne durant sa mission.

#### Mise en œuvre des changements de trajectoire

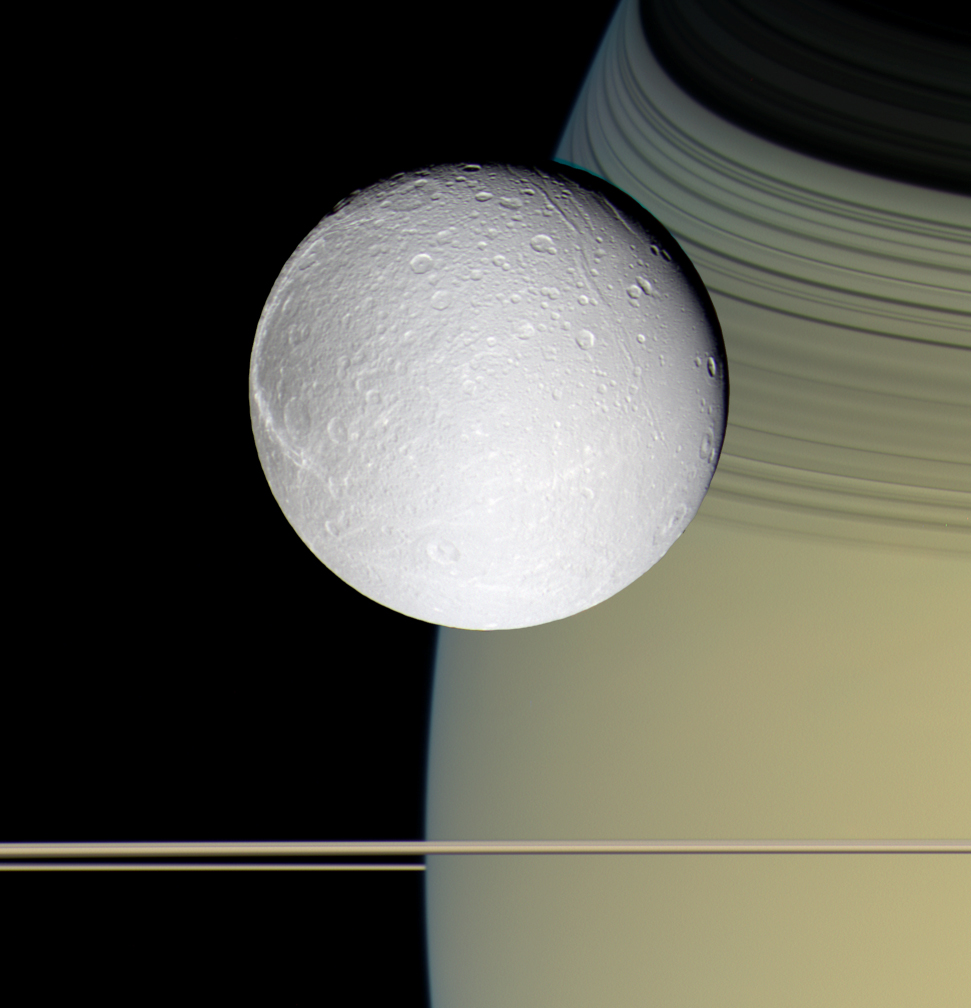
Dioné, Saturne et ses anneaux photographiés par la sonde Cassini.

Les changements d'orbite de la sonde Cassini utilisent essentiellement l'assistance gravitationnelle de Titan. Chaque survol de Titan permet, s'il se produit à une altitude suffisamment faible, un changement de trajectoire équivalent à une modification de la vitesse de 850 m/s, alors que les ergols disponibles pour les manœuvres à bord de Cassini ne permettent qu'un changement de vitesse total de 500 m/s sur toute la durée de la mission. Les autres lunes de Saturne ne sont pas assez massives pour influer de manière importante sur l'orbite de Cassini : Rhéa, le satellite de Saturne le plus lourd après Titan, n'a que 2 % de sa masse. La contrainte qui en résulte est que chaque survol de Titan doit ramener la sonde spatiale à proximité de Titan (éventuellement après plusieurs orbites), pour que les modifications de trajectoire puissent continuer. Différents types de modifications de trajectoire peuvent être obtenues en fonction de l'angle sous lequel la lune est abordée. En passant sur l'arrière de Titan (par rapport à sa progression sur son orbite), la sonde spatiale augmente sa vitesse et accroît la période de son orbite. Inversement, en passant devant Titan, la sonde diminue sa période orbitale. Ces manœuvres modifient également la ligne des apsides. Sous d'autres angles de survol, la période de l'orbite est conservée, mais c'est l'excentricité orbitale et son inclinaison orbitale qui sont modifiées.

#### Modifications de l'orbite durant la mission primaire
Les trois premières orbites de Cassini autour de Saturne ont pour objectif de réduire à la fois l'inclinaison orbitale, qui est pratiquement annulée, et la période de révolution de l'orbite qui est ramenée de 48 à une vingtaine de jours. Par ailleurs, la ligne des apsides de l'orbite est modifiée dans le sens inverse des aiguilles d'une montre, de manière qu'elle se confonde avec l'axe Saturne-Soleil et à ce que l'apoapside soit côté Soleil. La sonde spatiale dispose ainsi de temps pour effectuer des observations de l'atmosphère de Saturne du côté de sa face éclairée. Un survol de Titan permet ensuite d'orienter la ligne des nœuds pour qu'elle soit pratiquement perpendiculaire à la Terre, ce qui permet, au cours des sept orbites suivantes, d'obtenir des occultations de la Terre par Saturne. Au cours de la seconde phase de la mission primaire, qui débute en octobre 2005 après une série rapprochée de survols ciblés des satellites glacés de Saturne, l'orbite est « pivotée » par une série de survols de Titan alternant la face tournée vers Saturne et celle tournée vers l'extérieur. L'objectif est d'analyser in situ la magnétogaine. Durant la troisième phase de la mission primaire, qui débute en juillet 2006, l'inclinaison est progressivement relevée, tandis que la période est maintenue à 16 jours, ce qui permet d'effectuer des observations des anneaux à faible distance sous un angle fournissant de nouvelles informations. Après avoir culminé à 55° l'inclinaison est abaissée jusqu'à 0° tandis que la ligne des apsides pivote de 180°, en faisant coïncider la ligne des nœuds avec l'axe Saturne-Soleil. La phase 4, entamée en août 2007, a pour objectif principal d'augmenter autant qu'il est possible l'inclinaison de l'orbite (environ 75°) pour l'étude des anneaux et les mesures in situ des champs et particules.

### Faits marquants de la mission primaire

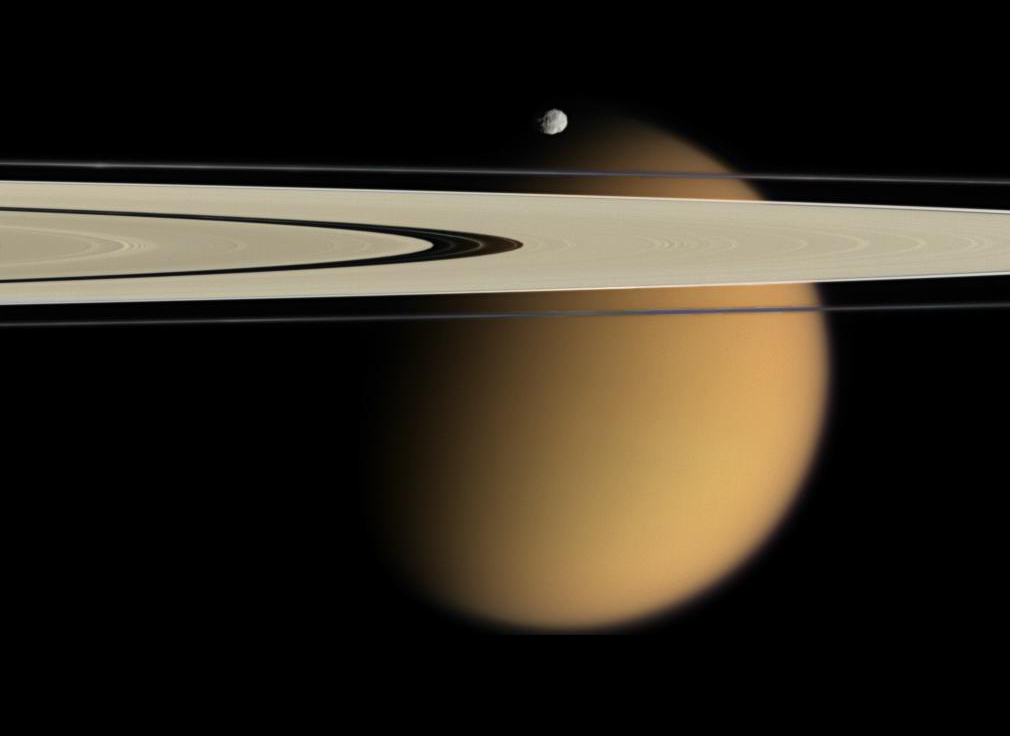
Titan (en arrière-plan), les anneaux et la petite lune Épiméthée (2006).

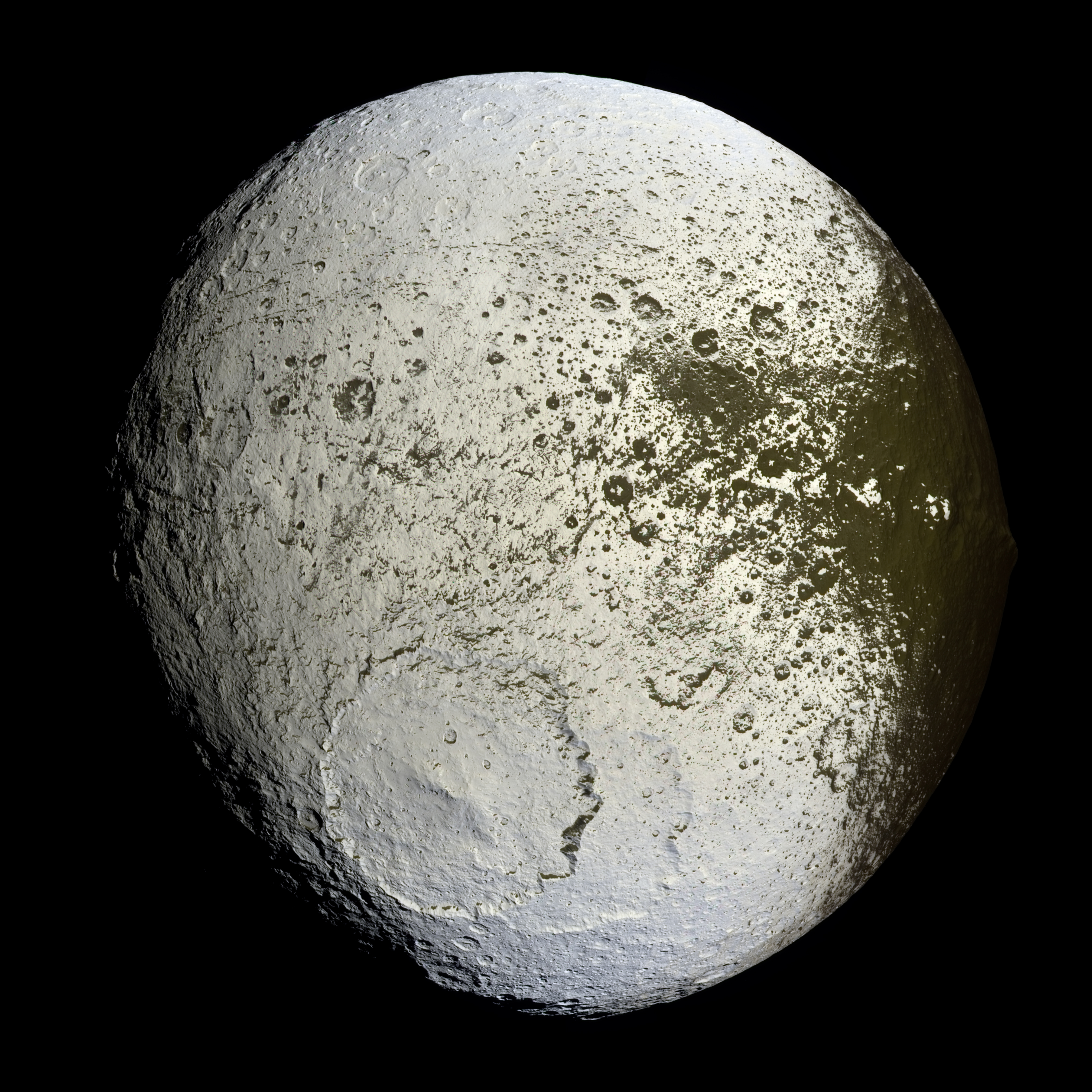
La lune Japet.

Le 17 février 2005, la sonde Cassini passe à 1 577 km de la lune Encelade. Celle-ci présente la particularité d'avoir un albédo très proche de 1, réfléchissant pratiquement toute la lumière reçue. Les photos prises par les caméras, dix fois plus détaillées que celles des sondes Voyager, montrent une boule de glace, pratiquement vierge de cratère d'impact, parcourue de sillons et de renflements à l'apparence très proche des lunes de Jupiter Ganymède et Europe. Les analyses spectrales démontrent que la surface est constituée de glace d'eau presque pure, ce qui explique son albédo élevé. Durant un deuxième passage, effectué le 16 mars 2005, le magnétomètre de la sonde spatiale détecte une modification du champ magnétique de Saturne, qui révèle la présence d'une atmosphère. Celle-ci, compte tenu de la faiblesse du champ de gravité de la lune, trahit sans doute l'éjection de gaz par une forme d'activité volcanique,. Au cours de ces survols, le détecteur de poussières met en évidence une densité particulièrement importante de particules, qui pourraient avoir pour origine soit Encelade, soit l'anneau E. Pour lever l'incertitude sur leur source, il est décidé d'abaisser l'altitude du survol suivant, qui doit avoir lieu en juillet. Le 10 mai, le JPL confirme la découverte d'une nouvelle lune, provisoirement baptisée S/2005 S1, qui prendra plus tard le nom de Daphnis. Celle-ci avait déjà été détectée en mai 2004, mais son existence est confirmée grâce à une photographie prise durant le survol des anneaux. Le 14 juillet, la sonde spatiale effectue un nouveau survol à basse altitude (175 km) au-dessus d'Encelade. Les images prises montrent que les terrains du pôle Sud sont géologiquement jeunes. Ils sont barrés par quatre failles énigmatiques et jonchés de blocs de glace, qui peuvent atteindre la taille d'un immeuble. Les quatre failles, longues d'environ 130 kilomètres et distantes de 40 kilomètres, qui ont été baptisées « rayures de tigre », sont à l'échelle géologique très jeunes (entre 10 et 1 000 ans). On y trouve les évents qui éjectent en permanence de la vapeur et de la glace d'eau. La température au pôle sud, mesurée par le spectromètre infrarouge, est beaucoup plus élevée que ce que prédisent les modèles, compte tenu de l'albédo élevé de la surface et de l'incidence rasante des rayons du Soleil à ces latitudes. Le spectromètre de masse mesure que l'atmosphère qui entoure la lune est composée à 65 % de vapeur d'eau, à 20 % d'hydrogène moléculaire, ainsi que de proportions plus faibles de dioxyde de carbone, d'azote moléculaire et de monoxyde de carbone.
Le 23 septembre 2005, Cassini survole Téthys à 1 500 kilomètres. Le 25 septembre 2005, la sonde passe à 514 kilomètres d'Hypérion. C'est le seul survol d'Hypérion planifié durant la mission primaire : il permet de révéler de façon très détaillée la structure étonnante de sa surface, semblable à une éponge, qui découlerait des impacts répétés, sur une lune à faible densité et forte porosité. Un survol à relativement grande distance d'Encelade permet la mesure spectrale des jets de matière du pôle sud, et la confirmation de l'hypothèse selon laquelle ceux-ci sont à l'origine du matériau de l'anneau E.
- 11 octobre 2005 : Survols de Dioné à 500 kilomètres et, le même jour, du satellite Télesto à 10 000 kilomètres.
- 28 octobre 2005 : Survol de Titan, à moins de 1 350 kilomètres.
- 26 novembre 2005 : Survol de Rhéa, à 500 kilomètres.
- 21 juillet 2006 : Survol de Titan, à l'altitude minimale de 950 kilomètres.
- 30 août 2007 : Second survol de Rhéa, à 5 737 kilomètres.
- 10 septembre 2007 : Second et dernier survol de Japet, à moins de 1 650 kilomètres.

Le 12 mars 2008, Cassini s'approche à moins de 50 kilomètres d'altitude d'Encelade, en traversant ses geysers. Les photos prises montrent que le pôle nord, contrairement au pôle sud, est fortement cratérisé, donc ancien, mais qu'il est également parcouru de fissures parallèles créées par une activité tectonique. Les mesures de températures à haute résolution, réalisées à l'aide du spectromètre infrarouge, montrent que la température le long des « rayures de tigre » peut atteindre −93 °C, soit 115 °C de plus que dans les autres régions de la lune. Compte tenu de ces températures élevées, il est probable qu'il existe un océan liquide sous la surface d'Encelade. Les caractéristiques des matériaux éjectés par les geysers sont étonnamment proches de la matière composant les comètes.

## Seconde phase de la mission (2008-2017)

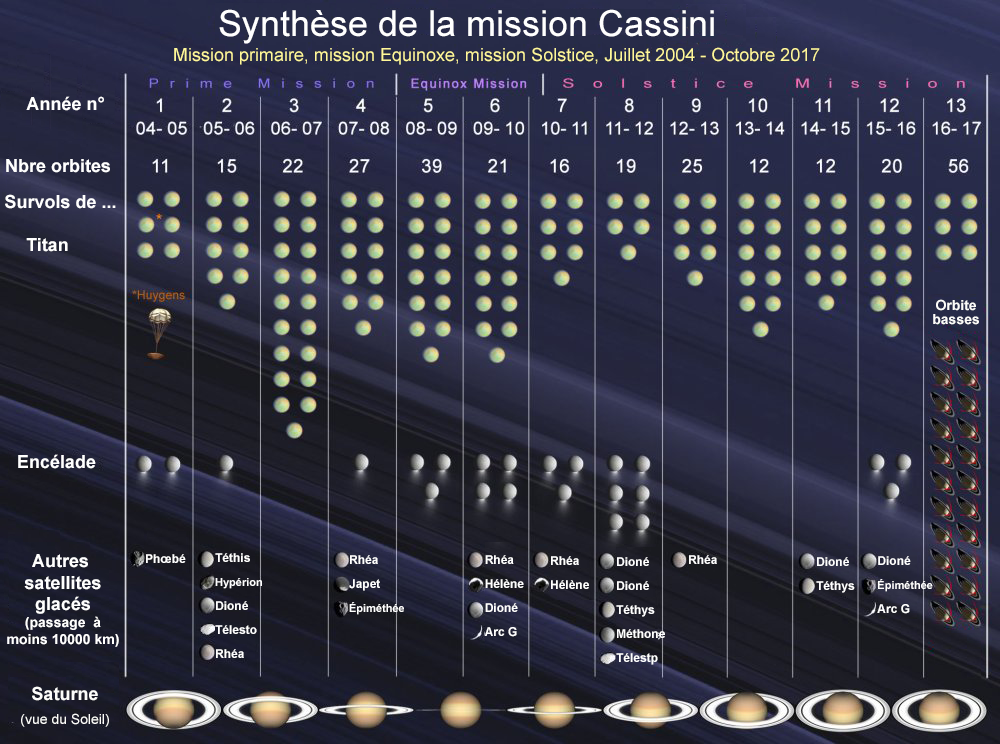
Synthèse des survols effectués par Cassini sur l'ensemble de la mission.

### Première extension de mission: Cassini Equinox Mission (2008-2010)
La mission primaire du programme Cassini s'achève le 30 juin 2008, après 76 révolutions autour de Saturne. À cette date, la sonde dispose toujours de réserves de propergols importantes, qui lui sont nécessaires pour modifier plusieurs fois par mois son orbite et poursuivre le recueil des données en survolant diverses cibles satellitaires. Le 15 avril 2008, la NASA décide, compte tenu des réserves d'ergols restantes, de prolonger de deux ans la mission. L'extension de la mission est baptisée « Cassini Equinox Mission », car l'équinoxe de Saturne doit se produire le 11 août 2009. Durant cette nouvelle phase de la mission, la sonde spatiale va parcourir 60 orbites supplémentaires autour de Saturne, en effectuant 21 survols de Titan, sept d'Encelade, six de Mimas, huit de Téthys et un de Dioné, de Rhéa et d'Hélène.
Le 11 août 2008, la sonde survole Encelade et parvient à réaliser des photos à haute résolution des terrains d'où jaillissent les geysers. Les images montrent à nouveau les « rayures de tigre », failles profondes de 300 mètres, d'une section en V, qui hébergent les geysers. D'après les premières analyses, les points d'émergence des geysers sont, au bout de quelques mois ou quelques années, obturés par la glace, et se déplacent donc de manière continue. Deux autres survols ont lieu les 9 et 31 octobre 2008. Les données recueillies donnent à penser qu'Encelade est le siège d'une forme de tectonique des plaques, mais, contrairement à ce qui se passe sur Terre, le déplacement se fait dans une seule direction.
En août 2009, c'est l'équinoxe sur Saturne. Le rayonnement du Soleil frappe les anneaux perpendiculairement à leur tranche, ce qui les fait disparaître visuellement. L'équipe scientifique de Cassini en profite pour étudier la structure verticale des anneaux, qui est mise en évidence par l'éclairage rasant. Contrairement aux hypothèses émises, qui évaluaient l'épaisseur des anneaux à une dizaine de mètres, les images révèlent, par endroits, des « surépaisseurs » qui atteignent parfois quatre kilomètres de haut,.

### Seconde extension de mission:Cassini Solstice Mission(2010-2017)

#### Objectifs

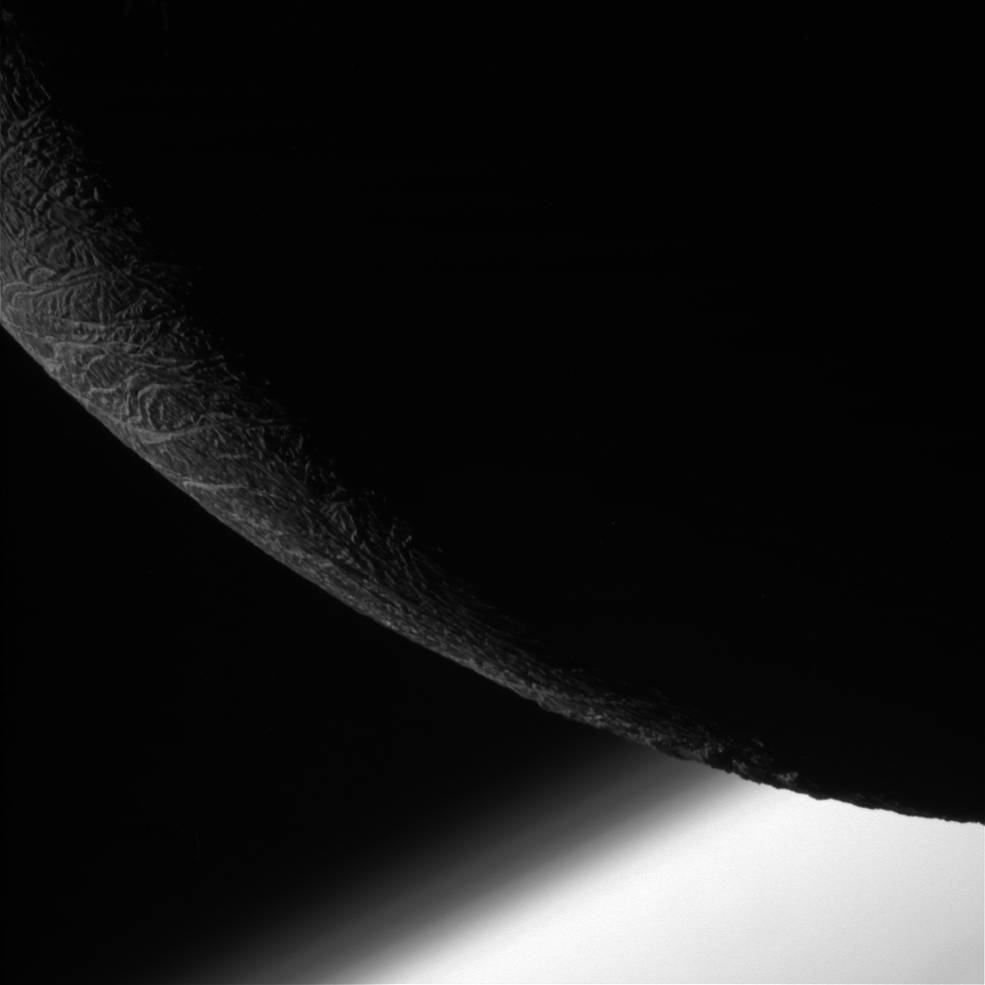
Photographie d'Encelade prise par Cassini lors de son dernier survol du satellite. Différentes couches de l'atmosphère de Saturne sont visibles en bas.

Les réflexions sur une deuxième extension de mission sont engagées avant même que débute la première extension. En février 2010, la NASA annonce qu'elle a alloué un budget de 60 millions de dollars pour prolonger de sept ans de la mission de Cassini, courant de juillet 2010 jusqu'en septembre 2017. La nouvelle mission est baptisée Cassini Solstice Mission, car elle permet d'observer le système de Saturne au moment du solstice d'été de son hémisphère nord, qui a lieu en mai 2017. Au cours de cette phase, Cassini doit boucler 155 orbites autour de Saturne, effectuer 54 survols de Titan dont 38 à moins de 2 000 kilomètres, onze d'Encelade dont deux à faible distance, trois de Dioné et trois de Rhéa. Néanmoins, ce prolongement se déroule dans des conditions moins favorables : la quantité d'ergols limitée ne permet pas d'approcher Japet et le support apporté par les équipes au sol durant les survols est réduit à quelques jours pour abaisser les coûts. Durant cette phase, Cassini observe les processus dépendant des changements temporels et saisonniers affectant Saturne, Titan, les lunes glacées et les anneaux. Cette phase permet de compléter des observations sur Titan et Encelade. Enfin, dans sa phase finale, elle permet de mener une étude comparative de Saturne et de Jupiter, étudiée par la sonde spatiale Juno qui doit entamer ses observations en août 2016,,.

#### Déroulement

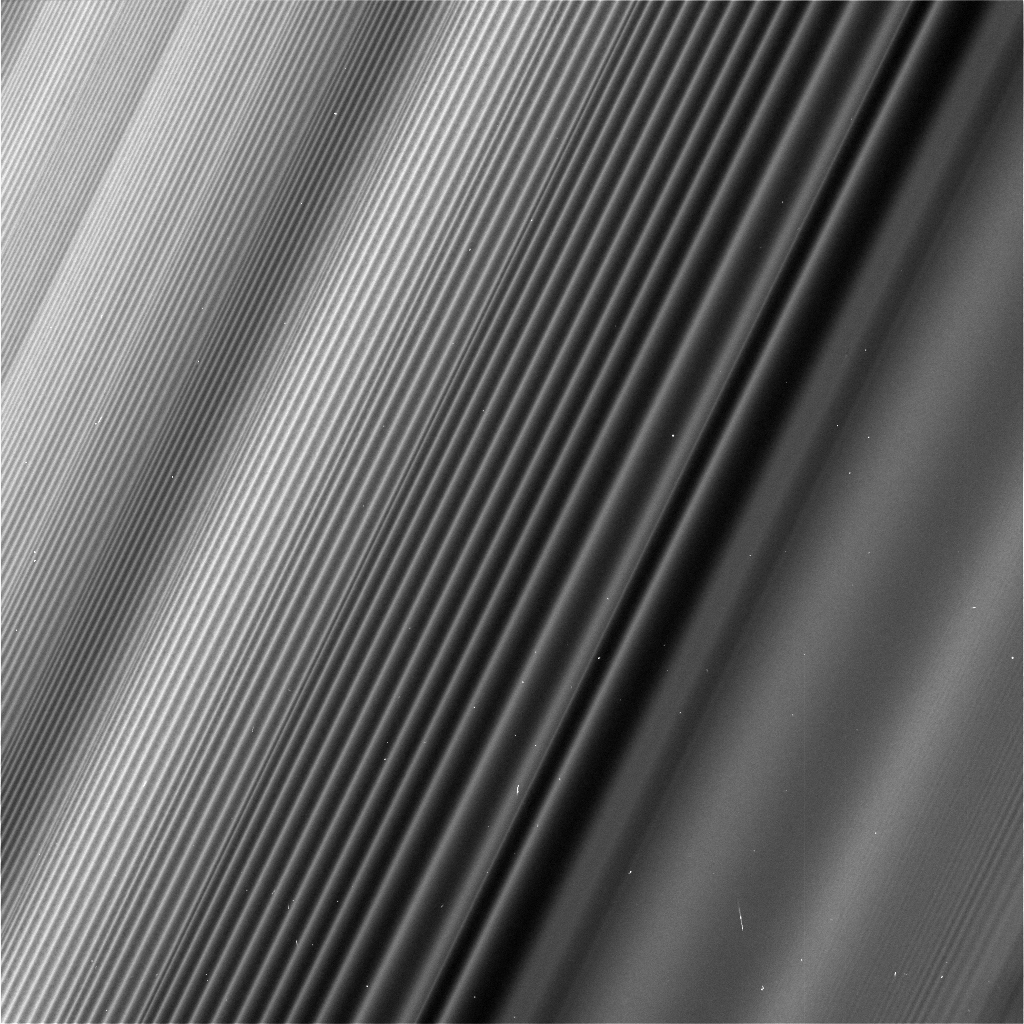
Les étonnantes ondulations des anneaux de Saturne générées par la petite lune Janus photographiées durant l'apothéose (juin 2017).

Le 2 novembre 2010, la sonde spatiale passe automatiquement en mode survie, après détection d'une inversion de bit par l'ordinateur embarqué (un bit de valeur 0 devient 1, ou le contraire, au sein des données informatiques), un mode dans lequel l'engin coupe tout équipement de bord non indispensable. L'incident est le sixième depuis le début de la mission et est sans doute du à l'impact d'une particule du rayonnement cosmique. Mais ses répercussions sont plus importantes, car il se produit peu avant le survol de Titan, et les contrôleurs au sol préfèrent, par sécurité, abandonner le recueil de données scientifiques prévu durant celui-ci.
La crise économique des années 2010 entraîne une importante baisse de budget de la NASA. Début 2013, pour faire face à ces contraintes budgétaires, la NASA envisage d'arrêter certaines missions spatiales interplanétaires, dont Cassini. Dans le cadre de ce processus budgétaire, les résultats fournis par Cassini sont évalués par le comité de conseil scientifique de la NASA, qui les juge excellents, plaçant la mission en tête des missions dont l'arrêt est envisagé. Finalement, en septembre 2014, l'agence spatiale américaine décide de financer les trois dernières années de la mission de Cassini (2015-2017).
En juillet 2012, Cassini change son inclinaison orbitale, c'est-à-dire l'angle que fait sa trajectoire lorsqu'elle traverse le plan équatorial de Saturne. Sur cette nouvelle orbite, les instruments de la sonde spatiale disposent d'une meilleure perspective pour observer les anneaux de Saturne, ainsi que l'atmosphère de Saturne et des lunes. La sonde spatiale peut également survoler le pôle nord de Saturne, qui est éclairé depuis la survenue du printemps dans l'hémisphère nord. Des photos de l'étonnante formation nuageuse hexagonale centrée sur le pôle sont effectuées fin 2012.
Le 28 octobre 2015, la sonde survole Encelade, à 49 kilomètres d'altitude, et, le 19 décembre 2015, elle effectue son dernier survol du satellite, à environ 4 999 kilomètres d'altitude.

### Fin de mission: l'apothéose (d'avril au15 septembre 2017)

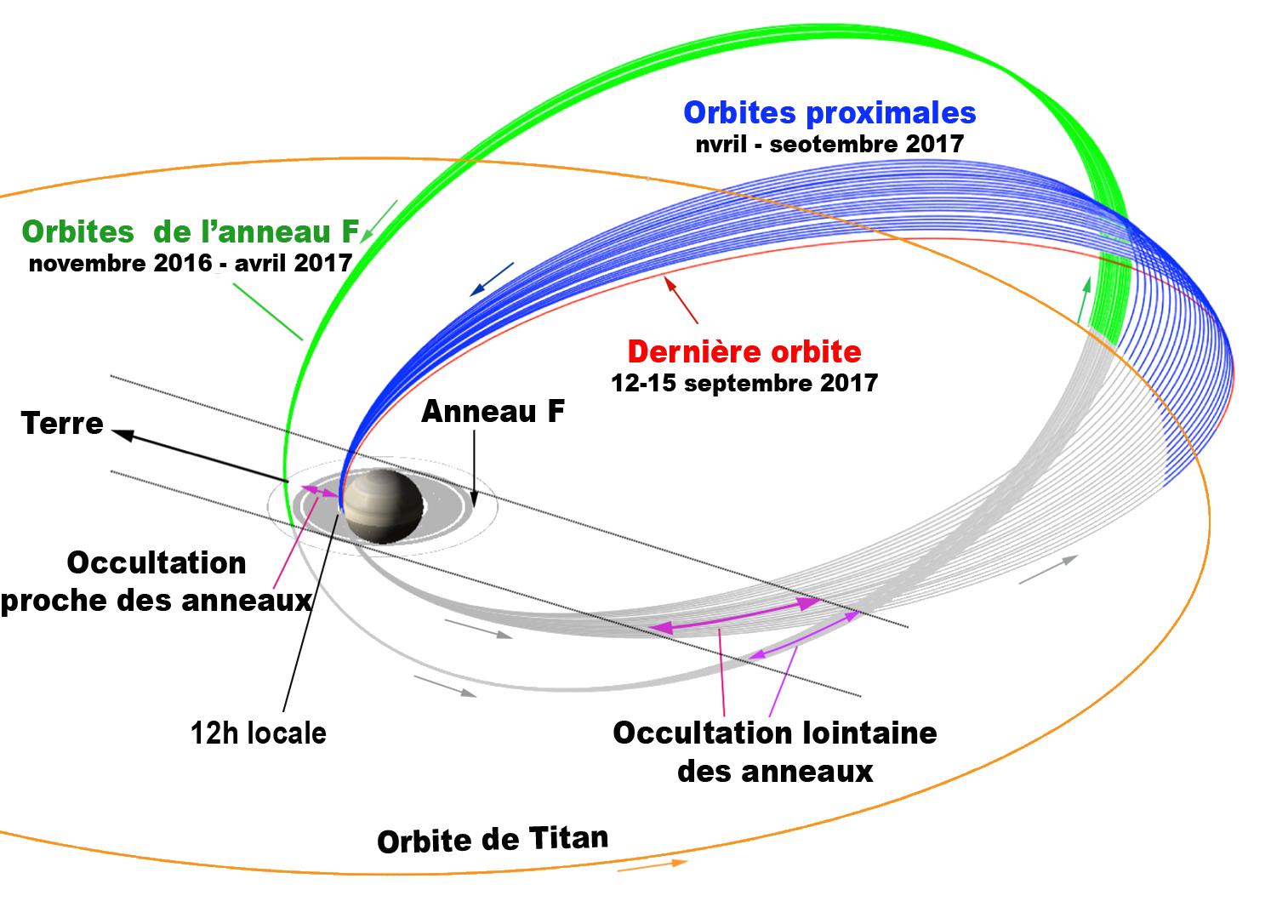
Les dernières orbites de la fin de la mission amènent la sonde spatiale à frôler les anneaux de Saturne et les couches supérieures de l'atmosphère de Saturne.

#### Contraintes
En 2017, la sonde spatiale a passé treize années en orbite autour de Saturne, qui ont succédé à sept ans de transit entre la Terre et la planète géante. Les ergols, indispensables pour poursuivre sa mission scientifique et contrôler sa trajectoire, sont pratiquement épuisés. Or les modalités de destruction de la sonde spatiale doivent être contrôlées, pour que Cassini n'achève pas sa course sur la surface d'Encelade ou de Titan. Ces deux satellites pourraient, en effet, héberger des formes de vie, et il ne faut pas que les micro-organismes terriens que transporte Cassini, malgré la stérilisation effectuée avant son lancement, puissent les contaminer,. La NASA étudie plusieurs scénarios pour la phase finale. L'envoi de la sonde spatiale vers une autre planète externe ou vers un astéroïde centaure situé entre Jupiter et Neptune n'est pas retenu, car le transit nécessite trop de temps. L'équipe de la mission envisage de placer Cassini sur une orbite stable, à l'extérieur de celle des satellites Phœbé ou Titan.

#### Sélection du scénario de fin de mission
La trajectoire retenue est sélectionnée parce qu'elle fournit des résultats scientifiques majeurs, qui ne peuvent être obtenus que dans le cadre d'une fin de mission. Elle consiste à abaisser le périapside de Cassini, de manière que la sonde spatiale se glisse, pour ses dernières orbites, dans un intervalle large de 2 400 kilomètres, entre l'anneau D, le plus proche de la surface de Saturne, dont le bord intérieur se situe à 65 000 kilomètres du centre de Saturne, et la partie la moins dense de la couche atmosphérique supérieure de la planète géante, qui culmine à 62 000 kilomètres,. La phase finale court d'avril 2017 à septembre 2017. Elle débute par vingt orbites rasant l'extérieur de l'anneau F, permettant d'obtenir des images à haute résolution des anneaux F et A, suivies de 22 « orbites de proximité », passant à l'intérieur de l'anneau D. La mission s'achève par le plongeon de la sonde spatiale au cœur de la planète géante, le 15 septembre 2017. L'ensemble de ces manœuvres nécessite seulement un changement de vitesse de 5 à 30 m/s, compatible avec les réserves de carburant. Les dernières orbites placent la sonde dans une position idéale pour remplir plusieurs objectifs scientifiques majeurs, , :
- mesurer, de manière très précise, le champ de gravité de Saturne, ce qui donne des indices sur la structure interne de la planète, notamment la taille et la masse de son noyau ;
- réduire l'incertitude sur la masse des anneaux, qui devrait chuter de 100 à 5 %. Cette information contribuera à déterminer leur ancienneté et à valider le modèle imaginé pour expliquer leur formation ;
- collecter des données sur l'ionosphère et la ceinture de radiation. La collecte de données précises sur le champ magnétique doit permettre de mesurer la rotation différentielle du cœur par rapport à son noyau, et fournir une explication aux écarts entre les relevés effectués par la sonde spatiale Voyager 2 (1981) et ceux réalisés jusque là par Cassini ;
- étudier la structure de l'anneau D.

#### Déroulement du Grand Final

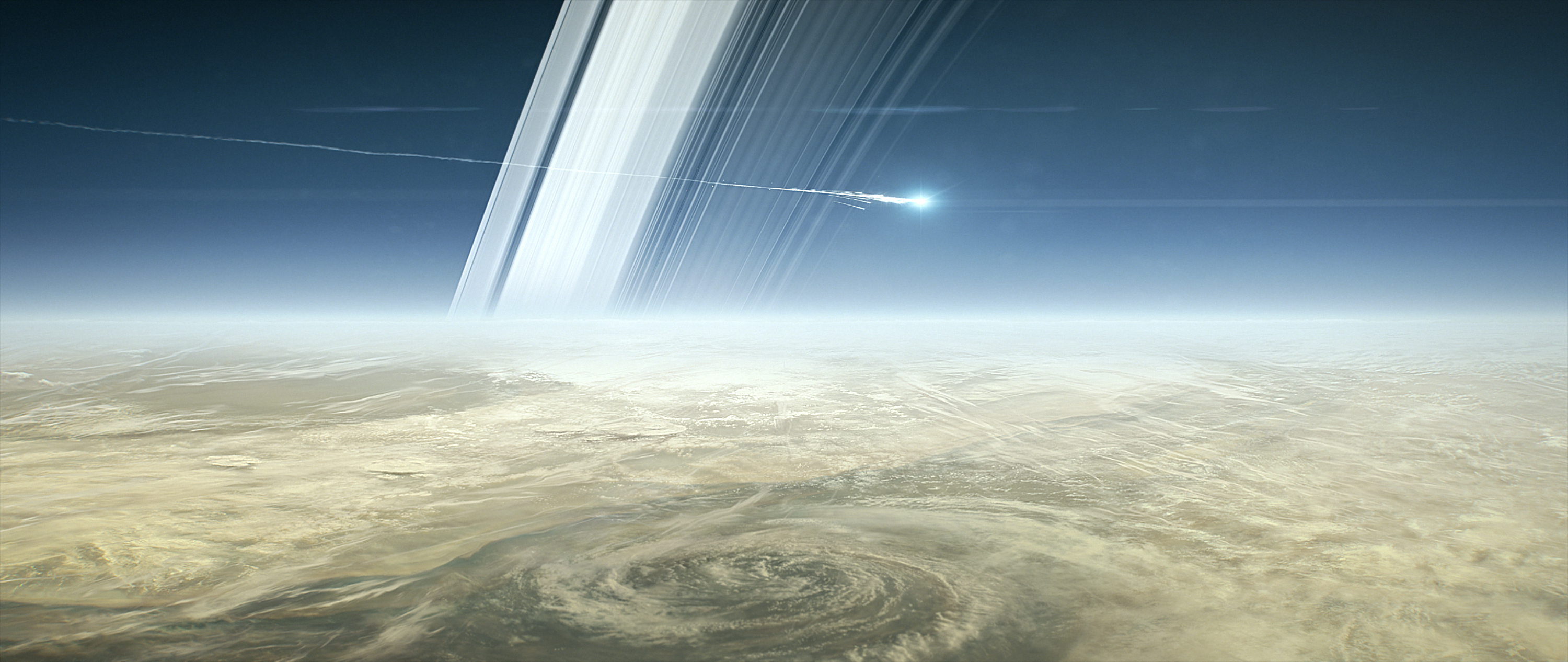
Désintégration de la sonde spatiale Cassini dans l'atmosphère de Saturne, dans laquelle elle pénètre à une vitesse supérieure à au moment de la perte de la liaison radio (vue d'artiste).

| Événement | N° orbite | Date T.U.¹              | Description |
| --- | --------- | ----------------------- | --- |
| Apoapside première orbite du Grand Final | 271       | 23 avril 2017           | |
| Premier passage entre les anneaux et Saturne | 271       | 26 avril                | Cassini se faufile pour la première fois entre l'anneau interne et la couche supérieure de l'atmosphère de Saturne en utilisant l'antenne parabolique comme bouclier contre d'éventuels impacts avec des particules. La sonde spatiale va effectuer 22 orbites de ce type avant de plonger dans l'atmosphère. |
| Apoapside dernière orbite complète | 292       | 5 septembre             | |
| Apoapside dernière orbite | 293       | 12 septembre            | |
| Dernières images du système saturnien | 293       | 14 septembre 18 h 58 TU | Cassini réalise les dernières images du système saturnien et retransmet les photos des lunes Titan et Encelade, du pôle nord et des anneaux de Saturne. |
| Début transmission en temps réel des données | 293       | 15 septembre 7 h 14 TU  | Trois heures avant la fin de mission, la sonde spatiale se met en rotation à raison d'un tour toutes les cinq minutes pour optimiser l'analyse in situ de l'atmosphère par l'instrument INMS. Cassini commence à transmettre en temps réel avec un débit de 27 kilobits par seconde les données collectées par les caméras CIRS, UVIS ainsi que les instruments de mesure du plasma et du champ magnétique (d'habitude, ces données sont transmises après le passage au plus près de Saturne).                                                                      |
| Plongée dans l'atmosphère de Saturne | 293       | 15 septembre 10 h 30 TU | Cassini pénètre dans l'atmosphère de Saturne à environ 1 920 kilomètres au-dessus de la couche nuageuse. La poussée des moteurs-fusées est positionnée à 10 % de leur capacité pour maintenir l'orientation de la sonde spatiale malgré les forces croissantes exercées par l'atmosphère, permettant ainsi de pointer l'antenne parabolique vers la Terre afin de transmettre les données. |
| Perte du signal | 293       | 15 septembre 10 h 31 TU | La sonde spatiale, qui se trouve encore 1 510 km au-dessus de la couche nuageuse, utilise à 100 % la poussée de ses moteurs mais ne parvient plus à compenser la traînée générée par l'atmosphère. Elle part en toupie et l'antenne parabolique n'est plus pointée vers la Terre (un écart de l'axe de visée de l'antenne d'une fraction de degré entraîne la perte de la liaison) : les communications avec celle-ci sont rompues. La perte de la liaison radio se produit alors que la sonde spatiale se trouve 1 510 kilomètres au-dessus de la couche nuageuse. |
| Destruction de la sonde | 293       | 15 septembre 11 h 55 TU | Dans les minutes qui suivent la perte du signal, la sonde spatiale est progressivement détruite par les forces mécaniques et la chaleur produite par sa vitesse dans une atmosphère de plus en plus dense. |
| ¹ Les données sont reçues sur Terre 1 h 23 min minutes plus tard (temps de transmission à la vitesse de la lumière) ; heure France = heure TU + 2 heures. |           |                         | |

## Résultats scientifiques
Au cours de sa mission, la sonde spatiale Cassini a bouclé 293 orbites autour de Saturne et a effectué 127 survols de Titan, 23 d'Encelade et 162 d'autres lunes de la planète géante dans des conditions ayant permis d'effectuer des investigations poussées. Un total de 653 gigaoctets de données scientifiques ont été collectés et plus de 450 000 photographies ont été prises.
Les principales découvertes effectuées par la mission Cassini-Huygens sont les suivantes.

### Jupiter

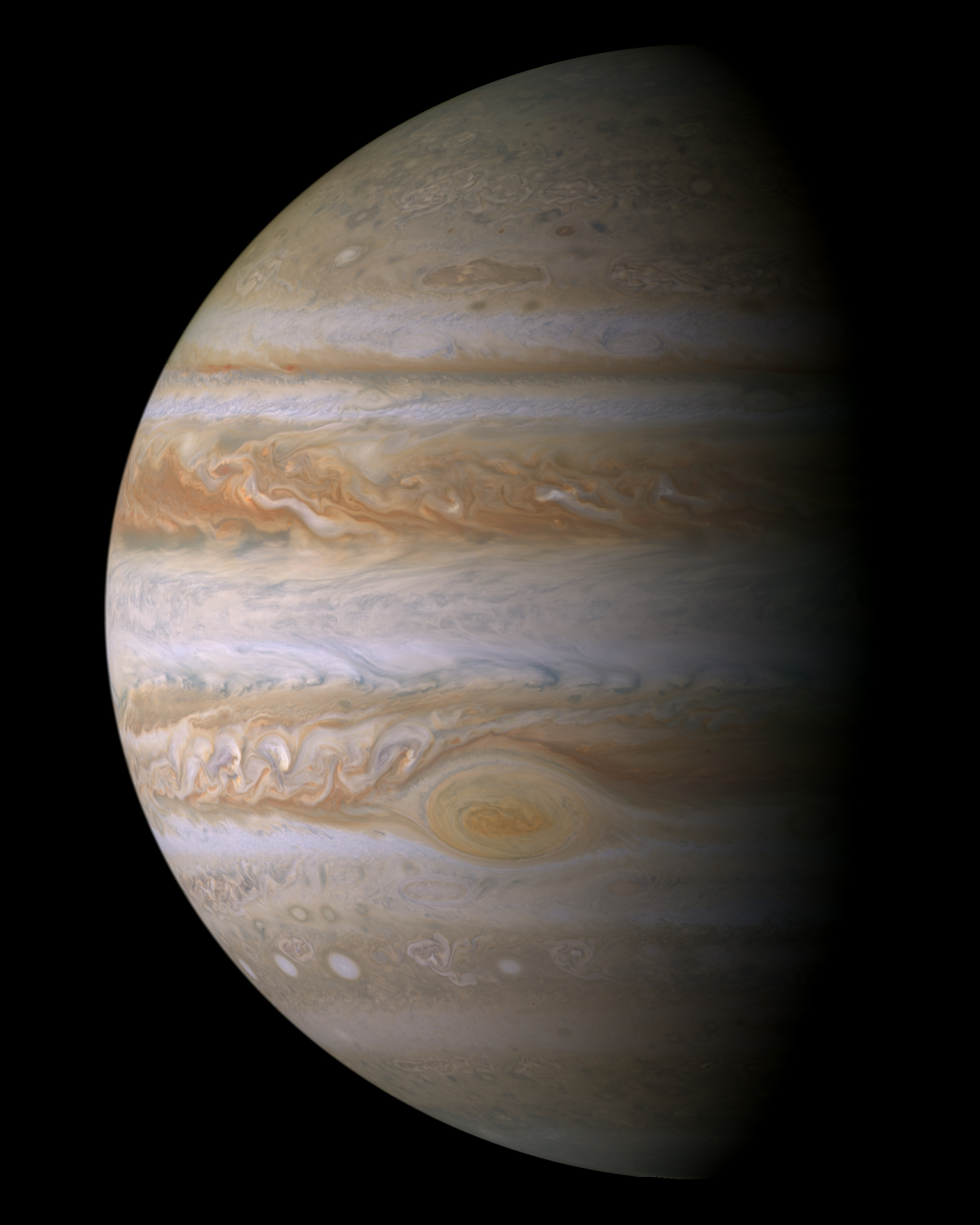
Image de Jupiter prise le 30 décembre 2000.

Les instruments Cassini-Huygens ont observé Jupiter pendant presque six mois, du 1er octobre 2000 au 22 mars 2001. La sonde spatiale s'en est approchée à une distance minimale de 9,7 millions de kilomètres le 30 décembre 2000. Durant cette phase de la mission, ont été pris environ 26 000 clichés de la planète géante, parmi lesquels on trouve les plus précis jamais réalisés. Sur certaines photos, les plus petits détails visibles mesurent environ 60 kilomètres.
Une découverte majeure concerne la circulation atmosphérique de Jupiter. Certains clichés montrent des bandes sombres alternées avec des zones plus claires dans l'atmosphère. Les scientifiques ont longtemps considéré ces zones, avec leurs nuages clairs, comme étant des ascendants, partant du fait que sur Terre, les nuages se forment principalement de cette façon. Mais l'analyse des clichés pris par Cassini a donné une autre explication. Des cellules individuelles de tempête, comportant des nuages blancs qui remontent, trop petites pour être observées depuis la Terre, émergent pratiquement partout, y compris dans les zones sombres. D'après Anthony Del Genio, du Goddard Institute for Space Studies de la NASA, les données montrent que les ceintures doivent être les zones de mouvement ascensionnel de l'atmosphère de Jupiter, ce qui implique que les bandes sont des zones de descente de l'atmosphère.
Les autres observations atmosphériques ont révélé une structure ovale sombre et tourbillonnante dans la haute atmosphère, d'une taille similaire à la Grande Tache rouge, près du pôle nord de Jupiter. Les clichés infrarouges ont quant à eux révélé certains aspects de la circulation atmosphérique près des pôles. Ils ont révélé une structure en forme de bandes ceinturant la planète, bordées de bandes adjacentes dans lesquelles les vents soufflent dans des directions opposées. Cette même annonce a permis de remettre en question la nature des anneaux de Jupiter. La dispersion de la lumière par les particules des anneaux a révélé que ces particules avaient des formes très irrégulières et étaient susceptibles d'avoir pour origine de la matière éjectée à la suite de l'impact de micrométéorites sur les très petits satellites de Jupiter, probablement sur Métis et Adrastée, dont le champ de gravitation (la pesanteur) est extrêmement faible.

### Saturne

#### Atmosphère de Saturne

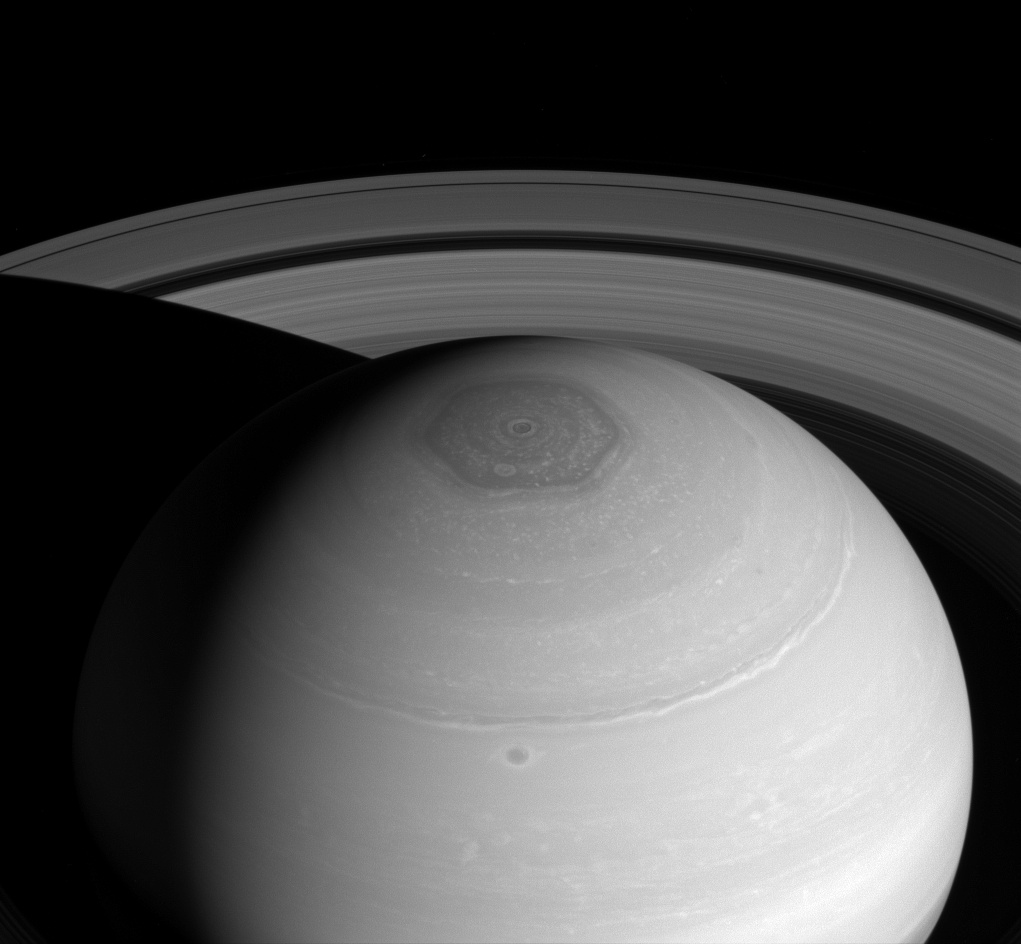
Vue de l'hémisphère nord et de la structure en hexagone au niveau du pôle (avril 2014).

Photomontage de 128 images en fausses couleurs (proche infrarouge en rouge, ultraviolet en bleu) montrant l'évolution sur dix heures de l'hexagone (décembre 2012).

Le long séjour de Cassini près de Saturne a permis d'étudier la structure, très singulière, de l'atmosphère de Saturne au pôle nord, découverte en 1981 par la sonde spatiale Voyager 2. Le système nuageux présente une forme hexagonale, stable dans le temps, dont chaque côté mesure 13 800 kilomètres et qui effectue un tour complet en 10 heures et 39 minutes. Au centre de cette formation se trouve l'œil central d'un ouragan de 2 000 kilomètres de diamètre, qui entraîne les nuages dans le sens contraire des aiguilles d'une montre, à une vitesse supérieure à 500 km/h. D'autres vortex, situés à l'intérieur de l'hexagone et plus petits, tournent dans le sens inverse. Le mécanisme précis à l'origine de cette formation reste toujours inconnu,.
L'année sur Saturne dure un peu plus de 29 ans terrestres et est divisée en saisons, car l'axe de la planète est incliné, comme celui de la Terre. Une tempête saisonnière (donc tous les 29 ans) liée au réchauffement de la surface a été observée à plusieurs reprises avant l'arrivée de Cassini. Baptisée « Grande tache blanche » à cause de ses caractéristiques visibles, elle commence par une série de taches blanches, qui s'étendent progressivement en longitude jusqu'à faire le tour de la planète. Elle se situe systématiquement dans l'hémisphère nord, sans qu'on puisse expliquer pourquoi. La tempête a pu être étudiée en détail lors de son apparition en décembre 2010, soit dix ans avant la date prévue. La sonde spatiale a permis de déterminer que la tempête fait remonter de la vapeur d'eau et d'autres matériaux situés jusqu'à une profondeur de 160 kilomètres. Les instruments de la sonde spatiale ont observé pour la première fois, notamment au sein de cette tempête, des éclairs à la fois sur la face éclairée et sur la face sombre de la planète.

#### Étude de la période de rotation sidérale de Saturne
La détermination de la période de rotation sidérale d'une planète est essentielle pour l'étude de tous les phénomènes physiques qui y sont associés, puisqu'on s'appuie sur cette période de rotation sidérale pour l'établissement du système de longitude de la planète. Dans le cas des planètes telluriques, il suffit d'observer le sol pour obtenir cette période de rotation. Dans le cas des planètes gazeuses, il n'y a pas de « sol » et le cœur est enfoui très profondément sous l'atmosphère de la planète. La seule période observable qui est liée à la rotation du cœur de ces planètes est celle de leur champ magnétique. On étudie donc les modulations induites par la rotation du champ magnétique de la planète étudiée sur ses émissions radios naturelles pour connaître sa période de rotation sidérale.
Dans le cas de Jupiter, la période obtenue de cette manière (9 h 55 min 29,68 s) est ainsi déterminée avec une très grande précision (l'écart entre chaque mesure ne dépasse pas 0,08 s, ce qui fait une précision relative de 0,000 1 %). Dans le cas de Saturne, la période de rotation est d'abord déterminée grâce aux données de la sonde Voyager. La période sidérale de Saturne est donc de 10 h 39 min 24 s (avec une précision relative de |0,02 %). En 2000, des scientifiques, utilisant les données radio de la sonde Ulysses, ont observé que la période de modulation des émissions radio de Saturne a changé depuis les mesures de Voyager. Les nouvelles mesures donnent une période 1 % plus longue que celle mesurée par Voyager. Les mesures radio obtenues avec l'instrument Cassini/RPWS/HFR confirment la variation de la période des modulations des émissions radio de Saturne. Des observations effectuées sur les deux premières années d'orbites autour de Saturne (2004-2005) semblent montrer que la période radio varie lentement (à l'échelle de l'année) de quelques fractions de pour cent.
Comme la vitesse de rotation sidérale du cœur de Saturne ne peut pas varier, c'est l'interprétation des modulations des émissions radios qu'il faut sans doute revoir. Elles sont majoritairement émises sur le côté jour de la magnétosphère de Saturne, et elles sont fortement corrélées avec la pression dynamique du vent solaire. Différentes interprétations sont avancées :
- effet saisonnier : la hauteur du Soleil sur le plan des anneaux change la quantité d'électrons libres sur les lignes de champs magnétiques, et donc change les conditions d'émission des ondes radio ;
- effet du cycle solaire : les propriétés du milieu interplanétaire et du vent solaire varient fortement avec l'activité solaire. Il a été montré que les émissions radio aurorales de Saturne sont très fortement corrélées avec les fluctuations des paramètres du vent solaire ;
- effet de battement[113] : fluctuation non aléatoire de la localisation de la région active en radio dans un secteur de temps local. Des simulations numériques ont montré qu'on peut très facilement obtenir des périodes de rotation apparente différentes de la période réelle par effet de battement ;
- système de convection du cœur de Saturne : hypothèse inspirée par ce qui se passe dans le Soleil, mais peu probable.

Aucune n'explique encore vraiment la variabilité observée, ni ne permet d'obtenir la période de rotation sidérale de Saturne.
Le problème de la définition d'un système de longitude à Saturne reste donc entier. Le problème est particulièrement épineux car, si la période de rotation de Saturne est effectivement 1 % plus lente que la période mesurée par Voyager, tout le système atmosphérique de Saturne est alors en super-rotation (c'est-à-dire qu'il tournerait plus vite que le cœur de la planète), ce qui est difficilement explicable.

Atmosphère de Saturne
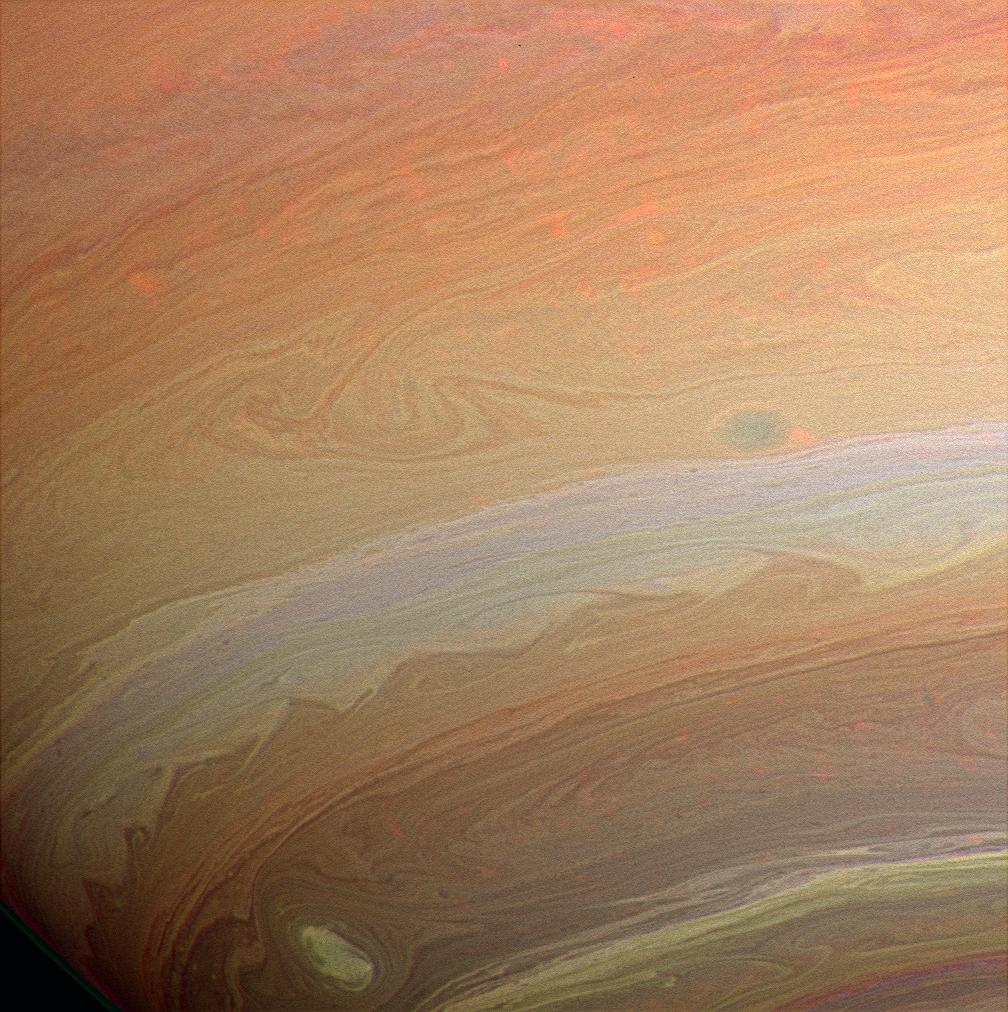
Nuages de Saturne.
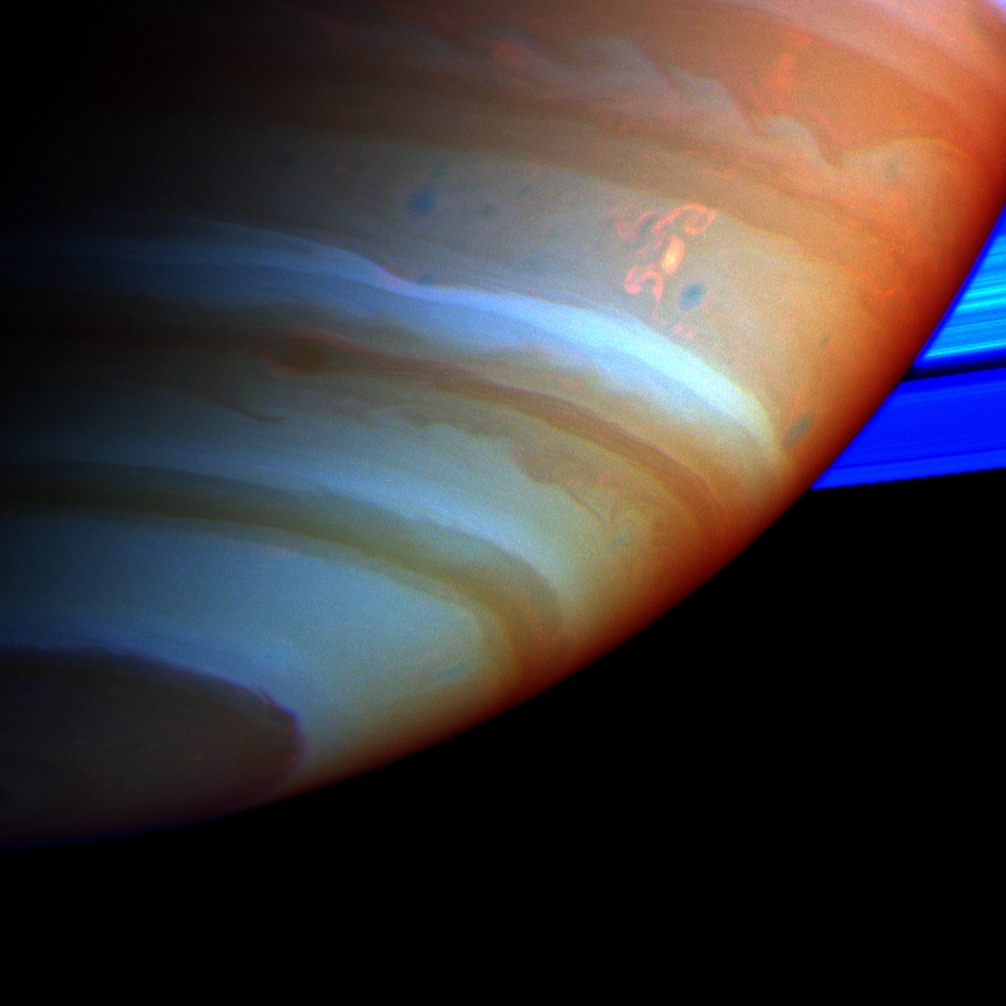
L'atmosphère de Saturne en fausses couleurs.
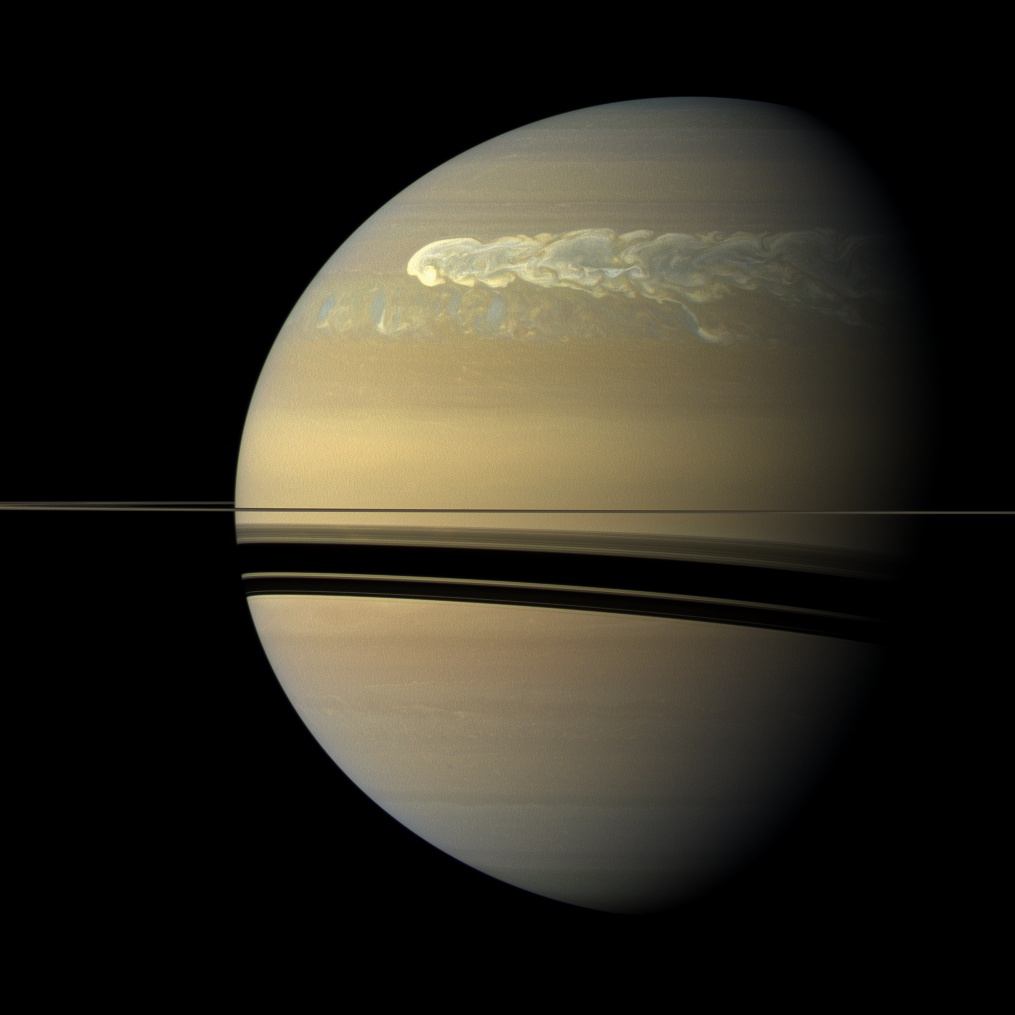
Tempête dans l'hémisphère nord (2012).
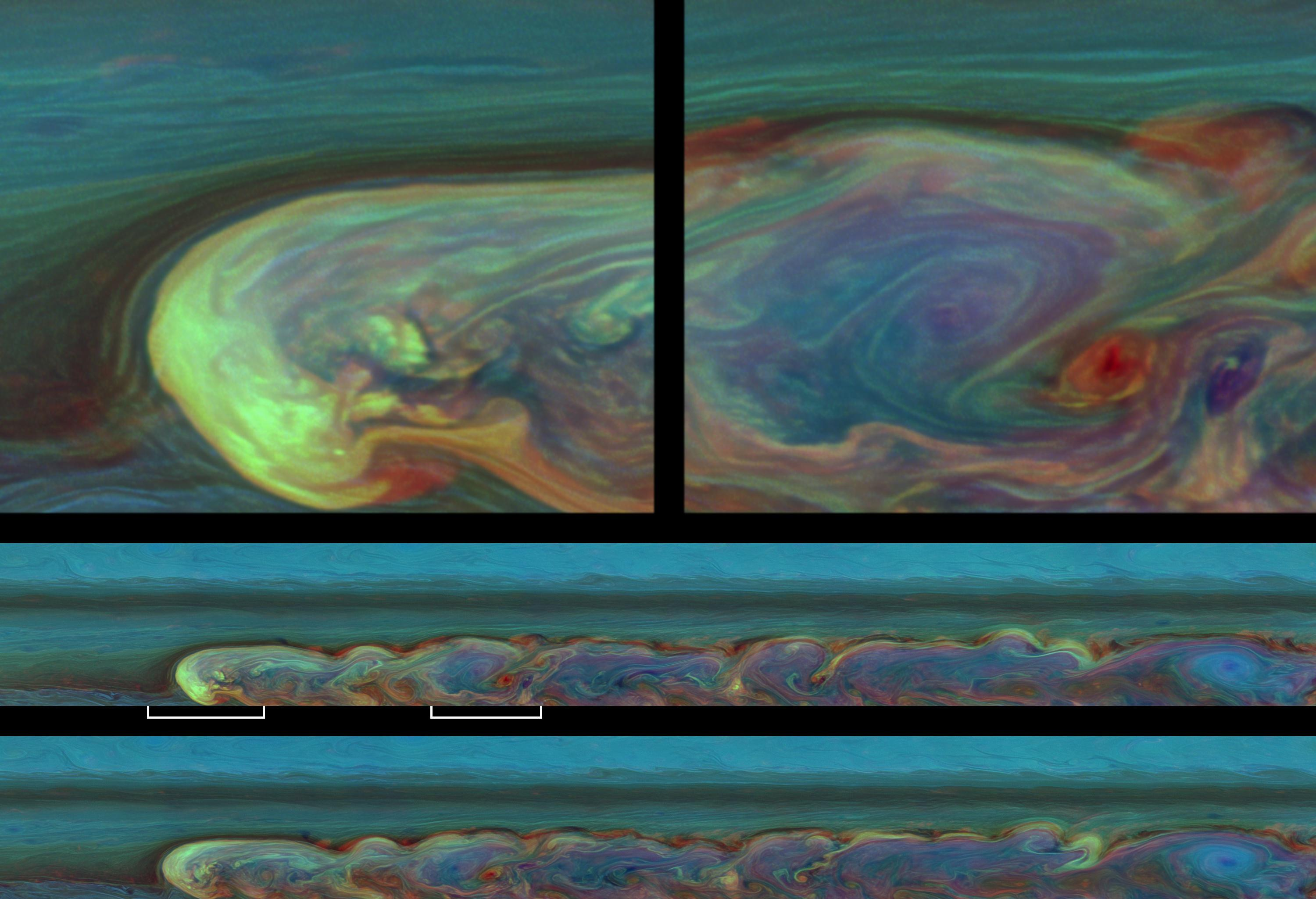
Détail de la tempête en fausses couleurs montrant l'opacité variable de la couche de nuages supérieure.

### Anneaux de Saturne

#### Origine des anneaux
Avant la conclusion de la mission de Cassini, deux scénarios sont évoqués en ce qui concerne l'origine des anneaux :
- selon le premier scénario, ils seraient le résultat d'un événement cataclysmique, telle que la destruction d'une lune ou d'une comète désagrégée par les forces gravitationnelles agissant à l'intérieur de la limite de Roche. Ils seraient à ce titre relativement jeunes ;
- selon le second, ils seraient les reliques de la formation de la planète géante et remonteraient donc à 4,5 milliards d'années.

Le caractère hétérogène du matériau observé par l'instrument UIS a semblé exclure une origine cataclysmique, qui ferait d'une unique lune la source du matériau. Selon les opposants à ce scénario, l'accumulation de poussière depuis cette époque aurait dû rendre les anneaux beaucoup moins brillants.
Les dernières orbites de Cassini fin 2017, qui se sont déroulées entre les anneaux et la couche supérieure de l'atmosphère de Saturne, ont permis de trancher. En manœuvrant à très faible distance des anneaux, Cassini a pu effectuer des mesures gravitationnelles (en observant l'influence des anneaux sur sa trajectoire) et ainsi déterminer la masse de matière accumulée. Les anneaux sont constitués d'environ 15,4 × 1015 tonnes de matériaux, soit vingt fois moins que les estimations précédentes. Cette masse est équivalente aux deux cinquièmes de la lune Mimas. Les instruments de Cassini ont déjà permis de déterminer quelle est la proportion de poussière dans les anneaux et quel volume de poussière est périodiquement injecté dans les anneaux. Toutes ces informations permettent d'affirmer que les anneaux se sont formés il y a 10 à 100 millions d'années et qu'ils auront probablement complètement disparu d'ici 100 millions d'années. À l'origine, les anneaux devaient être beaucoup plus importants et beaucoup plus brillants. Les mesures effectuées ne permettent pas de déterminer précisément l'événement cataclysmique à l'origine des anneaux. Des traces en sont sans doute conservées dans les couches géologiques des lunes de Saturne.

#### Structure et composition des anneaux
Cassini a découvert plusieurs anneaux, qui n'avaient été détectés ni depuis la Terre, ni par les sondes spatiales antérieures. Un premier anneau, large de 5 000 kilomètres et peu dense, se situe au niveau de l'orbite de Janus et Épiméthée. Des portions d'anneau, appelées arcs, ont été détectées en septembre 2006, au niveau de l'orbite de Méthone (portion de 10° de l'orbite), en juin 2007 au niveau de l'orbite d'Anthée, et en 2006 sur l'orbite de Pallène,. Les instruments de Cassini ont permis de déterminer que le matériau de l'anneau E, situé entre les orbites de Mimas et de Rhéa et caractérisé par le diamètre très faible de ses constituants élémentaires, est alimenté en matériaux par les geysers d'Encelade. L'orbiteur a également permis de découvrir l'origine de la division de Keeler, située dans l'anneau A, non loin de sa bordure extérieure. Ce sillon, large de 42 kilomètres, est créé par une petite lune, Daphnis, révélée à cette occasion. L'orbite de celle-ci s'écarte légèrement du plan orbital des anneaux, ce qui génère des ondulations, ayant une composante verticale pouvant atteindre une hauteur de 1,5 kilomètre. Ce phénomène, exceptionnel dans un anneau, épais généralement de quelques dizaines de mètres, a été révélé par son ombre, portée visible au moment de l'équinoxe de Saturne. L'anneau F est connu depuis le survol de Pioneer 11 en 1979. Cet anneau, large de quelques centaines de kilomètres, est encadré par deux satellites bergers, Prométhée et Pandore, qui en assurent la stabilité. Des images spectaculaires prises par Cassini ont mis en évidence l'évolution constante de l'anneau, soumis à l'attraction gravitationnelle de Prométhée, qui arrache des filaments de matière sur son passage, formant des draperies dans lesquelles se glissent parfois des mini-lunes de glace, d'un diamètre d'un kilomètre, attirées également par l'attraction de la lune. En mai 2005, Cassini a commencé une série d'expériences d'occultation, conçues pour déterminer la répartition des tailles des particules des anneaux et effectuer des mesures de l'atmosphère de Saturne. La sonde a effectué des orbites étudiées à cet effet. Dans ce but, la sonde a traversé les anneaux et émis des ondes radio en direction de la Terre. Les variations de puissance, de fréquence et de phase de ces ondes ont alors été étudiées afin de déterminer la structure des anneaux.

Anneaux de Saturne
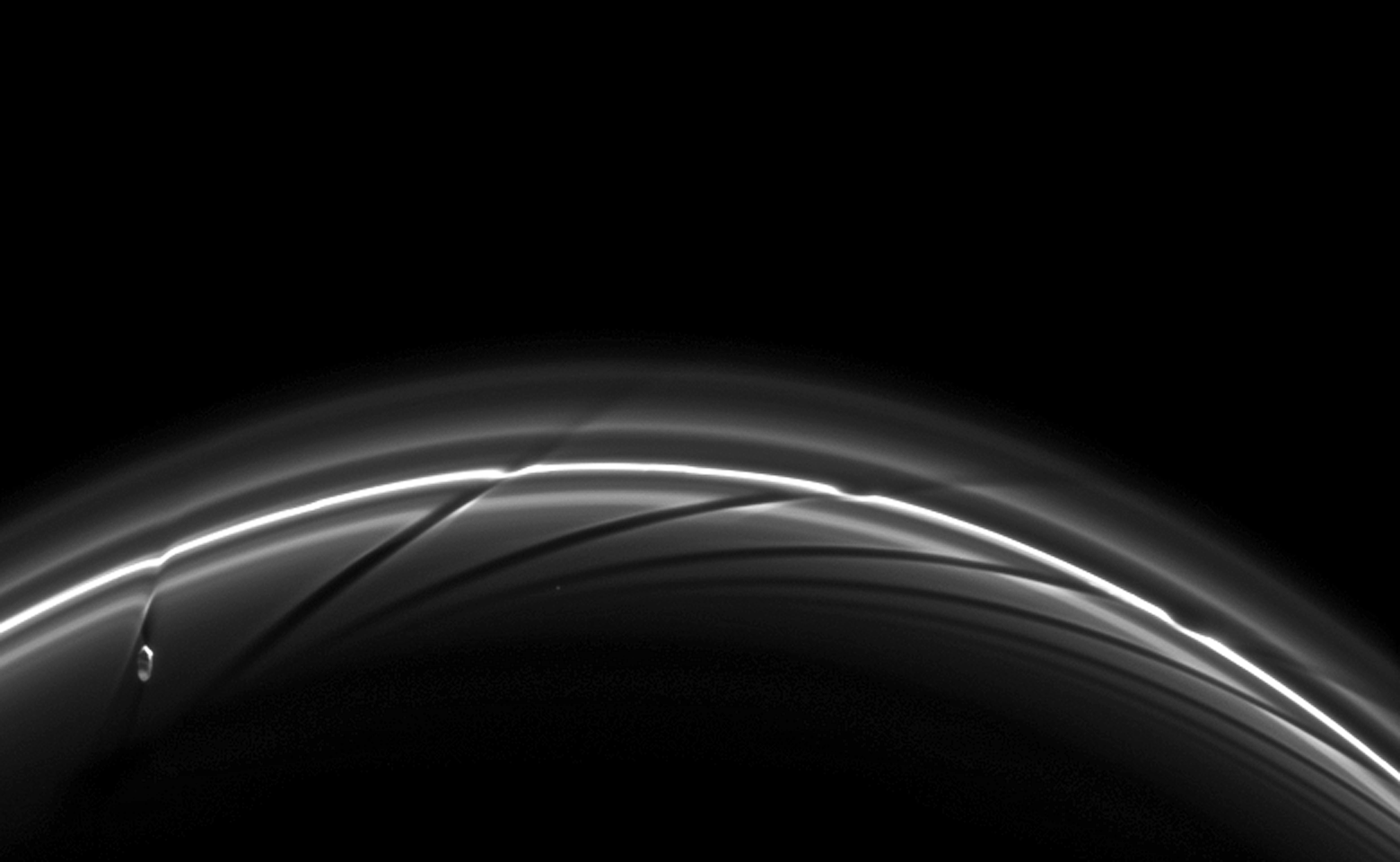
Le matériau de l'anneau F est perturbé par Prométhée.
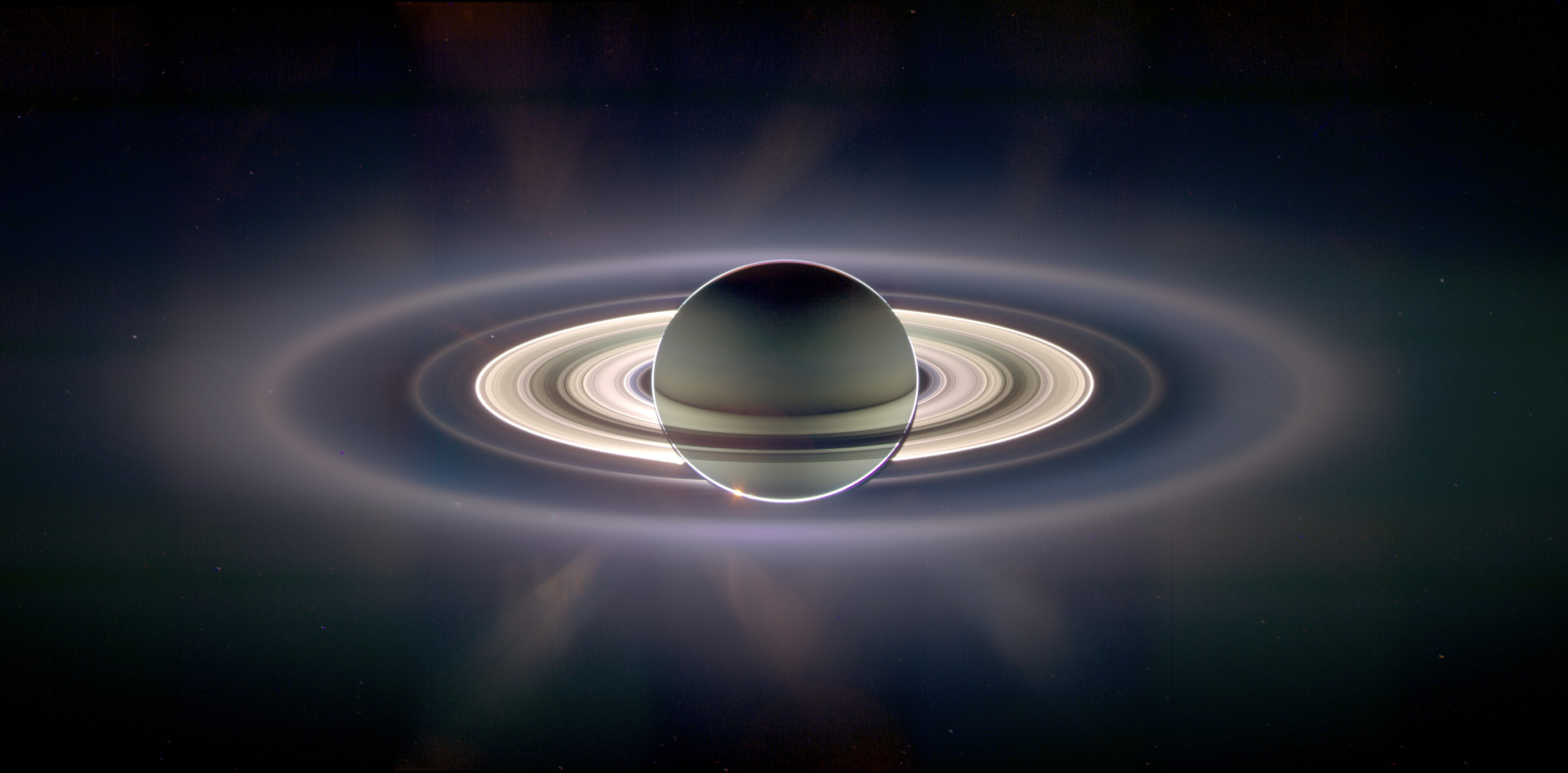
La lumière du Soleil masquée par Saturne permet de distinguer les anneaux externes diffus E et G.
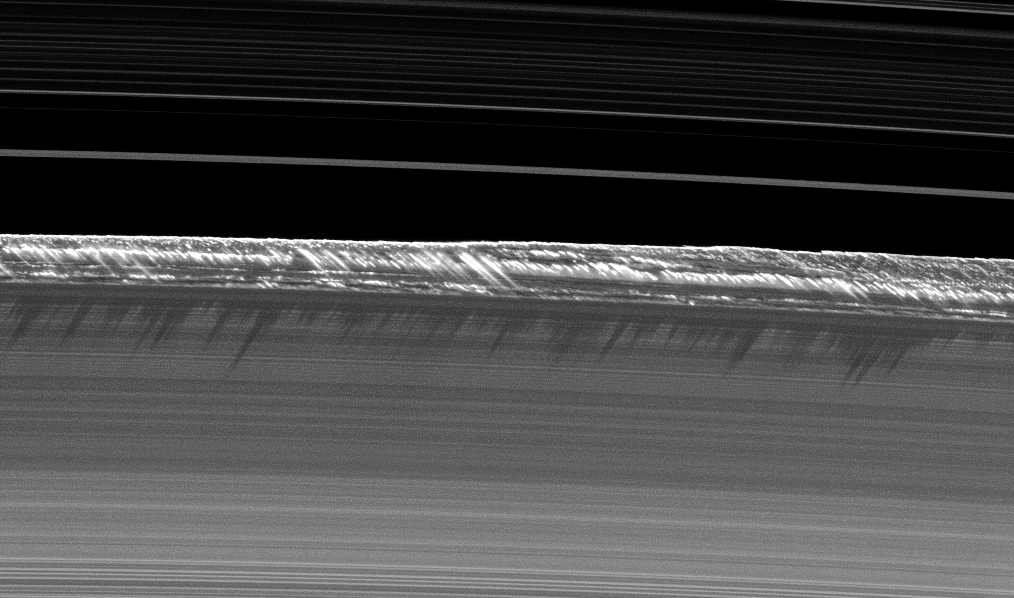
Des structures verticales culminant à 2,5 km sont visibles en bordure de l'anneau B.

### Magnétosphère de Saturne
Les caractéristiques de la magnétosphère de Saturne sont mal connues avant l'arrivée de Cassini, car résultant uniquement des brèves observations effectuées par Pioneer 11 et les sondes Voyager lors de leur survol de Saturne, dans les années 1970 et 1980. Cassini a permis d'effectuer des observations sur plusieurs années avec des instruments beaucoup plus précis. La mission a permis de découvrir que, contrairement aux autres planètes du système solaire dotées d'un champ magnétique, celui de Saturne a un axe qui coïncide exactement avec l'axe de rotation. Cassini a déterminé que le champ magnétique de la planète subit une importante fluctuation, qui se répète avec une périodicité de 10 heures 47 minutes. Cette modulation, que les scientifiques n'expliquent toujours pas fin 2012, a sa correspondance dans le domaine des ondes radio (Saturn Kilometric Radiation ou SKR). Les instruments scientifiques de la sonde ont permis de découvrir que la matière présente dans la magnétosphère avait pour origine principale des geysers situés au pôle sud de la lune Encelade. La composition de ces matériaux est dominée par les ions et molécules produits par la combinaison des composants de l'eau éjectés par les geysers. Contrairement aux hypothèses des scientifiques, on ne trouve pas de quantités notables de l'azote qui devrait s'échapper de l'atmosphère de Titan. L'instrument MIMI a détecté la présence d'une ceinture de radiations en forme de beignet à l'intérieur de l'anneau D, le plus proche de surface de Saturne.

### Titan

#### Environnement sur Titan

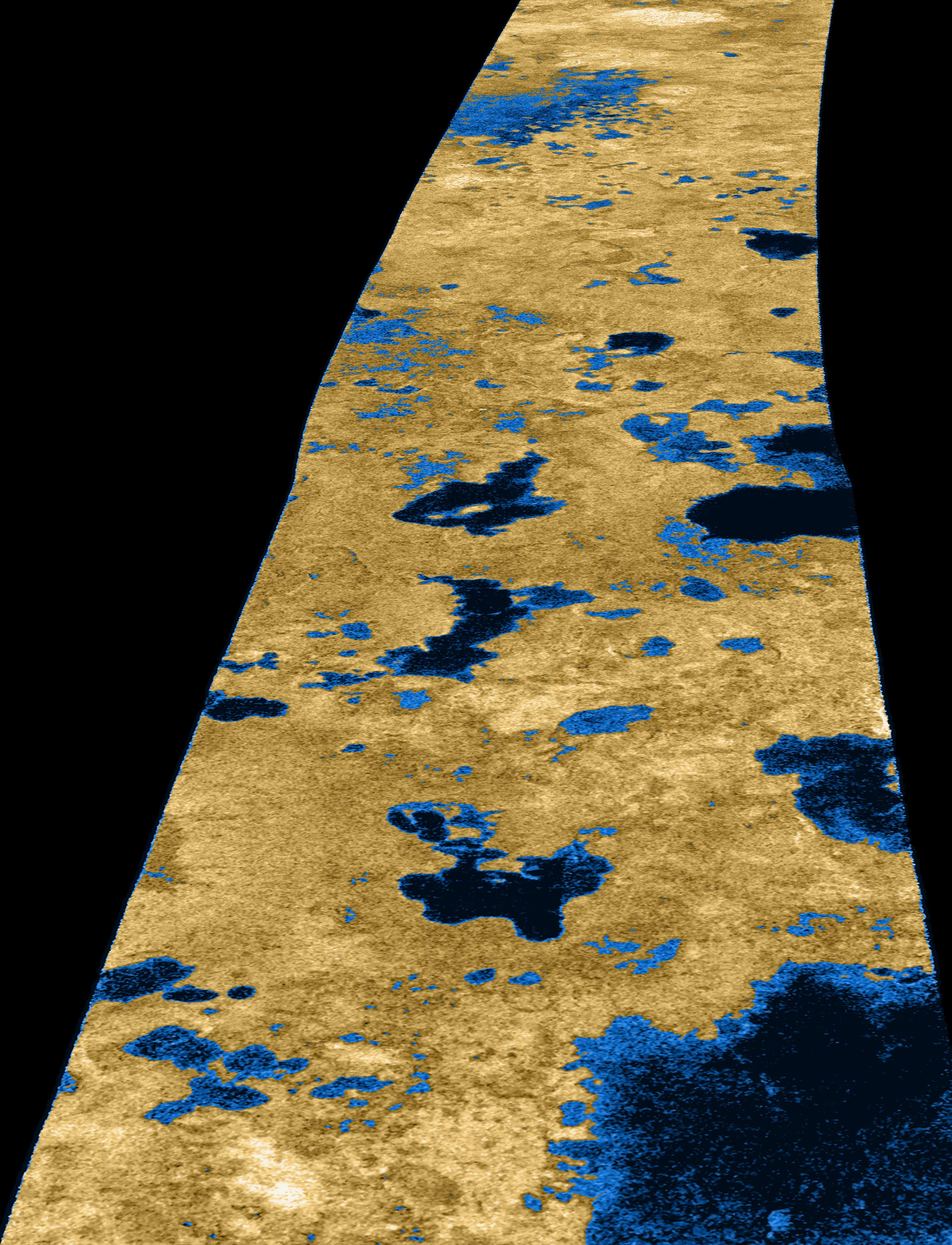
Lacs de méthane liquide à la surface de Titan. Image en fausses couleurs prise à l'aide du radar de Cassini. La partie de Titan représentée fait 170 kilomètres de large.

Après un voyage de près de sept ans et 3,5 milliards de kilomètres parcourus dans le Système solaire sur le dos de Cassini, Huygens se pose sur Titan le 14 janvier 2005 au moyen de ses deux parachutes et de ses boucliers thermiques. Elle renvoie sur Terre, distante de 1,2 milliard de kilomètres, des informations et des images (prises par le DISR) d'une qualité jusqu'alors inégalée.
Le module scientifique de surface (SSP) révèle qu'à cet endroit, sous une croûte dure et mince, le sol a la consistance du sable. Les paysages de Titan présentent des similitudes avec ceux de la Terre, a expliqué Martin G. Tomasko, responsable du DISR, l'instrument qui a pris les images. Brouillards, traces de précipitations, érosions, abrasion mécanique, réseaux de chenaux de drainage, systèmes fluviaux, lacs asséchés, paysages côtiers et chapelets d'îles : « les processus physiques qui ont façonné Titan sont très proches de ceux qui ont modelé la Terre. Les matériaux, en revanche, sont plus « exotiques »  puisque l'eau (H2O) y est remplacée par du méthane (CH4), qui peut exister sous forme liquide ou gazeuse à la surface de Titan. Quand il y pleut, ce sont des précipitations de méthane, mêlées de traces d'hydrocarbures, qui déposent sur le sol des substances provenant de l'atmosphère. Des pluies seraient d'ailleurs tombées « dans un passé peu éloigné ». D'après les données recueillies, Titan possède donc bien une atmosphère uniforme, faite de différents gaz (méthane, azote…) et, au sol, une activité cryovolcanique, du méthane liquide en abondance sous forme de rivières et de lacs. Sur son sol, gelé à −180 °C d'après des mesures in situ, se trouvent d'innombrables galets de glace, parfois aussi volumineux que des automobiles.
On doit aussi à cette mission la découverte du lac Ontario, un lac d'éthane liquide qui est le premier endroit du Système solaire (hors de la Terre) où du liquide a été détecté en surface, puis l'étude approfondie des mers et lacs de Titan.

#### Analyses
L'atterrissage lui-même soulève quelques questions. La sonde devait sortir de la brume à une altitude comprise entre 50 et 70 kilomètres. En fait, Huygens a commencé à émerger des nuages à 30 kilomètres seulement au-dessus de la surface. Cela pourrait signifier un changement dans le sens des vents à cette altitude. Les sons enregistrés lorsque la sonde s'est posée laissent penser qu'elle a atteint une surface plus ou moins boueuse, au moins très souple. « Il n'y a eu aucun problème à l'impact. L'atterrissage fut beaucoup plus doux que prévu[réf. nécessaire]. »
« Des particules de matière se sont accumulées sur l'objectif de l'appareil photo à haute résolution du DISR, qui pointait vers le bas, ce qui suggère que :
- soit la sonde a pu s'enfoncer dans la surface ;
- soit la sonde a vaporisé des hydrocarbures à la surface et ils se sont rassemblés sur l'objectif. »

« Le dernier parachute de la sonde n'apparaît pas sur les clichés après l'atterrissage, aussi la sonde n'est probablement pas orientée à l'est, où nous aurions vu le parachute. »
Quand la mission a été conçue, il a été décidé qu'une lampe d'atterrissage de 20 watts devrait s'allumer 700 mètres au-dessus de la surface, et illuminer le site au moins 15 minutes après l'atterrissage. « En fait, non seulement la lampe d'atterrissage s'est allumée à exactement 700 mètres, mais elle a continué à fonctionner plus d'une heure après, tandis que Cassini disparaissait au-delà de l'horizon de Titan pour continuer sa mission autour de Saturne », a encore indiqué Tomasko. Le spectromètre de masse embarqué à bord de Huygens, qui sert à analyser les molécules de l'atmosphère, a détecté la présence d'un épais nuage de méthane, haut de 18 000 à 20 000 mètres au-dessus de la surface.
D’autres indications transmises par le DISR, fixé à l'avant pour déterminer si Huygens s'est enfoncé profondément dans le sol, ont révélé ce qui semble être du sable mouillé ou de la terre glaise. John Zarnecki, responsable du Gas Chromatograph and Mass Spectrometer (GCMS) qui analyse la surface de Titan, a déclaré : « Nous sommes surpris mais nous pouvons penser qu'il s'agit d'un matériau recouvert d'une fine pellicule, sous laquelle se trouve une couche d'une consistance relativement uniforme, comme du sable ou de la boue. »

Titan
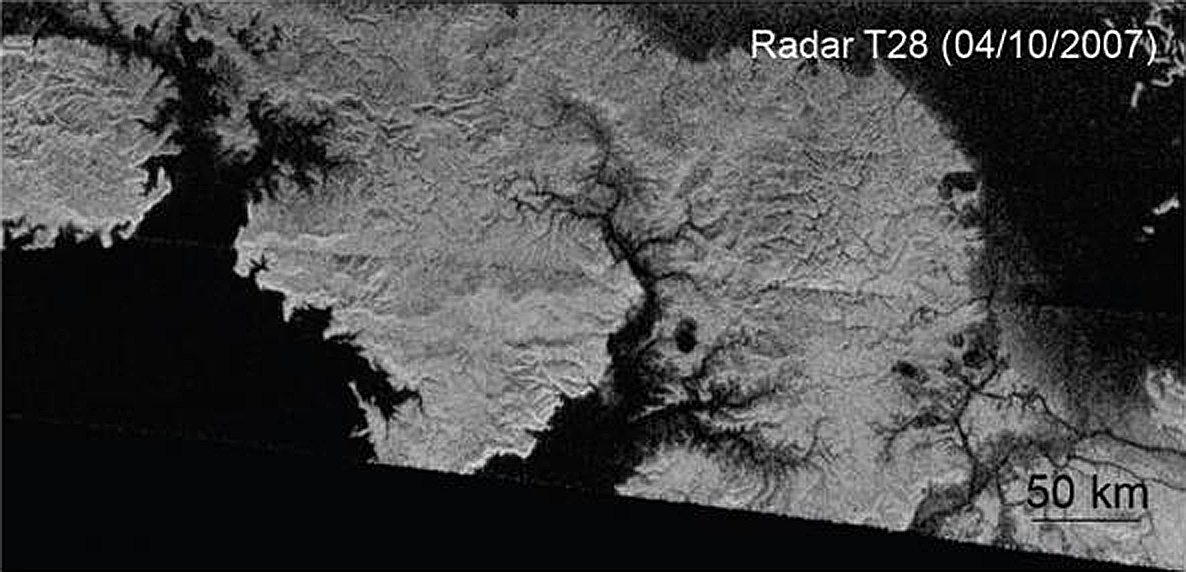
Vallée fluviale vers le pôle nord de Titan.
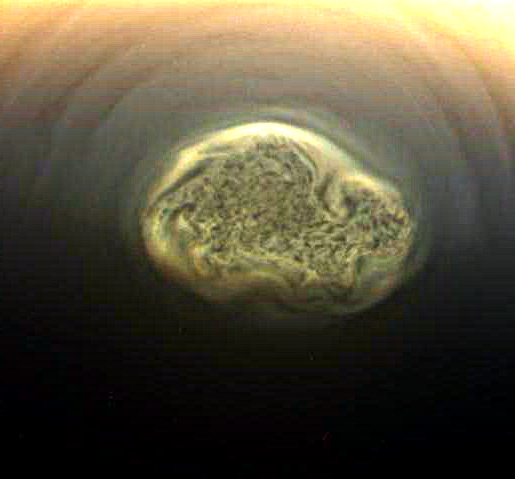
Un cyclone permanent stagne au-dessus du pôle sud de Titan.
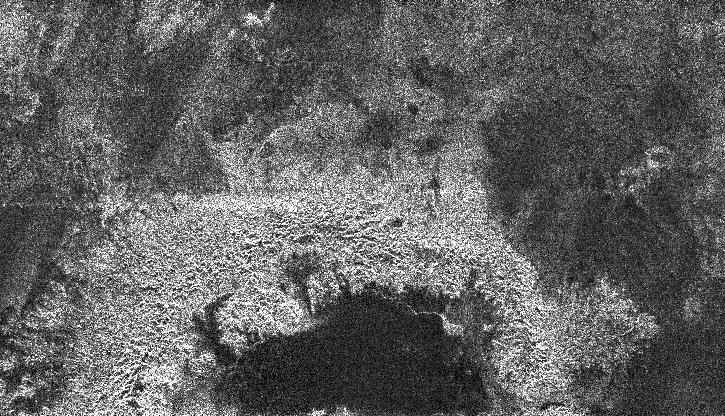
Une partie d'un cratère d'impact récent imagé par le radar de Cassini.
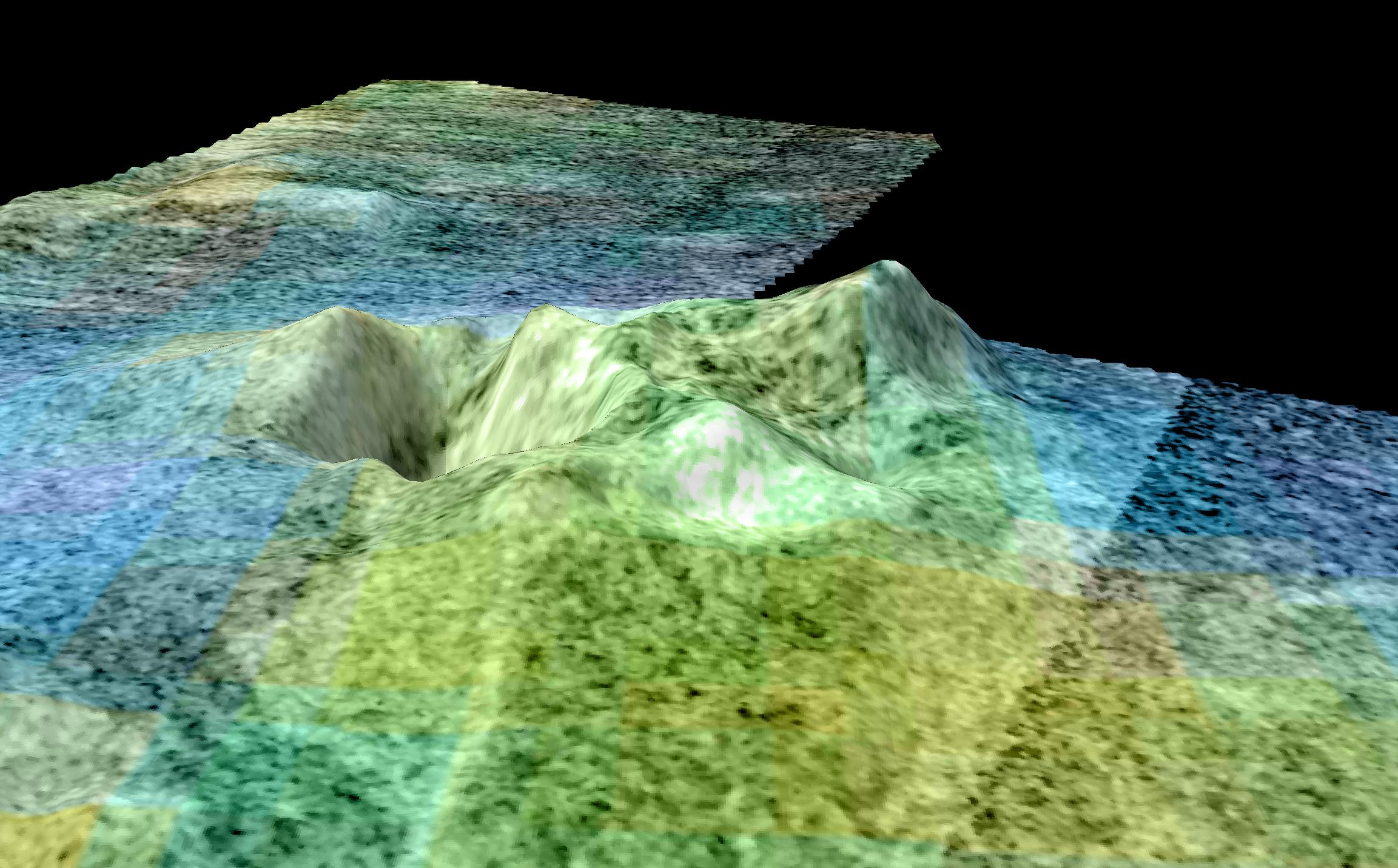
Sotra Facula, un cryovolcan hypothétique.

### Encelade

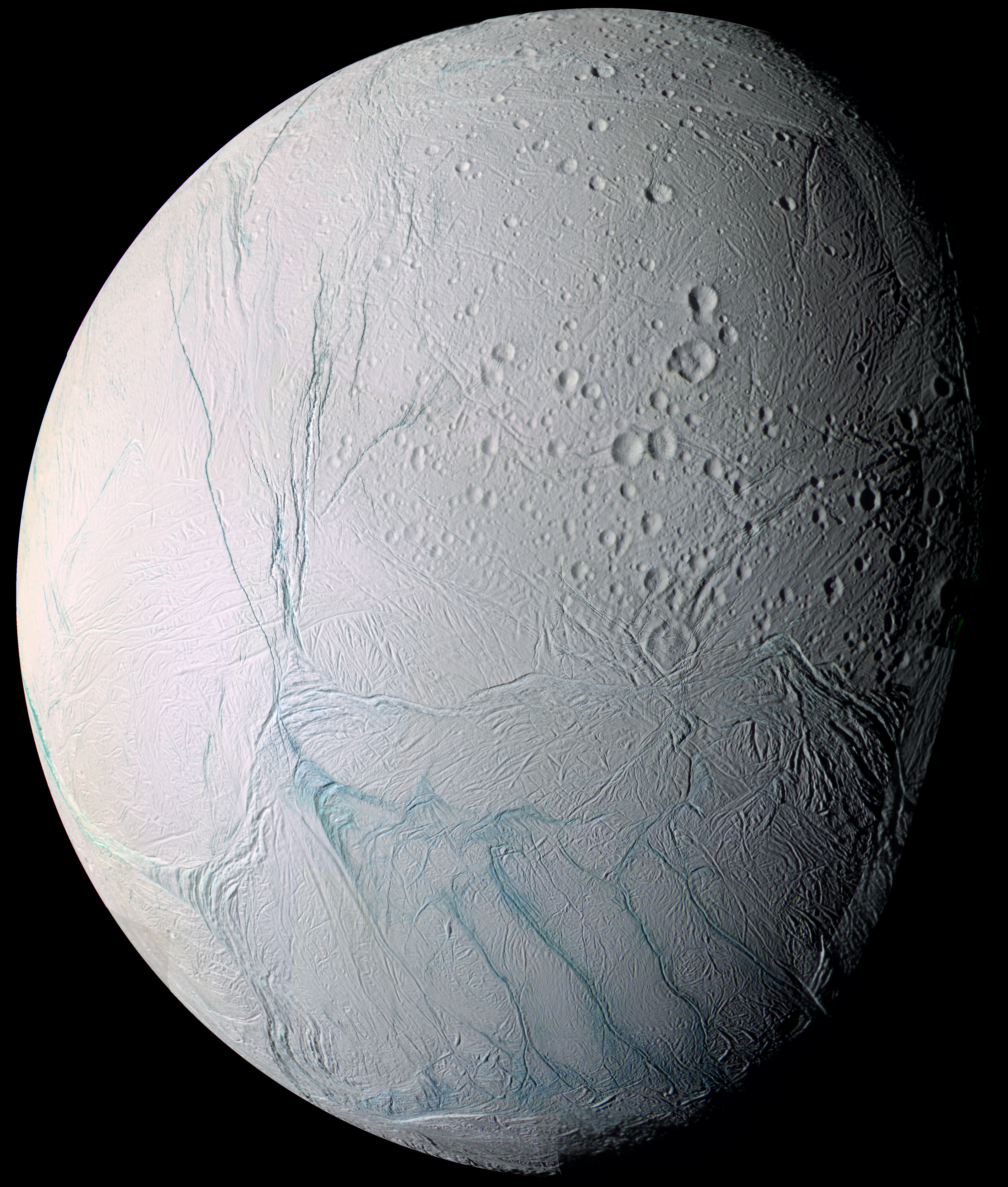
Encelade.

Jusqu'à l'arrivée de Cassini dans le système de Saturne, les seules caractéristiques remarquables de la petite lune Encelade (500 kilomètres de diamètre), résultant d'images prises par la sonde spatiale Voyager, étaient sa surface particulièrement lisse dans certaines régions et son albédo (pouvoir réfléchissant) le plus élevé des corps présents dans le Système solaire. Dès 2005, plusieurs observations successives font d'Encelade l'objet le plus intéressant du système de Saturne, avec Titan. La mesure du champ magnétique de Saturne, à proximité de la lune, met en évidence que celui-ci est déformé par la présence d'une atmosphère. Des survols rapprochés montrent que des geysers, jaillissant en permanence de la région du pôle sud, éjectent à une vitesse de 400 mètres par seconde un mélange de glace d'eau et de composés chimiques simples. Les geysers suggèrent l'existence de poches d'eau liquide plus ou moins importantes sous la surface, mais il faudra une dizaine d'années d'investigations pour déterminer avec certitude qu'Encelade abrite, sous sa croûte de glace, un océan liquide, malgré une température au sol de −200 °C. Une partie des matériaux éjectés retombe à la surface, le reste est à l'origine de la formation de l'anneau E. L'analyse des composants de cet anneau, effectuée par la suite à l'aide des instruments de la sonde spatiale, démontre qu'ils contiennent de la silice, qui ne peut se former que lorsque de l'eau portée à une température supérieure à 90 °C interagit avec de la roche. Une telle configuration laisse à penser que la source d'eau liquide est en contact avec un noyau rocheux, d'où jaillissent des sources hydrothermales,.
Les photos de la surface du pôle sud, prises à très faible distance, ont montré une surface particulièrement jeune, jonchée de blocs de glace de la taille d'une maison, parcourue de fractures faisant penser à une activité tectonique, et surmontée d'un nuage de vapeur d'eau. Certaines crevasses profondes, baptisées rayures de tigre, sont les points d'émergence des geysers. Des survols successifs ont confirmé que la surface du pôle sud d'Encelade subissait des mouvements tectoniques. Le moteur de cette activité pourrait être la force de marée produite par Saturne, à l'image du rôle de Jupiter dans le volcanisme de Io. Cette force agit non seulement sur la couche de glace superficielle, mais également sur le noyau rocheux, comme en témoigne la présence de silice, mais également d'hydrogène issus de sources hydrothermales. La présence d'un océan souterrain est confirmée en 2015 par des mesures du champ de gravité et des mouvements de libration de la lune sur son orbite. Les données recueillies permettent d'estimer qu'un océan profond de dix kilomètres s'étend au niveau du pôle sud, enfoui sous une couche de glace de 30 à 40 kilomètres d'épaisseur. De manière étonnante à une si grande distance du Soleil, Encelade réunit toutes les conditions pour permettre l'apparition d'une forme de vie : chaleur, eau sous forme liquide en abondance et composés organiques. Mais Cassini ne dispose pas d'instrument pour permettre de mener des investigations dans ce domaine,. Une étude de 2018 portant sur les données fournies par les instruments Cosmic Dust Analyzer et Ion and Neutral Mass Spectrometer a cependant permis d'établir la présence de macromolécules organiques d'une masse de quelques centaines d'unités de masse atomique unifiée dans les geysers d'Encelade.

Encelade
Schéma présentant la structure interne d'Encelade sous le pôle sud, selon le scénario le plus courant.
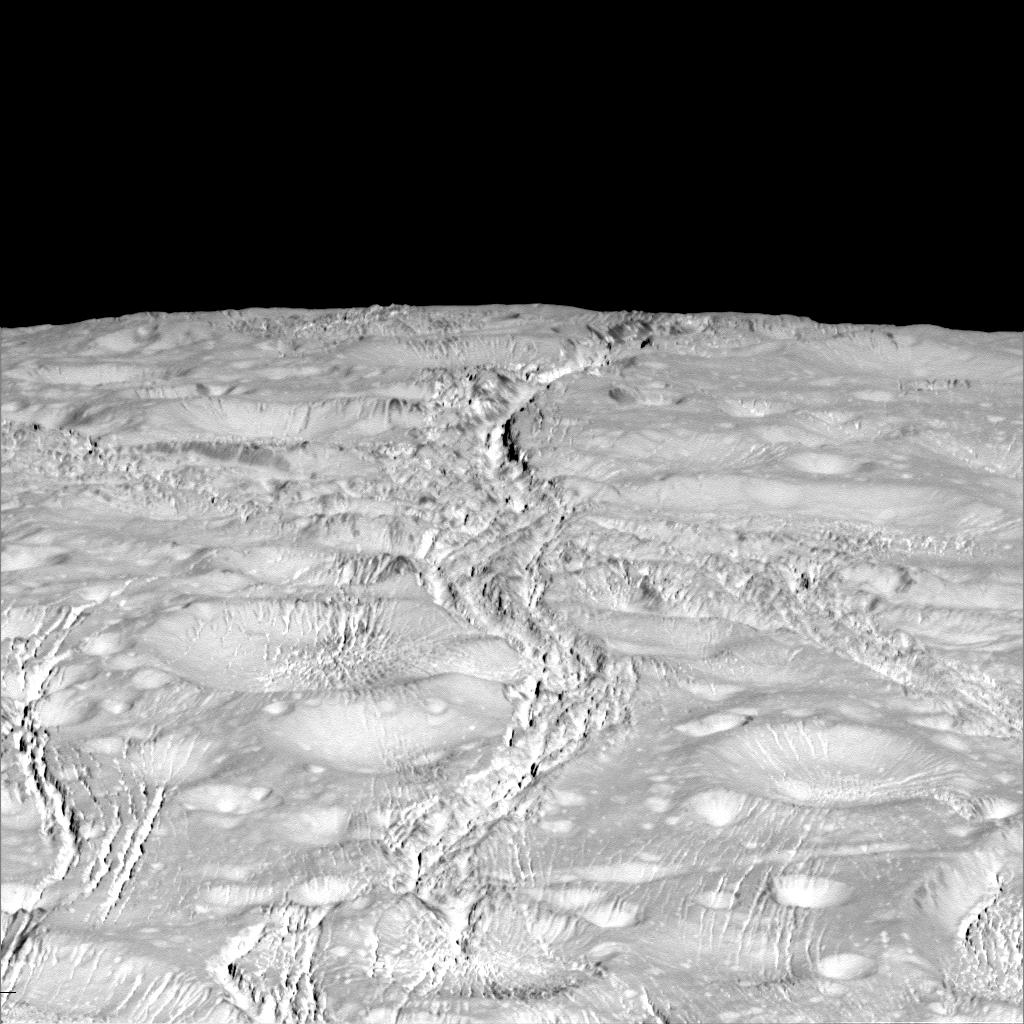
La surface du pôle nord est plus ancienne mais également parcourue par des fissures.
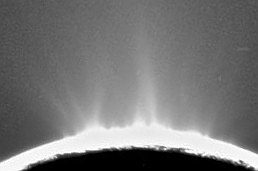
L'activité des geysers est visible sur cette photo.
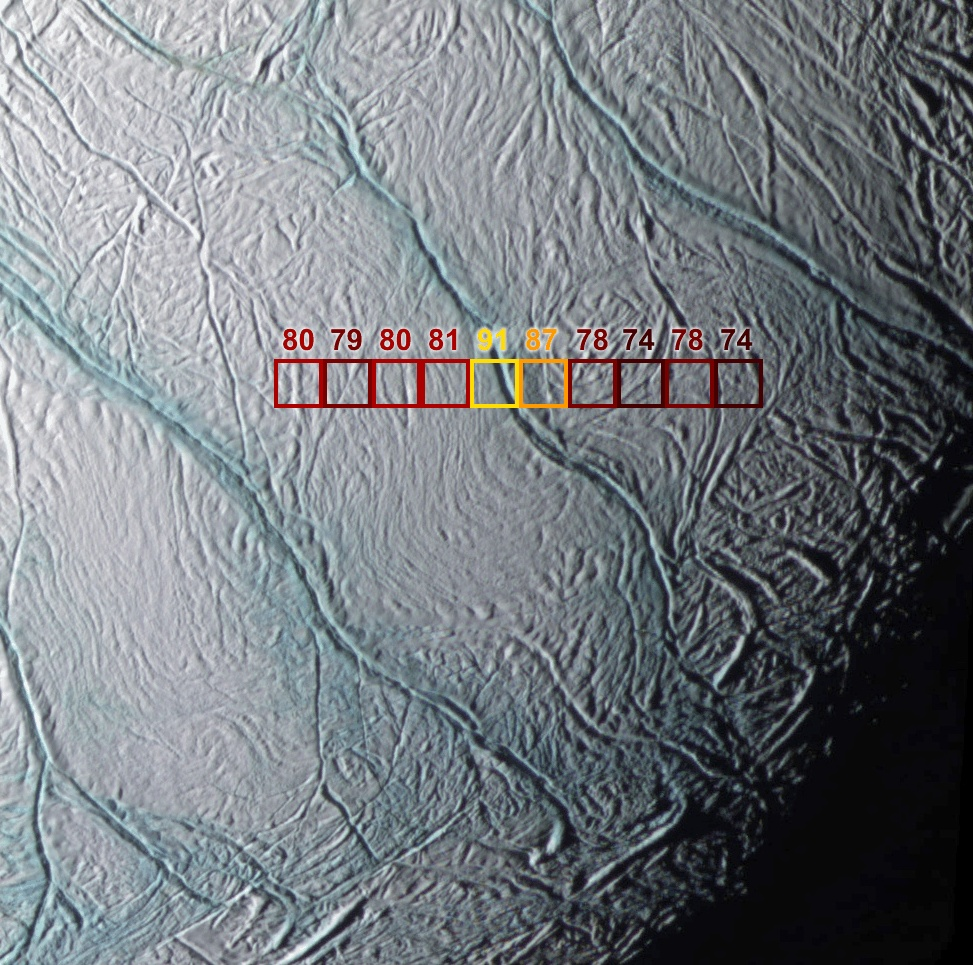
La température au-dessus des rayures de tigre est supérieure d'une vingtaine de Kelvin.

### Autres lunes de Saturne

#### Phœbé

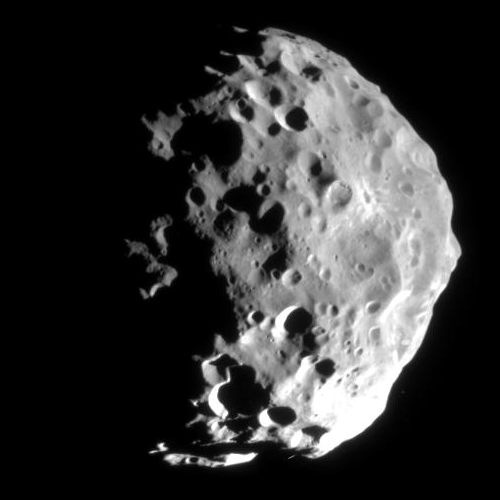
Phœbé.

Phœbé est la plus éloignée des lunes de taille significative : elle se trouve quatre fois plus loin (13 millions de kilomètres) de la surface de Saturne que la lune suivante Japet. Elle circule sur une orbite rétrograde avec une inclinaison quasi polaire (173°). De forme sphérique irrégulière, elle a un diamètre d'environ 220 kilomètres et est très sombre. Les seules images antérieures à la mission Cassini sont prises par Voyager 2 en 1981 ; elles fournissent peu d'informations, compte tenu de la distance (plus de deux millions de kilomètres, soit cinq distances Terre-Lune) d'où elles sont prises. Cassini survole une seule fois la lune, 16 jours avant son insertion en orbite autour de Saturne, car elle est située à l'extérieur de l'orbite de la sonde spatiale. Le 11 juin 2004 Cassini passe à 2068 kilomètres de Phœbé, et parvient à photographier pratiquement toute sa surface, grâce à la vitesse de rotation de la lune. Celle-ci présente une surface très sombre (albédo de 0,06), couverte de cratères qui ont, pour certains, 80 kilomètres de diamètre, avec des parois pouvant atteindre 16 kilomètres de haut. L'hypothèse d'un astéroïde capturé par Saturne est battue en brèche par l'observation de matériaux beaucoup plus clairs à l'intérieur des cratères, signalant la présence de glace d'eau dissimulée sous une couche de poussière, pouvant atteindre 300 à 500 mètres de diamètre. La glace d'eau représente 30 % de la masse de Phœbé (contre 50 % pour les principales lunes glacées de Saturne). Phœbé est sans doute une protoplanète, aux caractéristiques proches de Pluton, qui se forme dans la ceinture de Kuiper, au tout début de l'histoire du Système solaire. Elle subit un processus de différenciation planétaire au début de son existence. Après s'être refroidie, sa surface est martelée par les impacts, lui donnant sa forme irrégulière actuelle. Elle est par la suite capturée par la planète Saturne,.

#### Japet

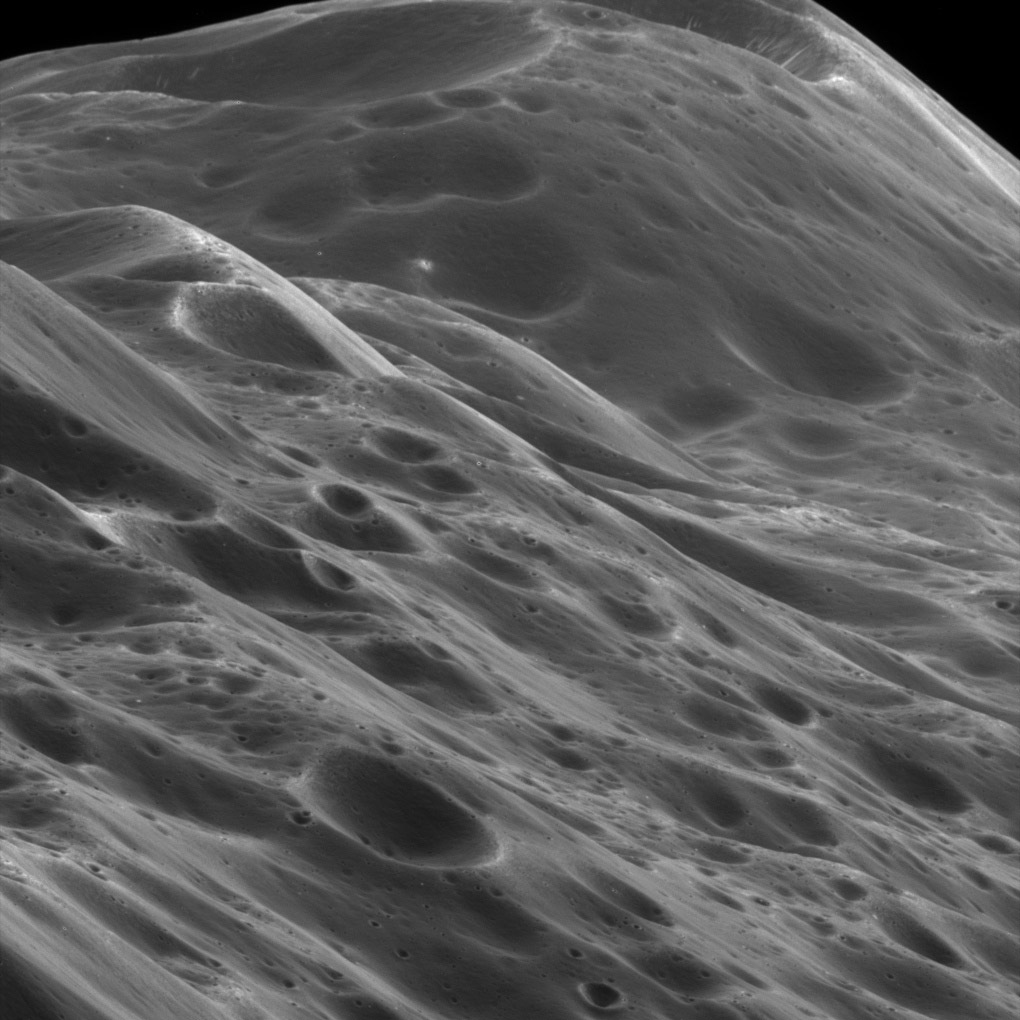
Les montagnes de Japet.

Japet est, par sa taille, la troisième lune de Saturne. Sa rotation est synchrone avec celle de la planète géante, c'est-à-dire que la face tournée vers celle-ci est toujours la même. Elle présente une différence de couleur spectaculaire entre l'hémisphère situé dans la direction de son déplacement sur son orbite, très sombre (albédo compris entre 0,03 et 0,05), et l'hémisphère opposé, au contraire brillant (albédo de 0,5 à 0,6). La sonde spatiale Cassini permet de trouver une réponse à cette énigme vieille de plusieurs siècles. Ses instruments fonctionnant dans l'infrarouge découvrent que Phœbé est à l'origine d'un anneau, formé par des débris arrachés à la lune par les impacts de météorites. Très ténu, cet anneau n'est pas découvert par les astronomes effectuant leurs observations depuis la Terre. Japet, circulant dans la région de cet anneau, accumule sur la face avant (tournée dans la direction de son déplacement) les matériaux issus de Phœbé, qui lui donnent sa couleur sombre.

#### Hypérion

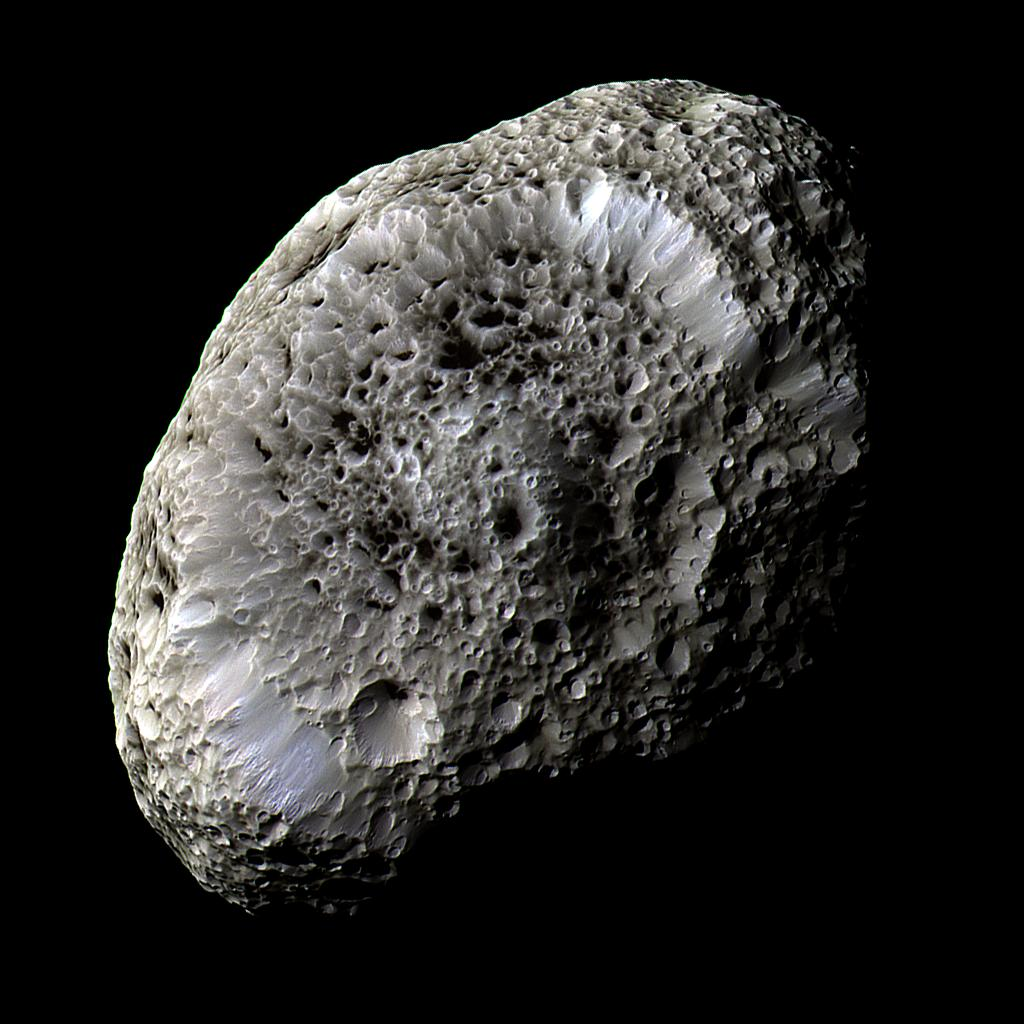
Hypérion.

Cassini fournit les premières observations détaillées d'Hypérion, le plus grand des satellites irréguliers (non sphériques) du Système solaire. Voyager 2, qui l'a survolé en 1981 à grande distance, a toutefois permis de dresser un premier portrait de cette lune en forme de patate (410 × 260 × 220 kilomètres), couverte de cratères profonds et présentant un axe de rotation chaotique, résultant sans doute de la destruction d'un corps céleste d'une taille plus importante. Les photos spectaculaires prises par Cassini montrent un monde évoquant une éponge. Les cratères très profonds, qui criblent sa surface pratiquement sans trace d'éjectas, sont liés sans doute à la très grande porosité et à la faible densité de la lune : le bombardement des météorites n'a pas éjecté les matériaux, mais les a comprimés. Les parois des cratères sont brillantes, trahissant la présence de glace d'eau. Le fond des cratères est par contre sombre et rougeâtre, car la température très basse (−180 °C) entraîne la sublimation des matériaux volatils et l'accumulation de matériaux plus sombres. Selon une hypothèse controversée, la profondeur exceptionnelle des cratères découle de la concentration des rayons solaires par le matériau sombre, qui entraînerait à son tour la sublimation de la glace d'eau. L'excentricité de l'orbite de la lune serait entretenue par la proximité de Titan (260 000 kilomètres d'écart entre les orbites moyennes des deux lunes), avec laquelle Hypérion est en résonance orbitale. Le faible albédo (0,3) d'Hypérion serait dû à la présence de dioxyde de carbone et d'autres hydrocarbures, dont du méthane échappé de Titan. Compte tenu de la faible densité mesurée de Hypérion (un peu plus de 0,5), celui-ci est sans doute constitué d'un empilement de corps plus petits, que la gravité relativement faible n'a pas comprimés.

#### Nouvelles lunes de Saturne
La mission Cassini-Huygens permet de découvrir, fin 2012, une dizaine de nouvelles lunes de petite taille (moins de dix kilomètres de diamètre), qui se sont ajoutées à la cinquantaine de lunes connues ou découvertes ces dernières années à l'aide de télescopes basés sur Terre. Plusieurs d'entre elles ne portent à cette date qu'un numéro d'ordre provisoire en attendant des observations complémentaires confirmant leur existence,. En 2004 sont découvertes Méthone (diamètre de 1,6 kilomètre) et Pallène (trois kilomètres de diamètre), situées entre Mimas et Encelade et formant le sous-groupe des Alcyonides,, ainsi que Pollux (trois kilomètres de diamètre), qui partage l'orbite de Dioné autour du point de Lagrange arrière L5 de Saturne. Daphnis (huit kilomètres de diamètre), découverte en 2005, est, après Pan (26 kilomètres), le second satellite par la taille circulant dans les anneaux de Saturne. Il est à l'origine de la division de Keeler (42 kilomètres de large) qui divise l'anneau A de Saturne tout près de sa périphérie, et au-delà de la division d'Encke. Son passage déblaie la division, mais son champ de gravité génère également des vagues à l'intérieur de l'anneau A, sur plusieurs centaines de kilomètres de profondeur, comme le montrent les clichés pris par Cassini,. En 2007, l'équipe d'imagerie de Cassini découvre Anthée, une lune de deux kilomètres de diamètre située comme Méthone et Pallène entre Mimas et Encelade. Égéon, découverte en 2008 et d'un diamètre de 500 mètres, circule dans l'anneau G, sans doute formé par des débris éjectés par les collisions affectant cette lune.

Autres lunes de Saturne
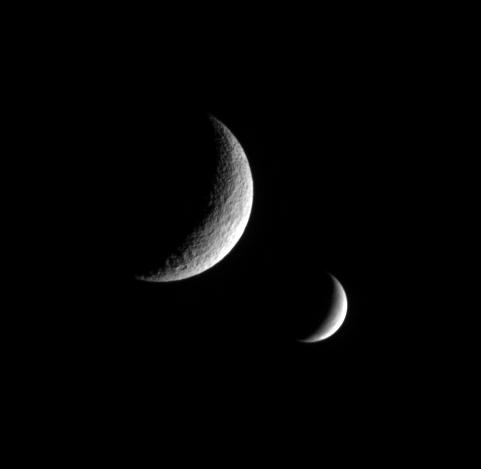
Téthys (grand) et Encelade (petit).
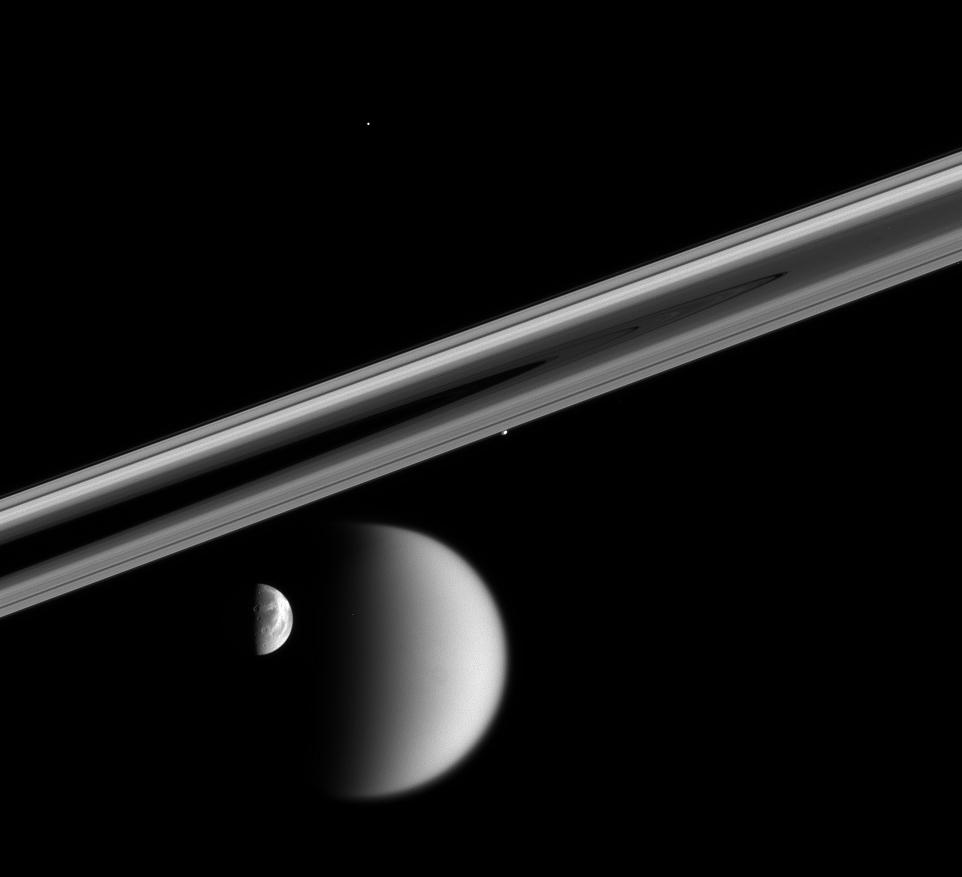
Quasi-alignement de quatre lunes de Saturne.
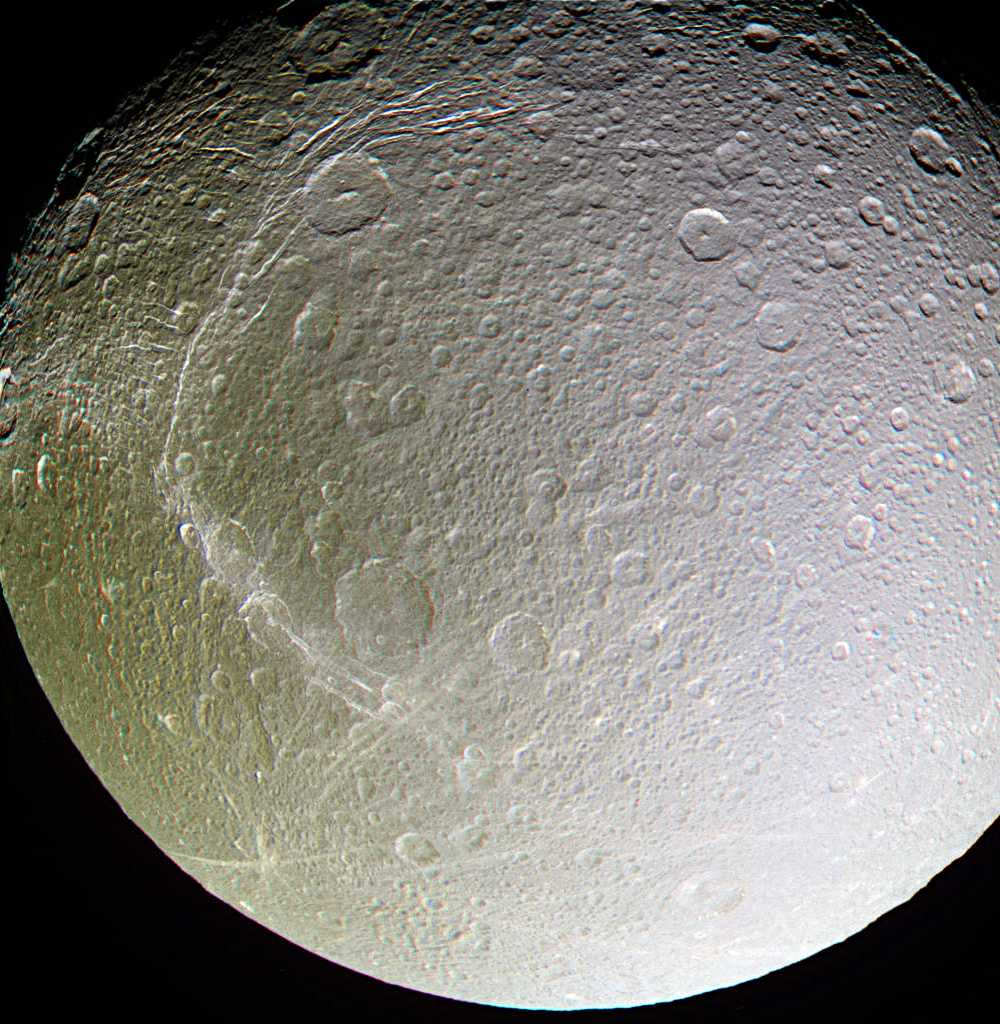
Dioné colorisée.
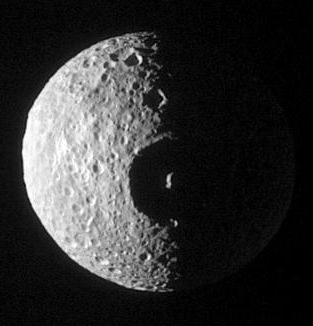
Mimas.

### Vérification de la théorie de la relativité générale

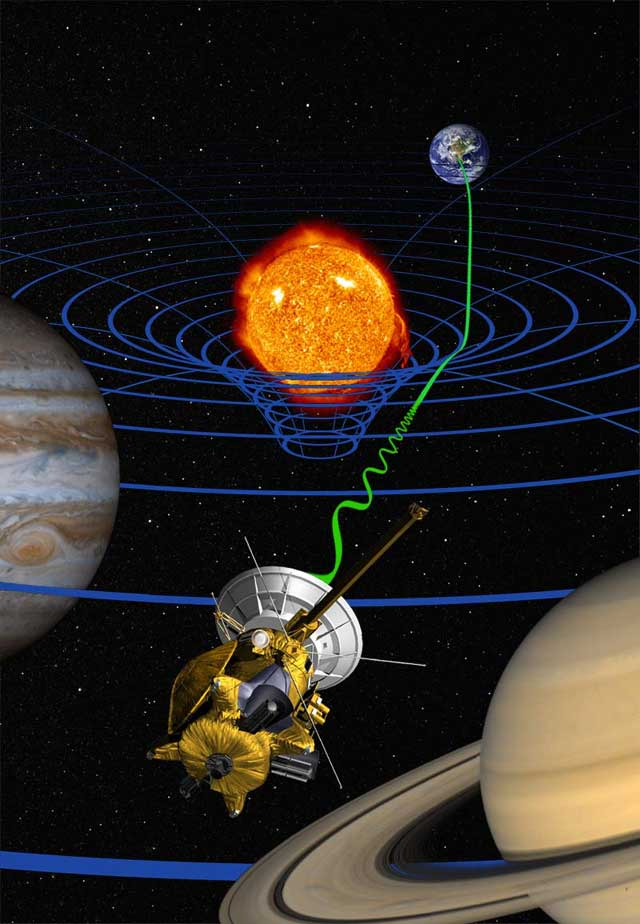
Vue d'artiste des effets de la théorie de la relativité.

Le 10 octobre 2003, l'astrophysicien italien Bruno Bertotti de l'université de Pavie et ses collègues Luciano Less de l'université de Rome « La Sapienza » et Paolo Tortora de l'université de Bologne présentent les résultats du test de la théorie de la relativité que la sonde Cassini a effectué l'année précédente. Durant l'été 2002, la Terre, le Soleil et la sonde sont exactement alignés, le Soleil se trouvant entre la Terre et la sonde. Lors des communications avec la sonde et grâce à son antenne de quatre mètres de diamètre ainsi qu'à la nouvelle station au sol du Deep Space Network de la NASA, situé à Goldstone en Californie, l'équipe d'astrophysiciens italiens observe un glissement de fréquence dans les ondes radio reçues par et émises depuis Cassini-Huygens, lorsque celles-ci voyage à proximité du Soleil. D'après la théorie de la relativité générale, un objet massif tel que le Soleil est censé courber l'espace-temps autour de lui. Ainsi, un rayon lumineux ou une onde radio qui passe à proximité de l'étoile doit parcourir une distance plus grande à cause de cette courbure. Ce surplus de distance que parcourent les ondes émises par la sonde pour atteindre la Terre retarde leur réception, retard qui est mesuré, quantifié et permet de vérifier la théorie avec une précision cinquante fois supérieure à celle des expériences précédentes effectuées avec les sondes Viking. Bien que des déviations par rapport à la relativité générale soient prévues par certains modèles cosmologiques, aucune n'est observée dans cette expérience. Les mesures effectuées se trouvent en accord avec la théorie avec une précision de l'ordre de 1 sur 50 000,.

## Successeurs deCassini
L'exploration à l'aide d'une sonde spatiale d'une planète aussi lointaine que Saturne est coûteuse, notamment du fait de la vitesse que l'engin spatial doit atteindre pour parvenir jusqu'à son objectif, de la durée de la mission et de la nécessité de recourir à des sources d'énergie capables de remplacer le rayonnement solaire, 100 fois plus faible à cette distance du Soleil : panneaux solaires de très grande taille ou générateur thermoélectrique à radioisotope. Malgré l'intérêt scientifique évident de Saturne, de ses lunes (en particulier Titan et Encelade) et de ses anneaux, qui suscite de nombreuses propositions de mission, le développement d'une nouvelle mission vers cette destination se fera attendre.
En 2008, la NASA et l'Agence spatiale européenne étudient ensemble la mission Titan Saturn System Mission (TSSM), comprenant un orbiteur ainsi qu'un atterrisseur et une montgolfière destinés à étudier Titan, mais ce projet est abandonné l'année suivante. TSSM est une mission coûteuse de la classe de Cassini et, par la suite, des missions moins ambitieuses sont évaluées par la NASA dans le cadre de son programme Discovery (missions à bas coût) : ce sont Titan Mare Explorer (2011) et Enceladus Life Finder (2015), qui ne sont pas non plus retenues.
En 2017, pas moins de cinq missions sont proposées dans le cadre du programme New Frontiers (missions à coût moyen de la NASA) : un engin spatial qui effectue un sondage en plongeant dans l'atmosphère de Saturne (SPRITE), deux missions qui analysent de manière précise les matériaux éjectés par les geysers d'Encelade en survolant cette lune à plusieurs reprises et déterminent la présence éventuelle d'indices de formes de vie (ELSAH et ELF), et enfin deux missions destinées à étudier en profondeur Titan, la première depuis l'orbite (Oceanus) et la deuxième, particulièrement audacieuse sur le plan technique, au moyen d'un drone effectuant des vols de quelques dizaines de kilomètres en exploitant la forte densité de l'atmosphère et la faible gravité de cette lune (Dragonfly). La mission Dragonfly est sélectionnée en 2019 pour un départ prévu en 2027 et une arrivée sur Titan en 2034.